# テニスの王子様の登場人物
テニスの王子様の登場人物（テニスのおうじさまのとうじょうじんぶつ）は、漫画およびアニメ『テニスの王子様』、『新テニスの王子様』に登場する架空の人物について説明する。
「声」はアニメの声優。「演」は実写映画の俳優。なお、ミュージカルの俳優はミュージカル・テニスの王子様/2ndシーズン/3rdシーズン/4thシーズン/ミュージカル・新テニスの王子様を参照。
キャラクターの身長・体重は各種ファンブック参照。

## テニスの王子様

### 青春学園中等部
本作の主役校で、東京都内の中学校。通称「青学（せいがく）」。シングルスの強さは全国屈指である。男子テニス部は激戦の末、団体戦無敗で全国大会優勝を果たした。
『新テニスの王子様』（以降『新-』）で催されている高校日本代表候補（U-17選抜）の合宿にはレギュラー9名が参加している。日本代表にはリョーマ、不二、大石の3人が選出され、医療班として乾が選出された。

#### レギュラー
詳細は各項目を参照。
越前 リョーマ（えちぜん りょーま）
声 - 皆川純子 / 演 - 本郷奏多
本作の主人公。1年生の男子生徒。プレースタイルはオールラウンダー。上級生に勝るとも劣らない突出した実力を見せつけ、青学のルーキーとして、一躍注目される。ドライブ系のショットを得意とする。使用技は、ドライブA、ドライブB、ドライブC、ドライブD、Coolドライブ、サムライドライブ、ツイストサーブ、無我の境地、百錬自得の極み、才気煥発の極み、天衣無縫の極み、ホープなど多様である。勝気な性格であり、口癖は「まだまだだね」。伝説のテニスプレーヤー越前南次郎の息子。越前リョーガの弟となっている。
手塚 国光（てづか くにみつ）
声 - 置鮎龍太郎 / 演 - 城田優
3年生の男子生徒。部長。プレースタイルはオールラウンダー。中学テニス界では有名な全国区の実力者。「テニスの王子様」では、主に跡部景吾や真田弦一郎と対戦している。使う技は、手塚ゾーン、手塚ファントム、零式ドロップショット、百錬自得の極み、才気煥発の極みなど。なお、中学１年生の時に部活内の先輩からラケットで肘を殴られ古傷となり、作中では満足に戦えていない。
大石 秀一郎（おおいし しゅういちろう）
声 - 近藤孝行 / 演 - 鈴木裕樹
3年生の男子生徒。副部長。手塚不在時には部長代理を務めた。ダブルスを得意とする。使う技は、ムーンボレー。菊丸と組むダブルスは全国レベルであり、ゴールデンコンビと呼ばれるほどである。性格は温厚であり青学のお母さん的存在であるが、全国大会決勝戦前に他校と焼肉バトルをした際、焼肉奉行と化し普段の学校生活とは違った一面を見せた。
不二 周助（ふじ しゅうすけ）
声 - 甲斐田ゆき / 演 - 相葉弘樹
3年生の男子生徒。部内No.2。青学の天才と呼ばれるカウンターパンチャー。３種の返し球（トリプルカウンター）を主に使い、試合を進める。３種の返し球は、燕返し、羆落とし、白鯨。「テニスの王子様」全国大会準決勝時の白石戦では、新技の蜉蝣包み、麒麟落とし、白龍、百腕巨人（ヘカトンケイル）の門番、星花火などを編み出した。
菊丸 英二（きくまる えいじ）
声 - 高橋広樹 / 演 - 足立理
3年生の男子生徒。ダブルスプレイヤー。性格は気分屋で天真爛漫だが、試合では集中力と注意力を発揮して相方の足を引っ張らない技巧者。課題だったスタミナ不足は、大石が腕の故障によりダブルスができなかった時期に克服している。
乾 貞治（いぬい さだはる）
声 - 津田健次郎 / 演 - 荒木宏文
3年生の男子生徒。部内元No.3。データテニスを得意とする青学のデータマン。マネージャーとして部員たちのケアなども担当している。また、ランニングで遅かった者や練習試合で負けた者には、自作の怪しいドリンク（通称「乾汁」）を飲ませることになっている。
河村 隆（かわむら たかし）
声 - 川本成 / 演 - 小谷嘉一
3年生。普段は温厚で優しく控えめだが、ラケットを持つと一変して、攻撃的な「バーニング状態」になる。使用技は波動球、ダッシュ波動球。
桃城 武（ももしろ たけし）
声 - 小野坂昌也 / 演 - 加治将樹
2年生の男子生徒。抜群の身体能力を武器に豪快さかつ繊細さを持ち合わせたテニスを得意とする。海堂と同じく、良きライバルとなっている。3年生の引退後は卒業した大石の後を継ぎ、副部長になる。得意技はダンクスマッシュ、ジャックナイフ。
海堂 薫（かいどう かおる）
声 - 喜安浩平 / 演 - 鯨井康介
2年生の男子生徒。通称「マムシ」。桃城とは良きライバルである。無愛想で威圧的な印象が目立つが非常にストイックで粘り強い努力家である。3年生の引退後は卒業した手塚の後を継ぎ、青学の部長となる。得意技はスネイク、ブーメランスネイク。

#### レギュラー以外
堀尾 聡史（ほりお さとし）
声 - 山崎樹範
身長 151cm 体重 47kg 誕生日 9月25日 血液型 O型
学年：1年 利き腕：右 プレイスタイル：オールラウンダー（理想）
自称テニス歴2年でテニスの専門知識は豊富だが、実践技術は乏しい。見栄っ張りで派手なテニスウェアを着用している。リョーマに対して友情と同時にライバル意識も抱いているが、全く相手にされていない。お調子者だが、情に厚い性格。乾によると、学業は芳しくない。
壇から加藤、水野と合わせてリョーマ君応援トリオと呼ばれた。
『新-』では、リョーマに荷物を届けるため合宿所を訪れ、入口で壇と浦山と会い共に行動した。
加藤 勝郎（かとう かちろう）
声 - 中川玲
身長 148cm→150cm 体重 45kg 誕生日 3月2日 血液型 A型
学年：1年 利き腕：右
おかっぱ頭が特徴。大人しい性格。作中では主にカチローとカタカナ表記で呼ばれる。父親はテニスクラブのコーチ。リョーマの為に対戦相手を偵察したり調べるなどの手伝いをしているが、対戦相手に見つかって報復をくらったこともあった。
水野 カツオ（みずの かつお）
声 - 渡辺慶
身長 158cm→160cm 体重 50kg 誕生日 4月7日 血液型 O型
学年：1年 利き腕：右
坊主頭が特徴。リョーマの応援に燃えている。2年に進級してからは髪を伸ばし金髪。
荒井 将史（あらい まさし）
声 - 森訓久
身長 169cm→170cm 体重 53kg 誕生日 3月29日 血液型 B型
学年：2年 利き腕：右
プライドが高く上下関係にうるさいが、実は努力家でレギュラーメンバーに次ぐ実力の持ち主。序盤ではリョーマへの嫌がらせが目立ったが、偵察者・乱入者が青学に来た際にはいの一番に対処に動くなど責任感と正義感は強い。
3年生引退後はレギュラーになった。桃城、池田、林とは同じクラス。
池田 雅也（いけだ まさや）
声 - 下崎紘史
身長 162cm→163cm 体重 50kg 誕生日 7月18日 血液型 A型
学年：2年 利き腕：右
校内ランキング戦ではリョーマに2度敗戦している。
林 大介（はやし だいすけ）
声 - 植木誠
身長 165cm→167cm 体重 51kg 誕生日 11月1日 血液型 AB型
学年：2年 利き腕：右
新入部員4人を、挑戦料つきの「サーブ缶倒しゲーム」で挑発する。

#### テニス部関係者
竜崎 スミレ（りゅうざき すみれ）
声 - 尾小平志津香 / 演 - 島谷ひとみ
身長 168cm 体重 72kg 誕生日 8月8日 血液型 O型
年齢：58歳 利き腕：右
青学男子テニス部監督で、南次郎の師匠。数学教師。豪胆な性格。六角とのビーチバレー大会でビキニ姿を披露した際は部員達から激しく嫌がられたが、若い頃はナイスバディの美人だった。
竜崎 桜乃（りゅうざき さくの）
声 - 高橋美佳子
身長 151cm→151.5cm 体重 42kg 誕生日 1月14日 血液型 A型
学年：1年 利き腕：右
本作のヒロイン。スミレの孫娘。太腿まで届く長い三つ編みが特徴の女子生徒。電車内で佐々部兄に因縁をつけられたところを乗車していたリョーマに助けられ、彼のテニスを目の当たりにしたことから憧れを抱き、青学女子テニス部に入部する。極度の方向音痴であり、柿ノ木坂ジュニアテニスのトーナメント会場への道を聞いてきたリョーマに間違った道を教えてしまい、結果として彼をデフォさせてしまったことがある。運動神経は良いほうではない。顧問であるスミレの孫ということもあってか、男子テニス部の試合観戦や合宿などに参加している姿が見受けられる。そのため、本来所属している女子テニス部での活動の場面が少ない。リョーマに好意を抱いているが、出会った当初はリョーマ本人からは名前を覚えられていないなど印象が薄かったようである。
『新-』では帰国するリョーマを空港で出迎え、小さな大会で第三位をとった賞状を持参した。その後、合宿退去を命じられたリョーマと再会して気晴らしに付き合い、不器用ながらもリョーマを励まし荒んでいた彼の心を晴らした。
アニメでは男子部の応援として原作よりも非常に多く登場している。
劇場版三作目『リョーマ!』ではメインキャラとして登場し、リョーマと共にタイムスリップした。また、その際タイムスリップ中に髪型をポニーテールにしていた。
小坂田 朋香（おさかだ ともか）
声 - 大浦冬華
身長 152cm 体重 43kg 誕生日 4月17日 血液型 B型
学年：1年 利き腕：右
桜乃の幼馴染兼親友。ツインテールと泣きぼくろが特徴の女子生徒。視力2.0。リョーマに一目惚れし、以降彼のことは「リョーマ様」と呼び、「リョーマ様ファンクラブ会長」を名乗るほどの熱烈なファン。桜乃とは対照的に運動神経が良く、リョーマのアドバイスでラリーを卒なくこなす程だが、幼い双子の弟達の面倒を見るため部活動には所属していない。桜乃からは「朋ちゃん」と呼ばれている。リョーマやレギュラー陣に対しては敬意を払っているが、堀尾、水野、加藤の３人に対してはやや高圧的で、特に堀尾に対しては厳しい。ミーハーなところもあり、不動峰の神尾や伊武に対し「いい男」とうっとりする場面もある。リョーマのこととなると必死で、取材に来た芝に「取材なら私を通せ」と突っかかる、原作ではリョーマのファンと偽り偵察に来た寿葉をリョーマ狙いと勘違いするといった描写がある。
アニメでは男子テニス部の応援として非常に多く登場。城成湘南戦や六角戦では桜乃と共にチアリーダー姿で応援した。
大和 祐大（やまと ゆうだい）
声 - 池田政典
身長 182cm 体重 68kg→67kg 誕生日 11月4日 血液型 O型
学年：高2 利き腕：右 プレイスタイル：カウンターパンチャー
出身中学校：青春学園中等部（東京）
【スピード-2/パワー-2/スタミナ-2/メンタル-2/テクニック-2】
青学テニス部のOBで、手塚達が中1の時の部長の男子生徒。太縁の丸眼鏡と無精ひげが特徴で、後輩にも敬語を使う物腰柔らかな人物。実力者であったが、腕の酷使により怪我をしテニスを諦めかけていたところで手塚と出会う。手塚との対戦でテニスへの情熱を取り戻し、手塚に「青学の柱」の座を託した。
アニメでは、初対面であるにもかかわらずリョーマにわずか半日で「大きな人」と言わせた。
『新-』ではU-17代表候補の1人として登場。中学時代とは容姿が変化しており、眼鏡をかけておらず茶髪でピアスをしている。ただし、眼鏡は持ち歩いている様子。
3番コートに所属し、5番コートとの総入れ替え戦S2で手塚と対戦。手塚の才能を逆に利用した「幻有夢現」で翻弄するも、手塚が「天衣無縫の極み」に目覚め敗北。二軍選抜No.10に選ばれる。
幻有夢現（げんうゆめうつつ）
対戦相手が自分の動きを予測して動くことを逆手に取り、打つ瞬間にコースを変えることによってあるはずのない打球を追わせて空振りを誘う技。

### 東京都の学校

#### 不動峰中学校
青学と同じ地区内にある学校。前年は部内の暴力行為で試合出場停止となったが、その後、現部員以外は顧問も含め全員退部。一新されたメンバーで部長・橘桔平を中心に全国制覇に臨み、地区予選、都大会で強豪を次々と破っていったことで一躍ダークホースとして注目されるようになっていく。地区予選準決勝では第2シードの柿ノ木に勝利し、都大会進出を決める。決勝こそ青学に敗れたが、その後の都大会でも勝ち進み、準々決勝では第1シードの氷帝を撃破した。しかし、準決勝の山吹戦は試合会場に向かっていた選手の過半数がタクシーの事故で怪我をした影響で途中棄権し、4位に終わった。関東大会では2回戦で山吹に借りを返し、全国大会進出を決める。準決勝で立海には敗北したが、3位決定戦では六角に勝利した。全国大会では2回戦で前年の準優勝校・牧ノ藤学院を破る功績を挙げた。準々決勝で四天宝寺には敗れるも、ベスト8という初出場とは思えない好成績を残した。
尚、不動峰は立海を快く思っておらず、特に2年生達は橘に怪我を負わせた件で切原を特に嫌っており、切原は橘に謝罪せず、逃げ回っている。
『新-』で催されているU-17日本代表選抜の合宿には橘・神尾・伊武の3名が参加している。
橘 桔平（たちばな きっぺい）
声 - 川原慶久
身長 179cm 体重 67kg 誕生日 8月15日 血液型 O型
学年：3年（部長） 利き腕：右 プレイスタイル：オールラウンダー
【スピード-3/パワー-5/スタミナ-4/メンタル-5/テクニック-3】
部長兼監督、ベンチコーチも務めている。後輩からの信頼も厚い。
前年は全国ベスト4の獅子楽のエースで、同じく当時獅子楽にいた千歳と並んで「九州二翼」と呼ばれた全国区選手。当時は金髪の長髪で、立海大の切原に似た攻撃的なプレイスタイルだったが、練習中のラフプレーにより千歳の右目を負傷させ再起不能に陥らせてしまった責任を取り、頭を丸めてテニス部を退部。父の転勤も重なり不動峰に転校する。千歳がテニスを再開したことを知った後は、神尾たちに対し横柄で不真面目な態度だった当時のテニス部顧問に反発して新たなテニス部を設立した。
地区予選決勝はS1で出番がなかった。都大会では準々決勝で氷帝と対戦。3連勝で決めるべくS3で出場し、宍戸にストレート勝ちを収めて関東大会出場を勝ち取る。しかし転校後、クリーンなテニススタイルに変えた事、部内にライバルがいない事等から真の実力を解放出来ず、関東大会準決勝では嘗ての自身と同じ攻撃的プレイスタイルの切原に敗戦。さらに千歳には「弱くなった」と言われてしまう。アニメでは切原と対戦した際はナックルサーブ等で執拗に体をぶつけられ、靱帯断裂の大怪我を負って入院しており、決勝は松葉杖姿で観戦している。原作では3位決定戦にも出場し、S1で佐伯に勝利している。その後は金髪に戻し、不二周助との野試合で以前の野性味を取り戻して全国大会に臨んだ。2回戦は萩にストレート勝ち。そして準々決勝では、S2で千歳との嘗ての九州二翼対決が実現する。「猛獣のオーラ」を放つと共に「あばれ獅子」を解放し、「神隠し」に対しては「超ライジング」で克服するなど熱戦を繰り広げる。そのなかでも目の怪我を気遣って千歳の死角には1球も打たなかった。それに千歳が気付いたことで「あばれ球」を返され、5-7で敗れた。
本気になると熊本弁で喋る。
『新-』での脱落タイブレークマッチでは門脇と対戦し、「あばれ球」で棄権に追い込んだ。5番コート所属時、3番コートとの総入れ替え戦D1で千歳と組み、獅子楽OBの鷲尾・鈴木ペアと対戦。終盤に「猛獣のような同調」を見せるも敗北。

神尾 アキラ（かみお あきら）
声 - 鈴木千尋
身長 165cm→166.5cm 体重 52kg→53kg 誕生日 8月26日 血液型 O型
学年：2年（副部長） 利き腕：右 プレイスタイル：カウンターパンチャー
【スピード-5/パワー-2/スタミナ-3/メンタル-2/テクニック-3】
不動峰二大エースの一人。「スピードのエース」の異名を持ち、自転車と並走出来るほどの俊足。50m走のタイムは5秒9。口癖は「リズムにのるぜ!」。橘杏に対して淡い恋心を抱いている。
地区予選決勝の青学戦ではS3で海堂と対戦。序盤はスピードを生かして「スネイク」を難なく返し、海堂がまだ未完成の「ブーメランスネイク」を失敗するなどして優勢だったが、相手の粘り強さに屈して逆転負け。関東大会2回戦の山吹戦ではS2で千石と対戦。相手の驚異的な動体視力と運動能力に翻弄されてリズムを狂わされるが、目を瞑ることで逆を突かれるのを防ぎ、打たれた直後に動く戦法に出る。そして土壇場で「音速弾」を打ち、流れを引き戻した。その後、タイブレークに持ち込まれるが、スタミナが切れかかって万時休すかと思われたところで粘り強さを発揮し、勝利した。同時にこの勝利でチームの全国大会進出が決まった。準決勝の立海戦は伊武とダブルスで出場も、真田・柳ペアに完敗。全国大会準々決勝の四天宝寺戦は石田と組んでD2で出場。謙也・石田銀相手に「猛獣のオーラ」を開放するも棄権負け。主にシングルスだが、強豪校との対戦では3連勝を決めるべく、伊武や石田とダブルスを組む。
『新-』での脱落タイブレークマッチでは伊武のコードボールが2度も失敗するというラッキーながらも伊武に勝利。

伊武 深司（いぶ しんじ）
声 - 森山栄治 / 演 - 齋藤ヤスカ
身長 165cm→166cm 体重 55kg 誕生日 11月3日 血液型 AB型
学年：2年 利き腕：右 プレイスタイル：カウンターパンチャー
【スピード-2/パワー-3/スタミナ-3/メンタル-2/テクニック-4】
不動峰二大エースの一人で、スミレをして「才能だけなら不二（周助）と同レベル」と言わしめた天才。ややむらっ気のある性格。ぼそぼそとした口調が特徴で、気に入らないことがあるとぼやき出す自覚のない毒舌家。
地区予選準決勝で柿ノ木中のエースである九鬼を破る。決勝ではS2で出場し、リョーマの団体戦シングルスデビューの相手となる。いきなり「ツイストサーブ」に面食らう形となり、「キックサーブ」で応戦するも序盤は劣勢。その後、「スポット」を駆使して盛り返す。麻痺した状態で強引に打とうとしたリョーマが負傷し、一時試合が中断になるが、再開後も押していた。しかし、リョーマに「スポット」の弱点を見破られて敗北。関東大会準決勝では神尾とダブルスで出場も、真田・柳ペアに完敗。全国大会では2回戦で門脇に6-1と完勝するも、準々決勝の金太郎には棄権負け。主にシングルスだが、強豪校との対戦では神尾とダブルスを組むことが多い。
『新-』での脱落タイブレークマッチではコードボールが2度も失敗してしまい、神尾に敗北。

石田 鉄（いしだ てつ）
声 - 前田剛
身長 188cm 体重 80kg→81kg 誕生日 11月30日 血液型 O型
学年：2年 利き腕：右 プレイスタイル：アグレッシブ・ベースライナー
常に純白のバンダナを着用。地区予選決勝の青学戦ではD2で河村・不二ペアと対戦。不二に「つばめ返し」を打たれるなどして劣勢になったところで、流れを引き戻すべく「波動球」を打つも、それを河村に返されてしまう。しかし、それによって河村が腕を負傷してしまい、棄権勝ちとなった。全国大会準々決勝では神尾と組み、D2で兄・銀と対峙する。神尾と共に傷だらけになってまで修得した「猛獣のオーラ」を開放して様々な形の波動球を見せたが、棄権負け。主に桜井と組んで出場しており、関東大会では2回戦で南・東方ペアに、準決勝で丸井・柳生ペアに敗れているが、全国大会では牧ノ藤戦で勝利している。
波動球
兄の銀から教わった渾身の力を込めて放つフラットショット。威力は銀のものより数段劣るものの受けた相手のラケットを弾き飛ばす程の威力を誇る。ただし、腕に大きな負担をかけるため回数は限られている。地区予選時は橘から1度きりと言われていたが、河村に返されたので続けてもう1球打とうとするも、ガットが切れてしまった。後に河村達に模倣されたことで、銀が登場するまでは彼のは「元祖波動球」と呼ばれていた。銀との対戦の際は、猛獣のオーラ状態でバックハンドでの「ノーステップ波動球」と「ジャンプ波動球」を炸裂させた。
桜井 雅也（さくらい まさや）
声 - 植木誠
身長 164cm 体重 54kg 誕生日 7月18日 血液型 O型
学年：2年 利き腕：右
不動峰のダブルス職人。誰とでも組める柔軟性を持ち、強烈なトップスピンを得意とする。地区予選決勝では石田と組んでD2で出場し、河村・不二ペアと対戦。サービスエースを奪うなど活躍し、接戦を演じた。最終的には石田の「波動球」を返した影響で河村が負傷し、棄権勝ちとなった。都大会では準決勝当日まで練習することで石田との新・コンビネーションを完成させていたらしいが、前述のタクシー事故で双方とも負傷したために、日の目を見ることなく終わった（アニメでは橘に事故のことを言わずに石田と組んで出場し、南・東方ペアにストレート負けしている）。橘の引退後は部長に就任する。
内村 京介（うちむら きょうすけ）
声 - 喜安浩平
身長 159cm 体重 52kg 誕生日 10月28日 血液型 B型
学年：2年 利き腕：右 プレイスタイル：サーブ&ボレーヤー
黒い帽子を目深に被っている。地区予選決勝ではD1で森と組んで大石・菊丸ペアと対戦。相手の前衛が体勢を崩したところを、そこに向かって打つという自他ともに認める前衛キラーだが、菊丸のアクロバティックプレイには通用せず、敗戦。関東大会の山吹戦では新渡米・喜多ペア相手にタイブレークの末、勝利している。
森 辰徳（もり たつのり）
声 - 近藤孝行
身長 164cm 体重 52kg 誕生日 4月18日 血液型 A型
学年：2年 利き腕：右
内村のダブルスパートナー。素直で前向きな性格。他のメンバーと比べると少々地味でシングルスの実力は劣るが、基本に忠実なプレイをする。
名前の由来は原辰徳から。
橘 杏（たちばな あん）
声 - 木村亜希子
身長 155cm 体重 46kg 誕生日 3月21日 血液型 O型
学年：2年 利き腕：右
橘桔平の妹。黒目がちの大きなツリ目と、前髪を左右に分けて額を出したオカッパ頭が特徴。九州にいた頃はツインテールだった。勝気で正義感が強い。女子テニス部に所属しているが、男子テニス部と共に行動することも多く、一人でストリートテニス場にもよく足を運んでいる。桃城曰く、意外と重い球を打つ。

#### 聖ルドルフ学院中学校
創立5年の新設校だが、スポーツ特待生として全国から優秀な人材を集めている。主に校外のテニススクールで腕を磨くメンバー（通称・補強組）と元からいたメンバー（通称・生え抜き組）で構成されている猛者揃いの精鋭部隊。しかし、都大会準々決勝で青学、5位決定戦で氷帝という強敵に当たって敗れ、関東大会進出を果たせなかった。
『新-』で催されているU-17日本代表選抜の合宿には観月・不二の2名が参加している。
観月 はじめ（みづき はじめ）
声 - 石田彰
身長 166cm 体重 52kg→51kg 誕生日 5月27日 血液型 B型
学年：3年 利き腕：右 プレイスタイル：オールラウンダー
【スピード-2/パワー-2/スタミナ-3/メンタル-4/テクニック-4】
選手兼マネージャーを務める聖ルドルフの司令塔。普段は敬語口調で、「んふっ」という笑い方が特徴。
相手の弱点を狙い試合のペースを握る、乾とは趣の異なった「データテニス」を得意とする。データを過信しすぎる傾向があり、自負心が強い。勝利への執着心が強く、部員を駒にすることも厭わず、試合に負けたチームメイトには厳しい対応をする。
青学戦は3連勝で決めるというシナリオで、自身は保険としてS2で登録したが、1勝2敗となって出場することになり、周助と対戦。自身の徹底した調査による弱点コースをついて5-0とリードするが、成長期の身体に負担をかける危険な技だと知りながら、勝つことを第一に考えていたが故に裕太に「ツイストスピンショット」を教えたり、裕太は単純で操り易い等の発言から周助の怒りを買い、そこからは1ポイントも取れないまま敗れた。周助のデータを正確に取れていない乾曰く、周助は弱点を他人に悟られるような真似はしない人であり、観月が勝手に弱点を分かった気でいただけであった。5位決定戦では跡部に完敗。
『新-』での脱落タイブレークマッチでは乾が乾汁による腹痛で棄権したため不戦勝となる。

不二 裕太（ふじ ゆうた）
声 - 冨田真、並木のり子（幼少時）
身長 170cm→172cm 体重 56kg→57kg 誕生日 2月18日 血液型 O型
学年：2年 利き腕：左 プレイスタイル：アグレッシブ・ベースライナー
【スピード-3/パワー-3/スタミナ-2/メンタル-2/テクニック-3】
不二周助の弟で、聖ルドルフのエース。元々青学に在学していたが、入学当初から「天才・不二周助の弟」としてしか見られないことに耐えられず、スカウトを受けた聖ルドルフに転校。家を出て学校の寮に入るなど、兄弟仲は険悪だったが、都大会後に和解。
左利きプレイヤーとの練習を積んでいるため左利きプレイヤーに強く、「超ライジング」で相手を崩し、「ツイストスピンショット」で抉るという攻撃的なプレイスタイルから「左殺しの裕太」と呼ばれる。その実績は伊達ではなく、都大会準々決勝・青学戦前までの対左利きとの戦績は16戦全勝だった。
それもあって青学戦は観月の采配により、地区予選からまだ左利きの選手とは公式戦で未対戦だったリョーマとS3で対戦することに。「超ライジング」は早々に返されるも、「ツイストスピンショット」で序盤は優勢。しかし、徐々に対応され、ついには「ドライブB」でこれも返されてしまった。その後、観月にリョーマの左眼を狙うよう指示されるが、試合をしていく中でリョーマとは真正面からぶつかりたいと思うようになり、その指示を聞かずに臨む。結果は敗北したが、もう一度自分を鍛え直すことを決意し、この試合を機に周助とは和解するようになっていく。
リョーマ戦では指示通りに動かなかったとはいえ、「不二の弟」としてではない自分自身の才能を見てくれた観月のことは慕っており、青学戦敗退後には感謝の気持ちを述べている。同時に勝ちにこだわることは悪いとは思わないが、これからは自分の力で戦ってみたいとも訴え、観月からも了解を得た。5位決定戦は芥川に15分で敗戦。三年生の引退後は赤澤の後を継ぎ、部長に就任する。
『新-』での脱落タイブレークマッチでは兄・周助と対戦。「Wツイストスピン」で攻めるも完敗。

赤澤 𠮷朗（あかざわ よしろう）
声 - 岩崎征実
身長 178cm→179cm 体重 66kg 誕生日 8月3日 血液型 O型
学年：3年（部長） 利き腕：右 プレイスタイル：オールラウンダー
「生え抜き組」の選手。観月に対しては司令塔として信頼し、部の全権を任せているが、彼の執念深さを恐れてもいる。
シングルスでは全国区の選手だが、都大会の青学戦では「黄金ペア」に勝つため、特に菊丸対策という観月のシナリオで、金田とのペアでダブルスで出場し、D1で大石・菊丸ペアと対戦。大石に主体が切り替わる前に菊丸を潰すという観月のシナリオから、菊丸に対して集中狙いをして苦手コースばかりを打ち、その上「ブレ球」で動体視力の良い菊丸の体力と集中力を奪うが、その後盛り返されて「オーストラリアン・フォーメーション」に苦戦し、逆上する。しかし、先輩である自分を堂々と戒める金田の根性を買い、冷静さを取り戻してダブルスの信頼関係を得る。菊丸に体力を回復されて劣勢になり、タイブレークに持ち込まれるが、最終的には菊丸の体力が無くなり、0-3から7ポイント連取して勝利した。5位決定戦の氷帝戦でも金田とダブルスで出場し、唯一の白星を挙げている。
ブレ球
バックハンドストロークの際、ボールをラケットの先端に当てて打つ癖があり、それにより微妙なブレを生み出すショット。普通の選手には効力はないが、動体視力の良い選手の場合はボールが何個にも分裂して見えるため、スタミナが奪われてしまう。
木更津 淳（きさらづ あつし）
声 - 鶴岡聡
身長 168cm→169cm 体重 55kg 誕生日 11月20日 血液型 O型
学年：3年 利き腕：右 プレイスタイル：サーブ&ボレーヤー
六角中・木更津亮の双子の弟。元々は観月に亮と間違えられてスカウトされてしまい、以後区別がつくように観月に強制的に髪を切られ、赤ハチマキとグローブを装着する義務を課せられた。「クスクス」という笑い方が特徴。試合では常に沈着冷静で、勝利より魅せる試合に執着を持つ。
都大会の青学戦では柳沢とのペアでD2で出場。この試合に備えて柳沢と共に事前に海堂の「スネイク」対策をして臨んだ上、観月のデータに基づいた海堂・桃城ペアの苦手コースばかりを打ち、2人の得意技を封じて序盤はリードしていた。しかし、データに無かった「ブーメランスネイク」を海堂に打たれ、それに意識が行ったことで今度は桃城の「ダンクスマッシュ」も誘発させてしまい、試合の中でパワーアップしていく相手に盛り返される。その後、ボールをセンターに集めればポール回しはできないと分かっていながらも、そんな勝ち方ではつまらない、という思いから敢えて「ブーメランスネイク」を誘い出して打ち返すが、その打球によって再び桃城の「ダンクスマッシュ」を誘発させてしまった。それを頬に喰らった柳沢が気絶し、棄権負け。観月からは指示通りに動かなかったことで不評を買ってしまった。
フェイントドロップボレー
ジャンピングスマッシュを打つと見せかけ空中で反転しドロップショットを打つ技。5位決定戦では樺地にコピーされ、試合も敗北。
柳沢 慎也（やなぎさわ しんや）
声 - 森訓久
身長 169cm 体重 57kg→58kg 誕生日 12月9日 血液型 O型
学年：3年 利き腕：右 プレイスタイル：オールラウンダー
語尾に「だーね」をつける口癖があるが、本人にその自覚はない。いわゆるアヒル口であるため、海堂と桃城から「アヒル」と呼ばれる。独特のペースで相手を撹乱させる。赤澤曰く、淳ともどもピンチの時こそ実力を発揮する選手。
都大会の青学戦では淳と組んでD2で出場し、桃城・海堂ペアと対戦。桃城の「ダンクスマッシュ」を頬に喰らって気絶し、棄権した。
なお、このダンクスマッシュにより気絶させられた逸話は桃城の伝説となり、後に｢得意のダンクスマッシュで死人を出した｣とねじ曲がって伝わっていることが銀華中の生徒の口から明らかとなった。
金田 一郎（かねだ いちろう）
声 - 川原慶久
身長 163cm 体重 52kg 誕生日 12月31日 血液型 AB型
学年：2年 利き腕：右 プレイスタイル：カウンターパンチャー
赤澤と同じく「生え抜き組」。大石のように広い視野でサポートすることが上手いダブルスの名手。
一見地味で大人しい性格だが、都大会の大石・菊丸戦では「オーストラリアン・フォーメーション」に苦戦して逆上し、ダブルスにもかかわらず一人で戦おうとする赤澤を、周囲も驚くほどの勢いで諌めて冷静さを取り戻させた。その後、「オーストラリアン・フォーメーション」の弱点を見つける等活躍し、タイブレークの末勝利を収め、青学からも高い評価を得た。裕太の事は「不二」と名字で呼んでいる。3年生の引退後は、副部長に就任する。
野村 拓也（のむら たくや）
声 - 近藤孝行
身長 158cm 体重 50kg 誕生日 2月28日 血液型 B型
学年：3年（副部長） 利き腕：右
通称「ノムタク」。裕太のことを「弟君」という禁句で呼び、その都度仕返しをされる。青学戦では観月に捨て駒扱いにされ、S1となり出番はなかった。

#### 山吹中学校
ダブルスが強いことで全国的に有名な学校。都大会準決勝は不動峰が途中棄権し、決勝へ。決勝では青学に敗れて準優勝。関東大会は第4シードとして出場。2回戦で不動峰に敗れてしまうが、敗者復活戦を勝ち抜き、5位で全国大会出場を決めた。全国大会では1回戦で聖イカロスに勝利するも、2回戦の名古屋星徳に敗れてベスト16に終わった。
部員に「東西南北」の4つの方角の名前を持つ部員が4人いる（南、東方、喜多、錦織）。
『新-』で催されているU-17日本代表選抜の合宿には千石・亜久津・南・東方の4名が参加している。
日本代表には亜久津と千石の二人が選出された。
千石 清純（せんごく きよすみ）
声 - 鳥海浩輔
身長 170cm→172cm 体重 59kg→60kg 誕生日 11月25日 血液型 O型
学年：3年 利き腕：右 プレイスタイル：オールラウンダー
【スピード-2/パワー-3/スタミナ-3/メンタル-5/テクニック-4】
強運の持ち主で、愛称は「ラッキー千石」。これまでにトスを外した事はない男子生徒。「ダンクスマッシュ」を繰り出せるほどの跳躍力と優れた動体視力、ゲームメイク能力を持つ関東屈指の曲者。手塚が辞退した枠でジュニア選抜に選ばれたことがある。飄々とした性格で女好き。
持ち前の動体視力はどんなスピードボールもコマ送りに見える程で、それを活用して相手の動きの逆を突くことなども可能。
都大会決勝ではS2で桃城と対戦。いきなり「ダンクスマッシュ」を決められるが、自身も「ダンクスマッシュ」を披露する。それも、より衝撃的に演出するために0-40から意図的に追い込まれる状況を作ってからのものであり、桃城が勢いに乗ったところを動揺させるという、巧みなゲーム運びを見せつけ、そのままゲームもブレイクする。その流れで「虎砲」で一気に突き放すことを試みるが、食わせ者である桃城に見切られて逆にブレイクし返され、接戦になる。その後は5-3とリードするが、左脚を痙攣しながらも気合で打った相手の「ジャックナイフ」にパワー負けして返せず、そこからは劣勢に。片脚を痙攣していながら強くなる桃城に手を焼き、最後は「ジャックナイフ」に対して両手打ちで試みるも返せず、敗北した。関東大会2回戦では神尾と対戦。動体視力を駆使して神尾のリズムを狂わすが、相手が土壇場で打ってきた「音速弾」を返せず劣勢に。それでもタイブレークに持ち込んだが、最後は神尾の粘りに屈して惜敗。その後は、シングルスで勝つために後輩と共に厳しい特訓を重ね、動体視力・身体能力をさらにアップさせた。その結果、全国大会の1回戦では聖イカロスのリチャードの速さに対応し、勝利した。2回戦の名古屋星徳戦では唯一の白星を挙げている。
アニメでは関東大会後にボクシングで体を鍛え、新たに「ボクシングテニス」を展開。ジュニア選抜合宿では桃城とリベンジマッチを行い、虎砲を使わずボクシングテニスで1ゲームあたり3分近くで展開し、都大会の屈辱を晴らした。日米親善試合ではS3でボビーと対戦。ボクシングで培ったスタミナ・集中力、持ち前の洞察力で体格差をものともせず、タイブレーク、そして試合続行不可能なまでに追い詰めた。
『新-』での脱落タイブレークマッチでは桃城が鬼との試合で手首を負傷していたため不戦勝となる。W杯決勝リーグでは離脱した亜久津に代わり、メバーに選出される。
決勝戦のスペイン戦のメンバーを決めるトーナメントにはS2に出場し、初戦にて越前と対戦。新技「龍砲」を披露するも敗北した。
相手の事は、山吹中のメンバーには同学年に対しては名字で呼び捨てにするが、後輩や他校生に対しては名字でくん付けで呼んでいる。

亜久津 仁（あくつ じん）
声 - 佐々木望
身長 183cm 体重 71kg→69kg 誕生日 4月2日 血液型 B型
学年：3年 利き腕：右 プレイスタイル：無手勝流
【スピード-4/パワー-5/スタミナ-4/メンタル-3/テクニック-4】
最初は暴力で相手をねじ伏せる極悪人として登場。中学生でありながら喫煙していた男子生徒（『新-』では吸っていない。ペアプリvol・9の作者コメントより）。喧嘩の腕は全国区。非常に若い母親を持つなど特殊な家庭環境で育ったためか、幼い頃から暴力的で人に指図されるのを極端に嫌う性格であった。河村とは小学生の頃に同じ空手道場に通っていた幼馴染。
抜群のテニスセンスを持ち、相手の選手が動いてから強引に逆方向にボールを打ち直すことすら可能な、テニス界十年に一人の逸材。また、すべてのスポーツにおいて頂点を目指せるほどの理想的な筋肉の持ち主でもある。しかし、努力をせずとも高い実力を持ち無敗を誇っていたため、テニスに対して情熱を持つこともなかった。小5にしてテニススクールのセミプロに完勝するも、その後一旦テニスから離れる。
都大会の2か月前、気まぐれでラケットを振るところを伴爺に見初められてテニス部に入部。怪物・亜久津と周囲に噂され恐れられる。都大会決勝ではリョーマと対戦し、見下しているはずのテニスで敗北することへのプレッシャーを感じながらも超攻撃型テニスを披露。さらに伴爺のアドバイスを聞き入れリョーマを苦しめたが敗北。燃え尽きるまで闘って満足したのか、この試合を最後にテニス部を退部するも、伴爺に勧められたアメリカ留学を千石の後押しもあり葛藤の末に決める。
当初は卑劣な言動が目立ったが、都大会決勝後は自分に憧れる壇に進むべき道を示す、河村を励ますなど、他人を思いやる優しさも見せるようになった。全国大会準決勝では、石田銀の波動球で観客席に吹き飛ばされた河村を片手で受け止め、「諦めるな」という意味で「死んでこい」と発破を掛けた。また、全国大会決勝ではリョーマの記憶を取り戻すため、ラケットを手にコートに現れる。ゲーム「最強チームを結成せよ！」では、特定の選手以外（河村、壇など）の初期友情度がゼロである。
アニメでは、真田に敗れてスランプに陥っていたリョーマの前に現れて野試合を挑み、散々罵りつつも活を入れ、リョーマのスランプ脱出のきっかけとなった。
『新-』では海外で修行を積んだ後に、U-17選抜合宿に参加。脱落タイブレークマッチで河村に勝利。一軍入れ替え戦では真田と組み、種ヶ島・大曲ペアと対戦。ブランクを感じさせない動きを見せ、終盤には真田と息の合ったプレイを見せるが敗北。W杯中学生日本代表に選ばれる。
W杯予選では「チーム梅」に選出され、平等院の反対を押し切ってS3に出場、アマデウスと対戦。「光る打球」で攻めるがアマデウスの「闇」に翻弄され、意識朦朧の中で「無没識」を披露。その後、1ゲームを奪うも棄権負け。平等院との約束通り、帰国を決める。
無没識
極限まで追い詰められたことで覚醒した、第8の意識とも呼ばれる状態。打球を打つギリギリまで5〜10種の攻撃を残像のように見せることで相手に付け入る隙を与えない攻めを見せるが、その動きから足への負担は大きい。
南 健太郎（みなみ けんたろう）
声 - 石川正明
身長 178cm 体重 66kg 誕生日 7月3日 血液型 A型
学年：3年（部長） 利き腕：右 プレイスタイル：カウンターパンチャー
【スピード-3/パワー-3/スタミナ-3/メンタル-2/テクニック-3】
ダブルスプレイヤーで、サインプレーが上手い男子生徒。ショートクロスからの「ストレート」を打てるというテニスセンスを持つ。名前の方角は「南」。
東方とのダブルスは、基本に忠実なプレイスタイルでなおかつ影が薄いことから「地味's（ジミーズ）」と千石に命名されるが、東方と共にこの呼称を嫌がっている。
前年も東方とコンビを組んでおり、都大会で大石と1学年上の先輩ペアを破り、全国大会にも出場した実績を持つ。
都大会決勝ではD1で大石・菊丸ペアと対戦。前年同様に大石への集中狙いと見せかけたフォーメーション崩しをするが、今年は通用せず。それでもサインプレーで優勢に進めるが、逆に相手にもサインプレーをされ、それを機に菊丸がアクロバティックプレイをやり出してからは劣勢になり、敗北した。関東大会2回戦では石田・桜井ペアに勝っている。
『新-』での脱落タイブレークマッチではリョーマが現れず不戦勝。

東方 雅美（ひがしかた まさみ）
声 - 永野善一、竹本英史（代役）
身長 187cm 体重 76kg 誕生日 9月10日 血液型 A型
学年：3年（副部長） 利き腕：右 プレイスタイル：アグレッシブ・ベースライナー
【スピード-3/パワー-3/スタミナ-3/メンタル-2/テクニック-3】
強烈で鋭いサーブが持ち味で、これを受けた相手は決まったコースに打ち返せざるを得なくなってしまう。
「地味's」の一人。前年は大石とその先輩のペアを破ったが、都大会決勝では伴田曰く「プレーに隙はなかったが、心に隙があった」ため大石・菊丸ペアに敗北する。
『新-』での脱落タイブレークマッチでは平古場に敗北。名前の方角は「東」。

壇 太一（だん たいち）
声 - 小林由美子
身長 147cm→149cm 体重 40kg→42kg 誕生日 1月2日 血液型 AB型
学年：1年 利き腕：左 プレイスタイル：現在模索中
誰に対しても少しおかしな敬語で喋る男子生徒。口癖は「ダダダダーン!」。自分とは様々な意味で対照的な亜久津に強い憧れを抱いており、彼を全く恐れていなかった数少ない人物。亜久津にもらったヘアバンドを愛用しているが、サイズが合っていないためよくずり落ちる。小柄であるという理由でマネージャーをしていたが、自分と変わらない体格のリョーマが憧れの亜久津を倒したのを見て、亜久津が去った後にテニス部に入部することを決意する。千石から次世代の山吹を託された。
アニメでは、堀尾らの計らいで「ツイストサーブ」や「ドライブB」などを駆使し、選手としてリョーマに勝負を挑んだ。
『新-』では、亜久津に御守りを渡すため浦山と共に合宿所を訪れ、そこで堀尾と会い共に行動した。
室町 十次（むろまち とうじ）
声 - 平野貴裕
身長 165cm→167cm 体重 55kg→56kg 誕生日 10月31日 血液型 AB型
学年：2年 利き腕：右 プレイスタイル：カウンターパンチャー
部活中はサングラスをかけており、炎天下で長時間練習しているため、「逆パンダ」の日焼け跡がある男子生徒。
S1となることが多いが、これは千石・亜久津と共にくじで決めているため、実力で勝ち取ったものではない。出番が回らずに試合が終わったり、試合途中で相手が棄権するなどがあって実力は未知数であるが、全国大会1回戦では勝利を収めている。3年生の引退後は南の後を継ぎ、部長に就任する。
新渡米 稲吉（にとべ いなきち）
声 - 渡辺慶
身長 168cm→169cm 体重 58kg 誕生日 8月8日 血液型 A型
学年：3年 利き腕：右
頭上の葉っぱがトレードマーク。ダブルスがとにかく強いと評される山吹で、喜多とのペアでレギュラーを張っている男子生徒。ダブルスとはいえ、都大会決勝のD2で不二に途中棄権ではない形で公式戦初黒星をつけた。関東大会2回戦では内村・森ペアに敗れている。
アニメではトレードマークである葉っぱがない。
喜多 一馬（きた いちうま）
声 - 置鮎龍太郎
身長 170cm 体重 59kg 誕生日 7月26日 血液型 O型
学年：2年 利き腕：右
頬の渦巻き模様がトレードマークの男子生徒。新渡米と共に鋭いツッコミを入れることがある。
アニメではトレードマークである渦巻き模様がない。名前の方角は「北」。

錦織 翼(にしきおり つばさ）
身長 175cm 体重 88kg 誕生日 12月28日 血液型 O型
学年：3年(会計）
亜久津退部後に、レギュラー入りした3年生。
残念ながら、試合では一勝も出来ていないが、彼自身は試合に出られただけで満足している様子。名前の方角は「西」。
伴田 幹也（ばんだ みきや）
声 - 西松和彦
身長 165cm 体重 58kg→60kg 誕生日 7月6日 血液型 B型
年齢：70歳
山吹中テニス部監督。通称「伴爺」。いつも笑顔の好々爺だが、策士の顔も併せ持ち、笑顔のままで厳しいことも言う。亜久津をテニス部に入部させるきっかけとなった人物。南次郎が青学在籍時に無名校の監督をしており、都大会で青学を破るという金星を挙げている(南次郎自身は圧勝している)。それから南次郎や当時から青学の監督をしていたスミレとは因縁の関係である。

#### 氷帝学園中等部
前年度は都大会で青学を破って優勝し、その後も関東大会準優勝、全国大会ではベスト16まで進んだ強豪校。部員数は215名と非常に多く、選手の層の厚さでも一目置かれる。その200人以上がコートを囲んで一斉に応援する「氷帝コール」が名物。圧倒的な選手層から成り立つ正レギュラー・準レギュラー・その他という階級分けがなされており、無様な負け方をした者はたとえ練習試合であっても、相手が実力者であっても即ランク落ちするという徹底した実力主義を貫いている。また、No.2に肩書きは無意味という理由から副部長が存在しない。都大会では第1シードとして出場。準々決勝でダークホースの不動峰によもやの敗戦を喫するが、5位決定戦を勝ち抜いて関東大会出場を決める（都大会までは準レギュラーで臨んでいる）。都大会5位だったがために関東大会ではシードにならず、抽選の結果、初戦でいきなり第2シードの青学と当たることになり、ここから全員正レギュラーで臨むも、接戦の末に敗退。しかし、開催地枠で推薦されたことで、全国大会に出場することが叶った。全国大会では椿川学園と前年度ベスト4の獅子楽をストレートで破るが、準々決勝で再び青学と対戦する事になり、ここでも激闘の末に敗れた。跡部を筆頭にお金持ち学校である印象が強い。顧問である榊の考えにより、跡部の代までは副部長は存在しなかった。
『新-』で催されているU-17日本代表選抜の合宿にはレギュラー8名が参加している。
日本代表には跡部と忍足の二人が選出されている。
モデルとなった学校は慶応義塾中等部、外装のモデルは成城学園中学校。

#### レギュラー
跡部 景吾（あとべ けいご）
声 - 諏訪部順一 / 演 - 載寧龍二
身長 175cm→178cm 体重 62kg→63kg 誕生日 10月4日 血液型 A型
学年：3年（部長） 利き腕：右 プレイスタイル：オールラウンダー
【スピード-4/パワー-4/スタミナ-5/メンタル-4・5/テクニック-6】
氷帝学園中テニス部200人の頂点に立ち、「オールラウンダーの中のオールラウンダー」と呼ばれる凄腕プレイヤー。自ら「美技」と称する得意技を数多く持ち、決め台詞は「俺様の美技に酔いな」。
毎年、氷帝学園に多額の寄付を行っている「跡部財閥」の御曹司。テニスの本場である英国育ちの帰国子女で、右目の下の泣きぼくろが特徴の美青年。尊大で好戦的な性格のナルシストだが、宍戸の努力と熱意を認めてレギュラー復帰を榊に口添えしたり、全国大会決勝を前にリョーマが行方不明になった際には捜索に協力するなど面倒見のよい一面もある。また、勝負ごとにおいては冷徹な一方、テニスや仲間に対しては熱い感情を覗かせる。
高いカリスマ性を持ち、入学当初から部長を務めている。大変ストイックな努力家であり、英国時代に同年代の選手達とのレベル差に苦汁を舐めてきた過去をバネに、対戦相手の弱点を見抜く「眼力」と、その弱点を徹底的に攻める超攻撃型プレイに開眼。豊富な練習量でスタミナを身につけてからは、相手をひれ伏させ楽しむために持久戦を挑むプレイスタイルに変化した。
都大会から出場しており、5位決定戦では観月にストレート勝ちした。関東大会1回戦ではS1で手塚と初対戦。持久戦を仕掛け左肩を痛めながらも戦った手塚に、激戦の末勝利した。
全国大会準々決勝ではS1でリョーマと対決。「タンホイザーサーブ」と「氷の世界」で翻弄、無我の境地で繰り出した風林火山（火）を羆落としで返すなど圧倒するが、さらなる技術を身に着けたリョーマに盛り返され、長時間のタイブレークの末、最後は立ったまま気絶し敗北。この試合は「敗者が坊主にする」という条件付きだったため試合終了直後に坊主にされ、その後はカツラをつけて登場している。
『新-』での脱落タイブレークマッチでは、日吉と対戦。彼が苦手としていた持久戦を克服したのを確かめた上で、「破滅への輪舞曲」を決め勝利し、次期部長となる日吉を激励した。
5番コート所属時、3番コートとの総入れ替え戦S1で入江と対戦。序盤は「失意への遁走曲」などで圧倒したかのように見えたが、演技をしていた入江の実力に追い込まれた末、眼力を極め「跡部王国」を披露。タイブレーク突入後、足を負傷しさらに不利になるも、入江も演技で体力の限界を訴え、両者試合続行不可能により引き分け。
一軍入れ替え戦では仁王とのペアで、越知・毛利ペアと対戦。序盤、越知のプレッシャーで一時的な精神崩壊を起こすが、仁王の活躍により立ち直る。その後、満身創痍に陥った仁王をフォローする形で越知・毛利ペア相手に1人で奮闘。仁王との「同調」や「氷の世界」と「跡部王国」の同時使用も披露し、越知・毛利ペアに勝利。一軍バッジを取得。W杯日本代表に選ばれ、中学生の主将を務めることとなった。
プレW杯では第2試合に入江と出場、Q・P・手塚ペアと対戦。圧倒的な力の差を見せつけられ完敗し、自分に覚悟が足りないと気づく。
予選では「チーム竹」に選出。仁王になりすまして不二とオーストラリア戦D1に出場。ノアの繰り出した戦術を打ち破り、新技「氷の皇帝」で勝利を決めた。
決勝出場メンバーを決めるトーナメントではS3に出場。忍足を破った後に入江と対戦、圧倒される。しかし試合中に他の試合が終わり、高校生の枠が全て決定したことで入江が出場資格を失い、跡部の決勝出場が決まる。
決勝ではS3でロミオ・フェルナンデスと対戦し、勝利する。

眼力（インサイト）
跡部の強さを支える原点。磨き抜かれた洞察力で相手の弱点を見抜く技。
破滅への輪舞曲（ロンド）
1打目のスマッシュで相手のラケットを弾き、返ってきた2打目の打球で確実にスマッシュを決める、跡部の代表的な美技。
タンホイザーサーブ
ドライブCと同じくイレギュラーバウンドを利用した跳ねないサーブ。初出はアニメのジュニア選抜戦であり、後に原作に逆輸入された。
フロントフットホップ
前に踏み出した左足でジャンプし、ライジング気味にトップスピンをかけて攻めに転じるための高度なステップ。
氷の世界
眼力の強化版。自分の眼力を氷の柱に見立て、相手の死角を捕らえる技。
失意への遁走曲（フーガ）
『新-』で登場。破滅への輪舞曲の2打目を、後述のタンホイザーサーブと同じく跳ねない打球で決める美技。
慟哭への舞曲（ジーク）
『新-』で登場。破滅への輪舞曲のバリエーションの一つである美技だが、入江に返されてしまったため詳細は不明。
跡部帝国（あとべキングダム）
『新-』で登場。眼力の究極系。相手の骨格・関節をレントゲン写真のように見透かし、対応できない絶対死角を見抜く技。
氷の皇帝（エンペラー）
『新-』で登場。インパクトの瞬間、凄まじい衝撃力を放つ超速サーブ。
絶対零度の世界
『新-』で登場。氷のエンペラーの強化版。
無限進化
『新-』で登場。未来の自分が見た、未来の自分の能力を習得する能力。しかし、酷使すると現時点の自分の身体が未来の身体の成長に追いついていない為、身体が悲鳴を上げるなど欠点もある。
破滅へのタンゴ
アニメで登場。真田とダブルスを組んだ際に見せた技で、真田がストロークで相手のラケットを弾き、跡部がスマッシュを決める美技。
忍足 侑士（おしたり ゆうし）
声 - 木内秀信 / 演 - 中江大樹
身長 178cm→179cm 体重 64kg→62kg 誕生日 10月15日 血液型 A型
学年：3年 利き腕：右 プレイスタイル：オールラウンダー
【スピード-3/パワー-3/スタミナ-3/メンタル-4/テクニック-5】
関西弁と伊達メガネが特徴。性格はクールで物腰が柔らかい。大阪四天宝寺にいる従弟の忍足謙也とは、昔から様々な勝負で張り合っている。
ゲームメイクに長け、ポーカーフェイスで「氷帝の天才」といわれる試合巧者。不二と同じ「羆落とし」を駆使し、「ドロップショット」を得意とする。また「千の技を持つ天才」とも呼ばれる。
関東大会から出場し、D2で向日と組んで桃城・菊丸ペアと対戦。序盤は桃城の先をいくゲームメイク・技術力で圧倒するも、中盤以降は桃城の曲者ぶりに向日と共に翻弄され敗れる。全国大会ではS3で桃城と対戦。「読心」を駆使した相変わらずの曲者ぶりに序盤は翻弄されるも、「無心」を使うことで「読心」を封じた。また、桃城へのリベンジを果たさないと頂点へ行けないと気づき、ポーカーフェイスを捨てた闘志むき出しの熱いプレイを見せ、接戦を制した。
アニメでは、日米親善試合D1で菊丸と組み、グリフィー兄弟と対戦。大石の領域に似たフォーメーションを披露するが敗北。
『新-』での脱落タイブレークマッチでは向日に「無心」を使い完勝。W杯決勝トーナメント直前に桃城と共にアラメノマ代表選手を偵察するも桃城が意識を同調され、「無心」を駆使して辛くも逃げ切った。その後、大石に代わって日本代表に選出された。

無心
心を無にして相手に心を読ませない技。
F＆D（フェイクアンドドロップショット）
千の技の一つ。普通のショットを打つと見せかけてドロップショットを放つショット。
F・A・S（フラットアプローチショット）
千の技の一つ。フラットショットによるアプローチショット。
S・S・A・S（サイドスピンアプローチショット）
千の技の一つ。サイドスピンを掛けてスネイクに似た軌道を見せるアプローチショット。
D・F・D・R（ダイレクトフラットドライブリターン）
『新-』で登場。千の技の一つ。相手の着地際に目がけて放つリターンショット。
向日 岳人（むかひ がくと）
声 - 保志総一朗 / 演 - 柄本時生
身長 158cm 体重 48kg 誕生日 9月12日 血液型 B型
学年：3年 利き腕：左 プレイスタイル：サーブ&ボレーヤー
【スピード-4/パワー-2/スタミナ-2/メンタル-2/テクニック-4】
性格は強気で猪突猛進。口癖は「〜みそ」「くそくそ」。宍戸と芥川とは幼馴染。ダブルス専門であり、関東大会ではパートナーの忍足と、全国大会では日吉とダブルスで出場している。長身の選手が多い為、身長にコンプレックスを抱いている。
関東大会から出場。高い跳躍力と柔軟な身体能力を駆使し、菊丸以上のアクロバティックプレイを展開する。しかし、激しく動きすぎるため体力の浪費が早く、青学戦ではいずれもスタミナ切れで敗北している。
『新-』での脱落タイブレークマッチでは忍足侑士に完敗。
ムーンサルト
驚異的な跳躍力を生かしたアクロバティックな動きで相手の虚をつく技。自分のペースに持ち込みやすい反面、スタミナの消費が激しい。『新-』では崖の上のトレーニングで低めに飛びスタミナの消費が少ない「低空ムーンサルト」を取得した。
宍戸 亮（ししど りょう）
声 - 楠田敏之 / 演 - 鈴木淳評
身長 172cm→173cm 体重 60kg 誕生日 9月29日 血液型 B型
学年：3年 利き腕：右 プレイスタイル：カウンターパンチャー
【スピード-4/パワー-3/スタミナ-3/メンタル-4/テクニック-3】
プレイスタイルは驚異的な反応速度・動体視力に優れ、瞬発力と脚力を活かしたカウンタースタイル。口癖は「激ダサ」。向日と芥川とは幼馴染。
都大会準々決勝では、3連勝で決めるためにS3で登場した橘に惨敗し、正レギュラーから外された。その後、関東大会前に当時正レギュラーの滝に勝利する。その時点では榊に正レギュラー復帰を認められなかったが、必死に懇願し、特訓に付き合った鳳や、その特訓を見ていた跡部からの推薦もあり、関東大会で正レギュラー復帰を果たす。以後は復帰を手伝った鳳とダブルスで出場するようになる。
鳳とのダブルスは氷帝最強のペア。向日・忍足ペアも破っており、公式戦でも一度も負けていない。大石負傷時にはスミレに「青学には宍戸・鳳ペアに勝てるペアは存在しない」と評された。自分を慕うパートナーの鳳とは公私共に相性は良く、宍戸は彼の事をとても大事にしている。
関東大会ではD1で鳳と出場し、乾・海堂ペアと対戦。序盤は鳳の「スカッドサーブ」や自身の「超高速ライジングカウンター」で主導権を握るが、一時はデータ収集を完了した乾によって盛り返される。しかし、終盤で海堂の「ブーメランスネイク」がシングルスコートに決められるようになったことで、持ち前の能力で却って追いつくことができ、意地で返した。試合も6-3で勝利する。
全国大会での大石・菊丸戦では「オーストラリアン・フォーメーション封じ」を、OVAでは「パイル・ミラージュ」を披露。「同調」した相手に一時劣勢になるが、タイブレークの末、勝利を収めた。
当初は挑発的で相手を貶す言動が目立ったが、橘戦での敗北により精神的にも成長し、向上心が高く熱い性格となった。
もともと長髪を後ろで一つに縛っていたが、都大会後は正レギュラー復帰のため、榊の前で決意を表すべく自ら髪を切った。現在は短髪で青い帽子を後ろ向きに被っている。
『新-』では、天神と平理にボールを分けた鳳の行動を「ちょいダサ」と評した。脱落タイブレークマッチでは鳳のスカッドサーブは全て打ち返すも敗北。試合後、勝っても弱気な鳳に「自信を持っていけ」とエールを贈る。
苗字は作者の出身高校のテニス部の顧問、名前は宍戸錠が由来。

超高速ライジングカウンター
相手の返球に即座に反応し完璧な体制で放つカウンターのライジングショット。反応速度の速さから相手には瞬間移動したように見える。ラケットを持たずに鳳のサーブを受け続けるという無茶な特訓で習得した。
オーストラリアン・フォーメーション封じ
前衛時に後衛の鳳の前まで下がり、相手のリターン前にネット際に詰めてあえて動くことによって敵の選択肢を無くし打つべきコースを限定させるオーストラリアン・フォーメーション対策の陣形。
パイル・ミラージュ
OVAで登場。鳳を自分の後ろにピタリと付け一人に見せて、どちらが打つかで相手を惑わせる陣形。
芥川 慈郎（あくたがわ じろう）
声 - うえだゆうじ / 演 - 石井元気
身長 160cm 体重 49kg→51kg 誕生日 5月5日 血液型 AB型
学年：3年 利き腕：右 プレイスタイル：サーブ&ボレーヤー
【スピード-3/パワー-3/スタミナ-3/メンタル-3/テクニック-5】
いつも寝ているか寝ぼけており、起きると明るく騒がしい性格になる。宍戸と向日とは幼馴染。氷帝No.2の実力者だが、本人は試合を堪能できれば満足であり、負ければ即レギュラー落ちという厳しい環境の中でもテニスを心から楽しんでいる。話し方は「〜C（〜しい）」「〜E（〜いい）」など、言葉の節々をアルファベットにするのが癖。
手首が柔らかく、これを生かしてボレーを得意としている。1年生時の新人戦で対戦して以来、立海の丸井を尊敬しており、得意のボレーは彼を手本にしている。
正レギュラーということもあって都大会はもともとメンバーに入っていなかったが、準々決勝で惨敗した宍戸に代わって招集される。5位決定戦で裕太と対戦し、15分で完勝した。関東大会ではその兄の周助とS2で対戦。いきなり「消えるサーブ」で出鼻を挫かれるが、「マジックボレー」で対抗する。しかし、それ以降はベースラインに釘付けにされてネットプレーを封じられたり、自身のサービスゲームでネット前につけれても、「羆落とし」と「白鯨」には手も足も出ず、1-6で完敗した。全国大会の青学戦では出番がなかった。
『新-』では脱落タイブレークマッチで「マジックボレー」を駆使して樺地に勝利。
苗字の由来は芥川龍之介から。
マジックボレー
手首の柔らかさを利用して相手の打球の威力を吸収し、予測不可能な地点へと落とすボレー。
樺地 崇弘（かばじ むねひろ）
声 - 鶴岡聡 / 演 - 山川和俊
身長 190cm→191cm 体重 85kg→87kg 誕生日 1月3日 血液型 O型
学年：2年 利き腕：右 プレイスタイル：なし
【スピード-1/パワー-5/スタミナ-3/メンタル-4/テクニック-3】
跡部の英国時代からの幼馴染。跡部に深い敬意を抱き、常に彼の後ろにつき従っている。普段は非常に無口で「ウス」、「勝つのは氷帝です」以外の台詞はほとんど喋らない。乾の評によると、ラリーの際には球種に適したかけ声を使い分け、パワー・スピード・テクニックの全てを備えた理想的な選手。純粋な心を以って、対戦相手の技を見ただけでコピーするという才能を持つ。テニス以外にもコピー能力を発揮することがあり、全国大会準々決勝後に跡部と同じく坊主頭になっていたり、「焼肉の王子様」で田仁志の「トング喰い」をコピーしたりしている。
一人称は「俺（『新‐』38巻参照）』。
都大会から出場しており、5位決定戦では木更津淳の「フェイントドロップボレー」をコピーし、勝利。関東大会ではS3で河村と対戦。必死の努力により会得した河村の波動球をあっさりとコピーするが、河村が波動球を腕への負担を減らす為に両手打ちで習得したのに対し、河村の波動球を威力を上げる為に片手打ちで対抗するも両手打ちより負担が増した為、波動球の打ち合いにより両者共に手首を負傷しノーゲームとなった。全国大会ではS2で手塚と戦い、かなりの経験がなければ出来ないはずの「手塚ゾーン」をコピーし、「樺地ゾーン」を披露。さらに時間はかかったものの「百錬自得の極み」までコピーし手塚を圧倒したが、突然の降雨によるコートの状態、水を含んだボール、濡れて滑るグリップに対応できずアウトを量産しキャリアの差で敗戦した。
アニメでは関東大会決勝を控えた青学の練習試合で菊丸と対戦、菊丸のアクロバティックプレイをコピーしたが、アクロバットのしすぎで足に限界が来て敗北。
『新-』では脱落タイブレークマッチで芥川の天性の手首の柔らかさまではコピーできず惜敗。合宿復帰後は河村と組み、伊達・伴ペアと対峙。伊達の「男児の春」をコピーし「樺地の春」を放ったが威力まではコピーできなかった。しかし、最終的にパワーの強さを認められ、No.13のバッジを託された。一軍入れ替え戦では窮地に陥った跡部に加勢するため試合に乱入し、合宿所からの退去を命じられる。
38巻では、屈辱を感じてスペイン戦の日本代表候補から外れて帰国しようとした跡部を、自分の意思で止めようとして立ちはだかった。
コピー能力
対戦相手の技をコピーしてやり返す樺地の特性。高い基本性能を備えた樺地に自分の得意技をコピーされた場合、「自分より数段上の実力を持つ自分自身」との戦いを強いられることとなる。ただし、天性の能力や自分の能力以上の力をコピーすることは不可能であったり、見境なしにコピーしてしまうことにより波動球合戦のように自滅を招く場合もあったりと欠点も見られる。
鳳 長太郎（おおとり ちょうたろう）
声 - 浪川大輔 / 演 - 伊達晃二
身長 185cm→187cm 体重 72kg→73kg 誕生日 2月14日 血液型 O型
学年：2年 利き腕：右 プレイスタイル：サーブ&ボレーヤー
【スピード-3/パワー-4/スタミナ-3/メンタル-2/テクニック-3】
長身で端正な顔立ちの好青年。平和主義者の優しい性格だが、自身のサーブである「スカッドサーブ」に対しては確固とした矜持を抱いている。お守りにクロスの首飾りをつけている。
原作では日吉とは幼馴染では無く、単なるチームメイトの一人であり、現時点では会話シーンも無くお互いの呼称も判明していないが、アニメ版やミュージカル版では「幼馴染」という後付けのオリジナル設定が付けられた。
氷帝が誇るビッグサーバーで、サーブを打つ際の「一球入魂」の掛け声が特徴。また自身がスピードサーブを放てる身体能力を持っていることから、相手のスピードサーブにも対応できる動体視力を持っている。
宍戸の正レギュラー復帰へ向けた特訓に付き合い、関東大会以降から彼のダブルスパートナーとなった。宍戸を非常に尊敬しており、彼の為に自分のレギュラーの座を譲る事も厭わないほどである。宍戸とのダブルスは氷帝最強ペアであり、彼と組んでからの公式戦は一度も負けた事がない。宍戸とは公私共に仲が良く、鳳は宍戸に大切にされている。
関東大会では乾・海堂ペアと対戦。一時は乾のデータテニスで盛り返され、自身の3度目のサービスゲームでは「スカッドサーブ」の癖を見抜かれてダブルフォルトを連発。0-40からようやく入れたサーブも海堂に返されるが、その後のプレイで乾の裏をかいたことでブレイクされるのを防ぎ、勝利した。全国大会では「同調」した大石・菊丸ペア相手に一時劣勢になるが、相手のマッチポイントから「ネオスカッドサーブ」でサービスエースを連取して意地を見せ、試合にも勝利した。
『新-』では、自分が取ったボールのうち2個を平理と天神に譲り、彼らに恩に着られているが本人はあまり覚えていない。脱落タイブレークマッチでは宍戸に勝利する。3年生の引退後は、副部長に就任する（それまで氷帝に副部長はいなかった）。

スカッドサーブ
長身から繰り出される194kmという驚異の速度を誇る一撃必殺のサーブ。しかし、速度が増す分コントロールが難しくなることに加えて、右手首をこねる癖があるためフォルトも多い。関東大会で乾にこの癖を見抜かれ、全体的に右側に寄ることでフォルトを誘発された。
ネオスカッドサーブ
スカッドサーブの癖を克服し、進化したスカッドサーブ。全国大会で披露した。スピードも215kmに達し、大会最速記録を樹立した。
日吉 若（ひよし わかし）
声 - 岩崎征実
身長 172cm→173cm 体重 60kg 誕生日 12月5日 血液型 AB型
学年：2年 利き腕：右 プレイスタイル：アグレッシブ・ベースライナー
【スピード-3/パワー-3/スタミナ-4/メンタル-3/テクニック-4】
座右の銘は「下剋上」。少々神経質な傾向があるが上昇志向が強く強気な性格で、敵味方を問わず挑発的な言動が多く見られる。生意気な態度が目立つが、跡部のテニスの美しさに魅せられテニスを始めたほど跡部には強い憧れを持っており、故に彼を超えて下剋上する事を目標としている。
原作では鳳とは幼馴染では無く、お互いに無関心だが、アニメ版やミュージカル版では鳳とは幼馴染という後付けのオリジナル設定が付けられた。
1年生時の新人戦では切原と善戦し、シングルスでは鳳を破っている。青学も辛酸を舐めさせられた鳳のサーブに対応できるなど、実力は非常に高い。一方でスタミナはやや欠けており、後述の試合の敗因にもなっている。真田からも氷帝の次期部長と目されている実力者。相手の事は名字で呼び、先輩であっても見下している節があった。宍戸の事は惨敗しながらも正レギュラーに復帰した事を快く思っていなかったが、関東大会終了後は打ち解けたらしく、それ以来宍戸からは下の名前で呼ばれるようになった。40・5巻では同学年の事を「下剋上に関係無いから興味は無い」と言い切り、同学年の樺地や鳳とは絡みが薄かった。
実家が古武術の道場であることから「演武テニス」を得意とし、虎視眈々と上を狙う。関東大会では、正規の試合が2勝2敗1ノーゲームとなったため「控え選手対決」でリョーマと対戦。序盤からハイペースで試合を展開するリョーマに対し、体力が切れるところを狙う大人なテニスを展開するも、主導権を握りきれずに敗北。全国大会では向日とのD2で乾・海堂ペアと対戦。「下剋上等」などの攻めで短期決戦に臨むが、結果的に体力切れで敗北。
『新-』で脱落タイブレークマッチで跡部に長期戦を仕組まれ敗れるも、持久力が付いたことを認められ、次期部長として激励を受けた。3年生の引退後は跡部の後を継ぎ、部長に就任する。

演武テニス
古武術の動きを応用した日吉独自のプレイスタイル。
下剋上等
前に突っ込みながらのダイビングボレー。

#### レギュラー以外
滝 萩之介（たき はぎのすけ）
声 - 喜安浩平
身長 167cm 体重 54kg 誕生日 10月29日 血液型 A型
学年：3年 利き腕：右　プレイスタイル：カウンターパンチャー
元正レギュラー。関東大会前に宍戸に敗れて準レギュラーに降格するが、全国大会ではスピードガンでサーブの球速を測定したり、「焼肉の王子様」ではタイムキーパーを務める等、正レギュラーと共に行動している描写が多い。口癖は「やるねー」。
技は「去嫌枝」「三十切」（氷帝ファンブック参照）。
榊 太郎（さかき たろう）
声 - 小杉十郎太 / 演 - 山中敦史
身長 183cm（ペアプリvol.4では179㎝） 体重64kg→63kg 誕生日 3月14日（ペアプリVol.4では5月24日） 血液型 0型（ペアプリVol.4ではA型）
年齢：43歳 利き腕：右
氷帝テニス部監督。派手な背広とスカーフを身に纏い、颯爽と現れる音楽教師。ブラックカードの会員であるなど、相当な資産家のようである。負けた者は即レギュラーから落とすという敗者切り捨てを方針としているが、都大会で負けた宍戸の正レギュラー復帰を認めたり、関東大会で負けた選手を全国大会でも出場させているなど、多少の温情も見られる。決め台詞は氷帝名物である指2本をかざしての「行ってよし!」。厳格だが、選手達への配慮も怠らず、関東大会ではS3で負傷した樺地の診察をスミレに依頼した。氷帝には「No.2は不必要」という榊の考えにより副部長はいなかったが、跡部の引退後の日吉の代では考えが変わったのか、副部長を据える新体制になり、鳳を副部長に就任させた。

### 東京都外の学校

#### 六角中学校
千葉県の内房の端にある海に近い学校で、部員全員の趣味が海遊び。古豪といわれるほどの実力があり、前年度も全国大会に出場している。各選手がそれぞれの個性に合わせたオジイ手製のラケットを使用しているのが特徴。関東大会は第3シードとして出場。準決勝で青学に、3位決定戦で不動峰に敗れるも、4位で全国大会進出。全国大会では初戦で比嘉に敗北した。それ以来オジイに怪我をさせた比嘉を敵視するようになる。
『新-』では、U-17日本代表選抜の合宿に天根・黒羽の2名が参加している。
テニス部には「予備軍」とあだ名される小学生たちが普段から多く遊びに来ている。彼らはオジイの指導のもとで遊びからテニスに親しみ、現役部員やオジイとの信頼関係とテニスの知識を深め、六角中進学後には新たな主要戦力となる。
尚、次期副部長は不明である。
葵 剣太郎（あおい けんたろう）
声 - 豊永利行 / 演 - 佐野大樹
身長 165cm→166cm 体重 45kg→50kg 誕生日 12月20日 血液型 O型
学年：1年（部長） 利き腕：右 プレイスタイル：アグレッシブ・ベースライナー
オジイの指名により1年生にして部長に任命された。坊主頭が特徴でいつも元気いっぱい。天根と打ち合うパワーと、「コードボール」を狙って打つことが出来るほどのコントロールの高さを誇る実力者。女の子にモテたがっていて妄想癖があり、試合中にわざと数ゲーム落とした上で「○○が出来なければモテない」などといった恋愛に関連するプレッシャーをかけて戦うことにより真のパワーを発揮する。
関東大会準決勝では、S3で海堂と対戦。いつも通り追い込んだ状態から実力を発揮したが、海堂もプレッシャーに強かったため逆転出来ず敗北。全国大会1回戦ではS3で知念と対戦。「コードボール」を打つも、「縮地法」を使う相手には通用せず、完敗。
TVアニメ版では妄想癖のない熱血キャラクターで、リョーマとはあらゆる面で対を成すライバル的な存在となっており、関東大会準決勝ではリョーマと対戦し、敗戦。全ての面がスイートスポットとなる、ガットとフレームが六角形のラケットを使用し、そのラケットの特性と自身のボールコントロールの高さから、打ち返せば攻めることが可能となる攻撃的なプレイスタイルに変更されている。OVA以降は原作の性格とプレイスタイルに準拠している。
佐伯 虎次郎（さえき こじろう）
声 - 織田優成
身長 174cm 体重 61kg 誕生日 10月1日 血液型 O型
学年：3年（副部長） 利き腕：左
プレイスタイル：サーブ&ボレーヤー→アグレッシブ・ベースライナー（『テニプリパーティー』から）
通称「サエ」。温厚で爽やかな性格。不二兄弟とは幼馴染。「焼肉の王子様」では、「無駄に男前」と紹介された。
六角のエースでシングルスの試合が多いが、樹とダブルスを組むこともある。武器は優れた動体視力と、前衛をぴったりとマークする「マンツーマンプレイ」。聖ルドルフとの練習試合では「ツイストスピンショット」を使った裕太を気遣い、わざと負ける。関東大会準決勝では樹と組んでD1で菊丸・不二ペアと対戦。菊丸のアクロバティックプレイを「マンツーマンプレイ」で抑えたが、「菊丸印のステップ」に翻弄されて敗北した。3位決定戦はS1で橘に敗れた。全国大会1回戦ではS1で甲斐と対戦。「縮地法」に気づいたオジイが甲斐にわざとボールをぶつけられてしまい、六角のメンバー全員がオジイのために病院へ行くことに付き添ったが、そのなかで1人残って試合を続けた。結果的に敗北したが、応援に来ていた青学に比嘉の「縮地法」の攻略法を託した。
アニメでは、ひそかに始めていた剣道から細かい筋肉の動きなどを観察し相手の動きを察知し、相手のいない方向へ球を打ち返すプレイスタイルを手に入れた。ジュニア選抜合宿では不二と組み、乾・柳ペアと対戦。柳の動きを読み取れず苦戦したが、不二とのコンビプレイで流れが変わり勝利した。
天根 ヒカル（あまね ひかる）
声 - 竹内幸輔 / 演 - JURI
身長 180cm→182cm 体重 69kg→71kg 誕生日 11月22日 血液型 A型
学年：2年 利き腕：右 プレイスタイル：アグレッシブ・ベースライナー
【スピード-2/パワー-4/スタミナ-3/メンタル-4/テクニック-3】
彫刻のような体型と彫りの深い顔から、通称「ダビデ」。口数は少ないが、ダジャレが大好き。
オジイ手製の基準ギリギリの長ラケットを持ち、パワーと攻めを重視したプレイスタイルが持ち味。ほとんどが準レギュラーであるとはいえ氷帝100人斬りをやってのけた。普段はベタベタにワックスをつけるため不自然なほど髪が乱れないが、本気になると髪を結ぶ。
関東大会準決勝はD2で黒羽と組み、河村・桃城ペアと対戦。河村の「波動球」を片手で打ち返すなどパワーでは上回ったが、敗北。
アニメのジュニア選抜合宿では、神城にはダジャレが通じず、無視されたためヘコんでいる。忍足とペアを組み、伊武・神城ペアと対戦し勝利。試合中はしつこくダジャレをいい、忍足につっこませた。
『新-』での脱落タイブレークマッチでは黒羽に勝利。

黒羽 春風（くろばね はるかぜ）
声 - 大黒和広
身長 184cm→185cm 体重 73kg→75kg 誕生日 9月29日 血液型 A型
学年：3年 利き腕：右 プレイスタイル：サーブ&ボレーヤー
【スピード-3/パワー-4/スタミナ-3/メンタル-3テクニック-3】
通称「バネ」。試合の勝敗にあまりこだわらない大らかでサバサバとした性格。パワーテニスが得意で、主に天根とダブルスを組み、彼のダジャレには飛び蹴りなどできついツッコミを入れる。
『新-』での脱落タイブレークマッチでは天根に敗北。

回内（プロネーション）サーブ
インパクトの直後に肘をほぼ伸ばしたまま絞り込むように打つ回内というテクニックを用いた強烈なサーブ。河村を吹き飛ばすほどの威力を誇る。
空中コンボ
空中で回転して遠心力を生かして放つバックハンドショット。優れた跳躍力と腕力があるからこそ出来る技。
樹 希彦（いつき まれひこ）
声 - 蓮岳大
身長 174cm 体重 62kg 誕生日 8月31日 血液型 AB型
学年：3年 利き腕：右 プレイスタイル：カウンターパンチャー
通称「いっちゃん」。慎重さと大胆さを併せ持ち、感情表現が豊か。語尾に「なのねー」を付けるのが口癖。非常に鼻息が荒く、機関車の汽笛のような「シュポー」という擬音語で表現されている。
関東大会準決勝では佐伯と組んでD1で菊丸・不二ペアと対戦。「シンカー」で不二の「つばめ返し」は封じたが、敗北。全国大会では首藤と組んで出場も、新垣・不知火ペアに敗れている。
アニメでは何にでも疑問を持つキャラとして登場し、後に原作にも反映された。
シンカー
無回転のショット。不二のつばめ返しなどスピンを利用して放つ技を持つ選手に対しては絶大な効力を発揮する。
木更津 亮（きさらづ りょう）
声 - 高橋広樹
身長 163cm→165cm 体重 51kg 誕生日 11月20日 血液型 O型
学年：3年 利き腕：右
聖ルドルフ・木更津淳の双子の兄。肩下まで届く長髪で帽子をかぶっている。観月が本来スカウトしたかった人物である。得意技は「スカイハイボレー」。
青学戦は出番がなかった。全国大会の比嘉戦は平古場に敗北。
アニメのジュニア選抜合宿では兄弟対決が実現、双子故に淳の動きを読み勝利した。
首藤 聡（しゅどう さとし）
声 - 近藤孝行、楠田敏之（OVA）
身長 176cm 体重 65kg 誕生日 4月15日 血液型 B型
学年：3年 利き腕：右
好奇心旺盛で、様々なドリンクを試飲することが趣味。ビーチバレー大会ではイワシ水を、「焼肉の王子様」では乾特製野菜汁を真っ先に飲み倒れた不運な人物。得意技は「ショートクロス」。青学戦は出番がなかった。
オジイ（ウマヤト）
声 - 外波山文明
身長 147cm 体重 38kg 誕生日 11月7日 血液型 AB型
六角中テニス部監督。年齢不詳で、元ウッドラケット職人であること以外は謎に包まれた老人。後に「ウマヤト」という名前が判明する。近所の子供たちのための遊具を作ることもある。ボケているようにも見えるが、スポーツに関する知識は豊富。リョーマのラケットのグリップが合っていないことを一目で見抜き、巻き直したことも。
全国大会1回戦では比嘉の選手の瞬間移動が、錯覚を起こさせている「縮地法」であることに気づくも、それによって甲斐から独断でボールをぶつけられてしまい、負傷した。ただ、大事には至らなかったよう（OVAでは青学対氷帝戦を観戦している）。
青学とのビーチバレー大会ではスミレと組み決勝進出、砂の中に潜るパフォーマンスも見せた。
南次郎曰く20年以上前から「オジイ」。ペリーと握手している描写もある。
「新」では､三船の伝手で訪れた平等院に精神修行を施し「阿羅耶識」に開眼させる契機を与えている。

#### 立海大附属中学校
運動教育に熱心な神奈川県の中学校。様々なクラブで優秀な成績を残し、特に硬式テニス部は関東大会15連覇、全国大会2連覇という輝かしい記録を持つ。レギュラー全員が全国区であり、大会前の評価は最高ランクのAAAクラス、幸村が不在でも、スミレをして「手塚が7人いる」とまで言わしめるほど。顧問は存在するが登場しておらず、ベンチコーチなどは幸村や真田が務めている。「常勝」「王者」の旗の下、いかなる試合であろうと負けは許されないという絶対の掟を脈々と受け継ぎ、無敗での全国3連覇を掲げる。しかし、関東大会・全国大会ともに決勝で青学に敗れ、関東大会16連覇・全国大会3連覇は阻止された。
『新-』で催されているU-17日本代表選抜の合宿にはレギュラー8名が参加している。立海ファンブックによると、「住吉俊樹」という部員も存在する。
日本代表には柳生と桑原を除く6人が選抜されている。
モデルとなった学校は硬式テニスの強豪湘南工科大学附属高等学校、お茶の水女子大学。外観のモデルは作者の出身大学の東海大学。
レギュラーは黒のパワーリストを装着しており、中に5kgの鉛の板を入れて重りを調節しており、筋力UPを目的としている。部活以外でも外す事は許されないが、強敵との試合では外している。玉川やしい太など、レギュラー以外の一般部員はパワーリストを与えられず、装着していない。

#### レギュラー
幸村 精市（ゆきむら せいいち）
声 - 永井幸子
身長 175cm→176cm 体重 61kg→63kg 誕生日 3月5日 血液型 A型
学年：3年（部長） 利き腕：右 プレイスタイル：オールラウンダー
【スピード-4/パワー-3・5/スタミナ-3・5/メンタル-6/テクニック-6】
全国2連覇の立役者でもある「立海三強（ビッグスリー）」の1人。後述する全国大会決勝まで無敗ばかりか1ゲームも落としていない事から、異名は「神の子」。試合や練習時はヘアバンド（色は原作では白、アニメでは緑）を着用し、ベンチコーチを務める際などはジャージの上着を肩に羽織る。
2年の冬にギラン・バレー症候群に酷似した免疫系の難病で入院、部の指揮を真田に任せ療養生活を送っていた。後に手術とリハビリを経て全国大会で復帰を果たす。一見、儚げな印象の優男だが、王者立海の看板を守る厳格な統括者で、勝利を優先するあまり時として部員の私情を無視した冷酷な指示を下すこともある。コート外では穏やかな性格。リョーマを「ボウヤ」と呼ぶ。
日本中学生テニス界最強の男と言われ、幼少期からすでに頭角を現している。固有の得意技は持たないが、五感を奪い「イップス」を任意で起こさせる事ができる。「無我の境地」も可能だが、余計な体力の消耗を嫌い使用していない。
青学の全国制覇最後の難関として、S1でリョーマと対決。王者立海の部長としての責任感や主治医が手術後にテニスは無理だという話を聞いたこと、そして過酷なリハビリを乗り越えて復帰したという自負すらも重圧となり、遂にはテニスを楽しむこと自体を否定。自身との試合を楽しみ始めていたリョーマに対しても容赦ない態度で向き合い、繰り出されたあらゆる技を完封して圧倒したが、リョーマが「天衣無縫の極み」に目醒めてからは逆に追い詰められ、王者の意地で盛り返すものの逆転負けをする。
『新-』での脱落タイブレークマッチでは真田の五感を奪い完勝。二軍選抜No.20として唯一中学生から二軍選抜に選ばれ、不破と対戦。「鏡像の瞳」をものともせず五感を奪い勝利し、No.11のバッジを取得。W杯中学生日本代表に選ばれる。
プレW杯では徳川と第3試合に出場、ボルク・フランケンシュタイナーペアと対戦。「イップス」で優勢に立ったのち自身が五感を奪われピンチに陥るが、テニスをできる喜びにより自力で克服。徳川の能力「予感」と幸村の能力「五感剥奪」により「能力共鳴」を起こし「第六感」を発動するも、ボルクの「渦巻きの洗礼」を返せず、敗北。
予選では「チーム竹」に選出され、真田とオーストラリア戦D2で出場。ジャン・クリスペアにマッチポイントを握られるが、諦めずに勝利をもぎ取った。
決勝トーナメントでは準決勝のドイツ戦にS2で出場し、手塚と対戦。試合前に君島から病気が完治していることを聞かされる。新技「蜃気楼の鏡」を駆使して一時優位に立つも手塚の「天衣無縫の極み」により劣勢に。「零感のテニス」で再び優勢に立つも、「至高のゾーン」に苦戦。「未来剥奪」を完成させ追い上げるも敗北。
決勝出場メンバーを決めるトーナメントには柳とD2に出場。大曲・遠山ペアに敗戦。
苗字の由来は真田弦一郎と合わせて真田幸村から。

五感剥奪
スピード・パワー・テクニックを問わず相手のあらゆる打球の原理を分析して的確に打ち返し、その隙の無さから相手は次第に何をしても打ち返されるイメージが脳裏に焼きつき、やがて五感を奪われ、最後にはプレーをするのも嫌な心境に陥らせる技。
グリップボレー
『新-』で登場。グリップエンドに当てて放つボレー。「雷」や「渦巻きの洗礼」をも返球して見せた。
第六感（ゼクステジン）
『新-』で登場。徳川の「予感」と自身の「五感剥奪」が惹かれ合い「能力共鳴（ハウリング）」を起こしたことで覚醒した、打球を予測する超能力。
蜃気楼の鏡（ミラージュ・ミラー）
『新-』で登場。両手でラケットを持ち替え、相手に予測させない技。跡部の「手塚ゾーン」封じを参考にし、完成させた「手塚ゾーン」封じ。
零感のテニス
『新-』で登場。「天衣無縫の極み」対策の技。「天衣無縫の極み」のオーラに飲み込まれる前に自身の五感を剥奪し、テニスに必要な感覚のみを極限まで高めている状態。
未来剥奪
『新-』で登場。相手のプレイを試合の中で分析し、同じ攻撃パターンを試合中に散りばめるため、相手は脳内にてポイントを取られるイメージを植え付けられる。
真田 弦一郎（さなだ げんいちろう）
声 - 楠大典、高瀬朝季（幼少期） / 演 - 森山栄治
身長 180cm 体重 68kg→70kg 誕生日 5月21日 血液型 A型
学年：3年（副部長） 利き腕：右 プレイスタイル：オールラウンダー
【スピード-4/パワー-5/スタミナ-4/メンタル-5/テクニック-5】
「三強」の1人で幸村・手塚の不在時は中学テニス界の頂点に立つ男とされた。異名は「皇帝」。祖父から貰った黒帽子を被る。幸村不在時は、ベンチコーチを務めるなど、幸村に代わって部を仕切っていた。
質実剛健で、他人に厳しく自分にはさらに厳しい。老け顔と「たるんどる」「たわけ」といった古風な言葉遣いのせいで、部の内外から年齢詐称疑惑を持たれている。祖父の影響で4歳の頃から居合い抜きなどの武道を嗜んでおり、毎朝4時に起床し、座禅や剣の稽古を行っている。小学6年の時に手塚との野試合で完敗して以来、打倒手塚に強い執念を燃やす。自分にも他人にも厳しく、立海大の掟を守る為に試合に敗北した部員には裏拳による鉄拳制裁を喰らわせ、自身の敗北時にはレギュラー達に自分への本気の鉄拳制裁を要求した。試合以外では、過去に一度だけ、弱みを見せた幸村に鉄拳制裁を喰らわせた事がある。
相手のプレイスタイルを真っ向から打ち破ることを身上とし、相手に合わせた「風林火山」という4つに分けたプレイスタイルを奥義とする。関東大会準決勝は柳と組んで伊武・神尾ペアに完勝。決勝ではS1でリョーマと対戦。「風」と「火」で追い詰めるが、「風林火山」の唯一の弱点である「風林火山」（例：「火」は「風」に弱い）を無我の境地で模倣され思わぬ反撃を受ける。勢いに乗るリョーマに対し、正確無比なトップスピンロブを放ち一時は流れを引き戻すものの、最後は「COOLドライブ」を決められ敗北。全国大会決勝ではS3で手塚と対戦。「百錬自得の極み」、「才気煥発の極み」対策として、「風林火山」から更なる2つの奥義を加えた真の奥義「風林火陰山雷」を解放し、序盤は優位に立つ。中盤以降は「手塚ファントム」、「零式サーブ」の反撃を受け、五分に戻されるも、幸村の「勝利のために真っ向勝負を捨てろ」という命令を受け入れ、相手の技を風林火山で打ち消し逆転、マッチポイントにて気迫でコードボールを押し戻し、勝利した。なお、「雷」に「火」や「林」を加えるなど「風林火陰山雷」に「風林火陰山雷」を加えて出すことも可能。また、同じ場所に千回でもロブを叩き込める高い技術力も持ち合わせている。「無我の境地」を使いこなせるが、自身の技への信頼が強いため滅多に使わない。
『新-』での脱落タイブレークマッチでは幸村と対戦し、終盤に反撃を見せるも完敗。合宿復帰後の一軍入れ替え戦では、「黒色のオーラ」を纏い、「シングルクラッチ」で大曲を翻弄。種ヶ島には通用せず試合には敗れたものの、眠れる闘争心とがむしゃらさを引き出したことで「ダブルクラッチ」を偶然ながらも決め、新たな可能性を見せた。W杯中学生日本代表に選ばれる。
W杯予選では「チーム竹」に選出され、幸村と共に出場したオーストラリア戦D2では、ジャン・クリスペアを相手にアウェイの会場の空気を君が代を独唱することで一蹴。「黒龍一重の斬」、完成した「黒龍二重の斬」を使い、幸村とのコンビネーションで勝利。決勝トーナメントではフランス戦S2に出場。オジュワールを「雷」「黒龍二重の斬」で圧倒し、「五車の術」をかけられるフリをしてピンチを脱出。「風林火山」を「嵐森炎峰」に進化させ、相手の棄権により勝利。
決勝出場メンバーを決めるトーナメントではS1に出場し、徳川と対戦。試合の中で「黒龍三重の斬」を完成させるも完敗。

風林火山「風」
居合い抜きの応用で目にも止まらぬ打球スピードを可能にするスピードタイプのスタイル。アニメでは「風林火山」は登場していないが、「見えないスイング」から繰り出されるストロークや「見えないサーブ」など風に近いスタイルで戦っている。
風林火山「林」
回転を和らげることでどんな技巧をも受け流すテクニックタイプのスタイル。
風林火山「火」
強烈なグランドスマッシュなど相手のラケットを弾き飛ばすほどの重い球による怒濤の攻撃を仕掛けるオフェンシブなスタイル。
風林火山「山」
何が起きようと動じない鉄壁の防御を誇るディフェンシブなスタイル。
風林火陰山雷「陰」
一縷の隙もなくしさまざまな行動パターンを与えることで「才気煥発の極み」を無効にできる対才気煥発の極み用のスタイル。
風林火陰山雷「雷」
光の速さでどこにでも現れ、落雷のようにほぼ直角に曲がり相手のガットを貫き、ラケットを吹き飛ばすほどの球威で相手を追い詰める究極のスタイル。ただし、使いすぎると足が鬱血して腫れ上がるほどの怪我を負ってしまう。
黒色のオーラ
『新-』で登場。幸村に追い詰められた際に開眼した黒く禍々しいオーラ。
シングルクラッチ（黒龍一重の斬）
『新-』で登場。返球後にもう一度ラケットを振り打球の軌道を変えるショット。
ダブルクラッチ（黒龍二重の斬）
『新-』で登場。返球後にラケットを二度振り打球の軌道を二回変えるショット。
嵐森炎峰
『新-』で登場。風林火山の進化版で、「嵐」は風、「森」は林、「炎」は火、「峰」は山となっている。
トリプルクラッチ（黒龍三重の斬）
『新-』で登場。返球後にラケットを三度振り打球の軌道を三回変えるショット。二度振りの後、「風林火山」の「風」を使用して完成させた。
柳 蓮二（やなぎ れんじ）
声 - 竹本英史、芝崎典子（幼少期） / 演 - 宮野真守
身長 181cm→182cm 体重 67kg 誕生日 6月4日 血液型 A型
学年：3年 利き腕：右 プレイスタイル：カウンターパンチャー
【スピード-3/パワー-3/スタミナ-3/メンタル-4/テクニック-5】
「三強」の1人でその卓越した技巧から「達人」の異名を持つ。立海の参謀役として絶対の信頼を寄せられている。瞳が見えないほどの細目が特徴だが、試合中は時折開眼する。彼はユニフォームの長袖を着用しており、半袖を着る事は無い。
乾とは幼馴染で、小学生時代は彼とダブルスを組み当時のジュニアを牽引する存在だった。当時、互いを「博士」（乾）、「教授」（柳）と呼び合っていた。小学5年の時に東京から神奈川へ引っ越すことになり、それを乾に伝えられないままわだかまりを残した状態でペアを解消する。真田や乾など付き合いの長い相手に対しては、下の名前で呼ぶ癖がある。
「データテニス」を得意とし、乾にデータテニスを教えた師でもある。また赤目モードの切原を膝カックン1つで巧く操ることから「猛獣使いの達人」と称され、真田からはダブルスプレイヤーとしても評価されている。
関東大会決勝では乾と対戦したが惜敗。全国大会決勝では切原とのD2で乾・海堂ペアと対戦。乾のデータの逆を突きデータを全く取らせず、さらに「ウォーターフォール」のコースを見抜くなどして圧倒した。
『新-』での脱落タイブレークマッチでは切原をマッチポイントまで完封していたが棄権し、「さらなる高みを目指せ」と諭す。さらに、白石に悪魔化の危険性を説明し、切原のことを託した。合宿復帰後は、データテニスの師匠である三津谷と対戦。データテニスを破られ、データを捨てがむしゃらにプレイすることで試合続行不能となるが、乾にバトンを渡す。乾に担がれて中央コートに戻ってきた際、No.17のバッチを身に着けていた。W杯中学生日本代表に選ばれずサポーターとして乾と共に同行していたが、W杯決勝リーグでは負傷した石田銀に代わり、メンバーに選出される。決勝リーグ・フランス戦D1で毛利と出場し、エドガー・ジョナタンペアと対戦。序盤は、幸村の病態を知りつつ不真面目にテニスを続けている毛利をよく思っていなかったことから険悪な雰囲気であったが、毛利が幸村を陰ながら支えていたことを知りわだかまりもなくなる。その後、毛利のサポートもあり、敢えて5ゲーム取らせることで偽りのデータを取らせて翻弄し、寝た状態の毛利のデータを完全に収集して勝利した。

かまいたち
打球が足元で急激に沈む超高速スライスショット。
空蝉（うつせみ）
全く弾まず転がるドロップショット。
切原 赤也（きりはら あかや）
声 - 森久保祥太郎
身長 168cm→170cm 体重 61kg→58kg 誕生日 9月25日 血液型 O型
学年：2年 利き腕：右 プレイスタイル：アグレッシブ・ベースライナー
【スピード-4/パワー-3/スタミナ-3/メンタル-2/テクニック-3】（通常時）
【スピード-5/パワー-4・5/スタミナ-2/メンタル-5/テクニック-1・5】（悪魔化時）
リョーマの他に中学生でただ1人、片足の「スプリット・ステップ」を使える立海2年生エース。勝つために手段を選ばず、3年生からは兵器のような扱いを受けている。癖毛にコンプレックスがある。普段はひょうきんで小生意気な憎めないムードメーカー的存在だが、気持ちが高ぶると「赤目モード」になったり、自身やチームのことを馬鹿にされ逆上すると「悪魔化」したりと別人のように残酷で好戦的な性格に豹変する。「最速試合時間」にこだわっており、ラフプレーを悪いことだとも思わず、その時の感情に任せて周りを気にせず残虐な行為を繰り返す。立海のメンバーからは名前で呼ばれているが、柳生と玉川のみ彼を名字で呼んでいる。
関東大会準決勝では橘に勝利。決勝の青学戦前、野試合で「無我の境地」に達したリョーマに逆転負けを喫し、観戦していた桑原ともに鉄拳制裁を喰らう。決勝はS2で不二と対戦。試合の終盤に「無我の境地」に達するも、繰り出した「風林火山」の火を扱いきれず敗北。全国大会準決勝S2では、クラウザーにマッチポイントまで追いつめられるが、チームの批判をされ、さらに自身をワカメ野郎と馬鹿にされた（実際には通訳した柳生が勝手に付け足した）ことで「悪魔化」し、一気に7ゲーム連取し、圧倒的な力の差を見せ付けた。決勝のD2でも、海堂のジャイロレーザーを顔面に喰らった直後に仁王のワカメ野郎発言により「悪魔化」、その後乾に集中攻撃し、棄権負けへと追いやった。
アニメでは関東大会準決勝で橘を靭帯断裂に至らせ、決勝ではボールが当たって倒れた不二を見下した発言をした。不二に敗れた後のジュニア選抜合宿では「赤目モード」へ走る癖を克服し、日米親善試合S1で登場。「ファントムボール」でケビンを圧倒したが、途中で鉄柱に激突して肩に怪我を負いリョーマに交代してしまう。
『新-』での脱落タイブレークマッチでは柳から1ポイントも取れずにいたが柳が棄権する。それに納得できなかったが柳の言葉でさらなる高みを目指すことを誓い合宿に残留。柳と黒部に悪魔化の心身への影響を懸念される。5番コート所属時、3番コートとの総入れ替え戦D2で白石と組み、松平・都ペアと対戦。白石の好フォローにより「天使化」を披露し勝利した。W杯中学生日本代表に選ばれる。
W杯予選では「チーム松」に選出され、遠野とギリシャ戦D1に出場。ステファノプロス兄弟ペアとの試合に挑み、遠野の「電気椅子」によって一時試合から退くも後に復活。勝利を手にした。
決勝トーナメントでは準決勝で種ヶ島とD1に出場、ビスマルク・ジークフリートペアと対戦。ジークフリートの「天衣無縫の極み」に対抗すべく「集中バースト」で応戦。体力を消耗して不利に立つも、遠野に教わった処刑を使用して一矢報いる。終盤には自身の中の「天使」と「悪魔」を従えながら種ヶ島との見事なコンビネーションを見せ、激闘の末に勝利を収めた。
決勝出場メンバーを決めるトーナメントではS2に出場、不二に敗北。
3年生の引退後は真田の後を継ぎ、副部長に就任。
部長に選出された玉川には彼女がいる事の僻みもあり、対抗心を燃やしている。玉川との関係は、彼に対しては色んな感情が入り混じっており、何かと突っかかり、突き放すような態度を取り、喧嘩腰で接しているが、彼からは軽く受け流されている。彼の事は名前では呼ばず、「アイツ」と呼ぶ（『氷帝VS立海』参照）。
玉川には「次期部長や彼女がいる件への僻み、認めたくない気持ち」と「それが絡まなければ、チームメイトとしては認めたい気持ち」という矛盾する気持ちが同居しており、口で言うほど彼の事が心から嫌いな訳では無いが、気持ちの折り合いが付かない為、あくまで「チームメイトではあるが、友達にはなれない」という姿勢を貫いている。しかし、次期部長の事や、彼女がいる件が絡まなければ、普通に話す事が出来る。
部長に任命されなかったのは、幸村が「切原の性格では、部長を任せるとかつての真田と同じく枷にしかならないから」と判断した事と、「切原は、部長では無くエースだから」という理由である。

赤目モード（危険モード）
目が充血して赤くなった状態。集中力が飛躍的に増し、パワー・スピードが格段に上がる。さらに攻撃的なスタイルになり、身体を直接狙うスマッシュなどを多用する卑劣なテニスを展開する。
ナックルサーブ
赤目モードになると見せる、どこに跳ね上がるか本人以外には予測不可能なサーブ。
悪魔（デビル）化
目だけでなく肌も赤くなりさらに髪が白髪になった状態。正気が保てなくなり、赤目モード以上に非情な超攻撃テニスを披露する。
天使（エンジェル）化
『新-』で登場。作者曰く白石とのダブルス限定かつ一発ネタらしい。白石におだてられたことで見せた、清々しい表情でのびのびとプレイしている状態。
ファントムボール
アニメで登場。バウンド後ボールが消えるショット。ナックルサーブを応用したもの。
集中バースト
『新-』で登場。息を止め、無酸素状態で動くことで、運動能力を上昇させる。天衣無縫にも対抗できるほど。ただし息を止められた状態でのプレイは10秒しか出来ない。「天使化」と「悪魔化」のせめぎあいの具現化で2体を従えた結果、青い瞳になり制限時間のデメリットは無くなった。
柳生 比呂士（やぎゅう ひろし）
声 - 津田英佑
身長 177cm 体重 64kg 誕生日 10月19日 血液型 A型
学年：3年 利き腕：右 プレイスタイル：サーブ&ボレーヤー
【スピード-2/パワー-3/スタミナ-3/メンタル-4/テクニック-5】
言動と振る舞いから「紳士」と称され、模範生として一目置かれている。一度「勝負」となると冷徹で容赦ない。常に落ち着き払った態度を貫き、平時も試合中も表情がほぼ変化しない。入れ替わり時を除き、眼鏡の上からは目や瞳の形が分らない。立海の3年生としい太は切原を下の名前で呼んでいるが、柳生と玉川のみ「切原君」「切原」と彼を名字で呼び、相手の事は名字で呼ぶ事が多い。
関東大会決勝ではD1で仁王と組み、大石・菊丸ペアと対戦し勝利。「入れ替わり作戦」を実施したが、策とはいえど相手を騙すことに不本意さを表していた。全国大会直前、牛田・宮瀬ペアとの野試合では海堂と組み「入れ替わり作戦」を実施、「ブーメランスネイク」を模倣したポール回しを使用した。全国大会2回戦で牛田・宮瀬ペアと再戦し、切原とのペアで圧勝。準決勝では切原を覚醒させるためにS3で敗戦。そしてクラウザーたちの言葉を訳して切原に伝える際、彼の闘争心を引き出すために髪型を揶揄して「このワカメ野郎」と付け足した。
TVアニメ版では元ゴルフ部員で、仁王に誘われてテニス部に転向した。OVA以降は原作同様レーザービームを使用するが、「仁王に誘われて転部した」という設定はオミットされていない。
『新-』での脱落タイブレークマッチでは仁王をペテンにかけ、軌道の曲がるレーザービームで勝利。

レーザービーム
ベースラインからコート上の隙間を的確に射抜く超高速パッシングショット。少々スピードは劣るが仁王も使えるため、彼のは「真のレーザー」と呼ばれる。『新-』では「曲がるレーザービーム」を披露した。
ゴルフ打ち
アニメで登場。ゴルフの打ち方を応用したショット。
仁王 雅治（におう まさはる）
声 - 増田裕生
身長 175cm→176cm 体重 62kg→60kg 誕生日 12月4日 血液型 AB型
学年：3年 利き腕：左 プレイスタイル：オールラウンダー
【スピード-3/パワー-2/スタミナ-3/メンタル-5/テクニック-5】
「コート上の詐欺師」と呼ばれ、立海の中で最も恐れられる存在。本心を悟らせない、食えない印象の人物。広島方言や高知方言が混ざった不思議な喋り方（TVアニメ版では共通語）をし、「プリッ」「ピヨッ」など独特の感嘆詞を使う。口元にホクロがある。幸村曰く「悪魔をも騙せる男」。
関東大会決勝D1では柳生との「入れ替わり作戦」で大石・菊丸ペアを混乱と絶望に陥れ、勝利。全国大会決勝ではS2で不二と対戦。手塚にイリュージョンし、「百錬自得の極み」を始めとする模倣が難しい技をほぼ全て使用したが、「才気煥発の極み」は「心の瞳」で破られる。次に白石にイリュージョンし5つのカウンターを全て打ち返したが、6つ目の「星花火」により敗北。なお、乾の夢の中で「メテオドライブ」を放ったが、これは「星花火」を指しているため、実際には使用していない。
アニメの関東大会決勝では入れ替わりはしていないが、青学メンバーですら気づかなかった菊丸の癖を見抜き、彼を苦しめた。
『新-』での脱落タイブレークマッチでは対戦相手となった柳生をペテンに掛けようとするが見破られ、逆にペテンに掛かり敗北。合宿復帰後は、一軍の陸奥兄弟を相手に菊丸へイリュージョンし、パートナーの大石との同調を披露。その後、陸奥兄弟になりきり「三つ子」作戦を実行し、陸奥兄弟との同調から思考を読み勝利。No.15のバッジを取得。
一軍入れ替え戦では、イリュージョンで手塚に扮し、全国大会では打てなかった「零式サーブ」を披露。樺地、リョーマ、跡部にもイリュージョンし、パートナーの跡部をフォロー。勝利しさらに上位の一軍バッジを取得するが、腕を酷使した為に事実上のリタイアとなった。その後、W杯中学生日本代表に選出。
W杯予選では「チーム竹」に選出され、オーストラリア戦D1に不二と出場したかと思われたが、イリュージョンを使って跡部と入れ替わっていて実際には出場していない。
決勝トーナメントでは準決勝でデュークとD2に出場。ダンクマール・ベルティペアと対戦。平等院、ゼウス、ノアや、最期のイリュージョンとして選んだカミュになるも窮地に立たされる。しかしカミュの「愛」とデュークの「破壊」が「共鳴」し、創造を発動。最後は仁王自身として「メテオドライブ」を完成させ、プロのダブルスペアを相手に大金星を上げた。
決勝出場メンバーを決めるトーナメントではS1でデュークと試合をしイリュージョンを封印して挑み完敗する。
名前の由来は、苗字がテニスクラブの知り合いの名前から、名前が福山雅治から。
イリュージョン
他の選手のプレイスタイル・超高等テクニックをほぼ完璧に模倣し、周囲に自らをその選手の幻影に見せてしまう技。しかし、彼の身体能力以上の模倣は不可能であるため、技の威力が下がる、使用できない技がある等の欠点がある。
メテオドライブ
『新-』で登場以前全国大会で乾が夢の中で見た技だったが、仁王がオリジナルとしてテニスをするために完成させた技。
創造（シェプフング）
　『新-』で登場。カミュの「愛」とデュークの「破壊」が「能力共鳴」をし、ボールが破壊されるように消え、芽生えるようにボールが出現する。
丸井 ブン太（まるい ぶんた）
声 - 高橋直純
身長 164cm 体重 62kg→53kg 誕生日 4月20日 血液型 B型
学年：3年 利き腕：右 プレイスタイル：サーブ&ボレーヤー
【スピード-4/パワー-2/スタミナ-3/メンタル-3/テクニック-5】
「ボレーのスペシャリスト」と呼ばれる典型的な前衛プレーヤー。自身のボレー技術を自ら「天才的」と称すほどの自信家。「妙技」と称した数々のボレー技も見せる。性格は明るく強気でポジティブ。主に桑原とダブルスを組み、前衛で攻撃専門。試合中もチューインガムを噛んでいる。口癖は「天才的ぃ」、「だろい?」。
関東大会決勝ではD2で桃城・海堂ペアと対戦し、パワーリストを付けたまま（アニメでは試合途中に外している）の状態で勝利。全国大会準決勝では桑原と組んで出場も、切原覚醒のために敗戦。決勝ではD1で大石・菊丸ペアと対戦。20kgのパワーリストを外し本調子で戦い追い詰めるも、「同調」を発動した黄金ペアには手も足も出ず敗北した。
新人戦の時に氷帝の芥川と対戦して勝利しており、その試合がきっかけでボレーヤーとして芥川から目標とされており、また丸井自身も芥川のプレーに一目置いている。
後輩の玉川の事は本当は名前を覚えているものの、あえて「品川」「淀川」など、普段はわざと名前を間違えて呼んでいる（『氷帝VS立海』参照）。
『新-』での脱落タイブレークマッチでは桑原に勝利。一軍入れ替え戦では乱打の練習相手だった木手と組み、君島・遠野ペアと対戦。木手と息の合ったプレイを見せるが、途中で木手の裏切りに遭い、「ワンダーキャッスル」を披露する。実は木手とは別に君島の交渉を受けており、幸村の病気の完全完治する手術をアメリカで行わせることを条件に遠野の左膝に打球を当て彼を再起不能にした。結果、試合には敗れたがW杯中学生日本代表に選ばれる。
決勝出場メンバーを決めるトーナメントではD2で木手と組んで出場し、新たに大曲のラケット２つを使う「二刀流」を会得するも、種ヶ島・白石ペアに敗北する。

綱渡り
綱渡りのようにネットの上にボールを転がらせる妙技。
鉄柱当て
鉄柱にボールを当てて軌道を変える妙技。
時間差地獄
一度空振りすることで相手のタイミングをずらし背中越しに振り抜いたラケットで打球を打つ妙技。
ワンダーキャッスル
『新-』で登場。ネット際のボレーでの鉄壁守備。
ジャッカル 桑原（じゃっかる くわはら）
声 - 檜山修之
身長 178cm→179cm 体重 69kg→70kg 誕生日 11月3日 血液型 O型
学年：3年 利き腕：右 プレイスタイル：カウンターパンチャー
【スピード-4/パワー-2/スタミナ-5/メンタル-1/テクニック-3】
ブラジル人とのハーフでテニスもブラジルで覚えた。色黒の肌が特徴でブラジルでテニスを始めた頃は髪が生えていたが、コーチだった先輩にあやかってスキンヘッドにした。日本に戻って立海大附属中に入学しても初心を忘れないように心がけている為スキンヘッドとなっている。卓越した身体能力を誇り、その持久力から「4つの肺を持つ男」の異名を持つ。クールな性格だが、面倒見がよく根がお人好しであるため、損な役回りを引き受けさせられることも多い苦労人。
ダブルスでは主に守備に回り、相手に得点を与えない「鉄壁の守護神」と呼ばれる。「ブーメランスネイク」を同様にポール回しで打ち返す技巧的な器用さも見せる。
『新-』での脱落タイブレークマッチでは丸井に敗北。合宿復帰後は丸井が木手と練習していたと聞いただけでショックを受けたり、一軍入れ替え戦で丸井と木手が「理想的なダブルスパートナー」と称されたことを複雑に思うなど寂しさを感じている。
しかし、決勝出場メンバー戦終了後には、木手が丸井に「来てくれてますよ、本当の相棒が」と声をかけている為、「丸井の本当の相棒は桑原一人」と作中で明言している。
ねずみ花火eat（はなビート）
重さ20kgのパワーアンクルを付けることでフットワークを強化した反復守備（ターンディフェンス）。

#### レギュラー以外
浦山 しい太（うらやま しいた）
声 - 高瀬朝季
身長 147cm→148cm 体重 43kg→45kg 誕生日 7月3日 血液型 AB型
学年：1年 利き腕：右 プレイスタイル：カウンターパンチャー
言葉の語尾に「〜ヤンス」をつけて喋る。周りに強敵がいて、どんどんレベルアップしていくリョーマの事を羨ましがっている。誕生日は彼の好物でもある「ソフトクリームの日」。赤也を苦手としているが、彼の事は「赤也先輩」と名前で呼んでいる。
『新-』では、U-17選抜に選ばれた先輩達を見るため壇と共に合宿所を訪れ、そこで堀尾と会い共に行動した。
1年生の一般部員である為、原作ではパワーリストは装着していない。

玉川 よしお（たまがわ　よしお）
声 - 榎木淳弥
身長174cm（Xでは172㎝） 体重54kg（Xでは59㎏） 誕生日4月4日（Xでは9月23日） 血液型O型
学年：2年　利き腕：右　プレイスタイル：カウンターパンチャー
『新-』27巻から登場。原作では番外編中心に登場するキャラクター。切原とは同学年で、幸村から来年の部長の役職を託された。得意技はロブ。好戦的な切原とは対照的に、温厚で誠実な性格である。成績優秀で立海は赤点を取ると部活出来なくなる為、切原に勉強を教えている。相手の事は名字で呼んでいる。
柳同様、ユニフォームは長袖を着用しており、半袖のものを着る描写は無い。
現時点ではレギュラーでは無く、3年生に進級してからレギュラー入りすると思われる。幸村を除くレギュラー陣に認識されるようになったきっかけは、『新-』27巻の全国大会終了後に幸村が次期部長として紹介した事がきっかけであり、それまではレギュラー陣は彼を「一般部員の一人」としか見ておらず、切原は彼を認識していなかった。
切原との関係は、彼には次期部長の件や、彼女がいる件で対抗心を燃やされていて、彼のコンプレックスを刺激し、ダメージを与える存在である。しかし、OVAの『氷帝VS立海』や立海のファンブックでは、次期部長の件や彼女の件が絡まなければ普通に会話する事が出来、前述の理由で勉強を教えたり、切原に無理やりゲームセンターの格闘ゲームの対戦相手にされたりなど、交流している描写もある為、原作当初ほどただの険悪なだけの関係では無くなりつつある様子。切原の事は「切原」と名字で呼ぶ。切原には対抗心からつっけんどんな態度で接されているが、彼の事は軽くあしらっている。
切原以外との関係は、幸村は玉川の部長の素質や人柄などを以前から見込んでおり、丸井と桑原は全国終了後に彼が次期部長に内定してからは気にかけるようになり、彼に絡みに行く為に2年の彼の教室にわざわざ遊びに行くなど、玉川とは幸村を介さない関係を築くようになる（劇場版三作目『リョーマ!』の特典のポストカード参照）。
しい太同様、現時点では一般部員である為パワーリストは与えられておらず、原作では装着していない。彼が来年3年生になって新部長になり、レギュラー入りした際にパワーリストの装着義務が出る為、装着すると思われる。
原作では糸目で描かれる事が多いが、アニメではぱっちりとした目で描かれている。
新体操部の彼女がいる（『テニプリパーティー』参照）。
作者曰く、彼の性格のモデルは『ドラえもん』の出木杉英才である（ハンサムで後輩からの支持も厚いなど）。
作者は『氷帝VS立海』のインタビューで、「既存のキャラクターだけで話を回すのでは無く、新体制である『次世代』を象徴するキャラクターとして、新キャラクターである彼を出した」とコメントしている。

#### 四天宝寺中学校
前年度の全国大会でベスト4入りを果たした、大阪府の強豪校。準決勝で立海にストレートで敗れたものの、決勝の牧ノ藤より立海を苦しめた強豪校。突出した個性を活かす「勝ったモン勝ちや!」の精神をスローガンに掲げ、関西特有のノリの良さに九州の雄を加え圧倒的な破壊力で勝ち進む。応援は「ドンドンドドドン! 四天宝寺!」。ユニフォームは黄色と緑の2色で、緑の部分に「決して折れぬ心」を意味する竹の模様がある。また、全員が揃いのリストバンドを嵌めている。今年の近畿大会では牧ノ藤学院を破り優勝。全国大会では準々決勝で不動峰をストレートで破るものの、準決勝では青学に敗北した。
『新-』で催されているU-17日本代表選抜の合宿には、遠山・白石・千歳・石田・忍足・金色の6名が参加。その後、合宿所に来た一氏・財前の2名が流れで加わる。
日本代表には金太郎、白石、銀の三人が選出されている。
モデルとなった学校は大阪府にある女子校・四天王寺中学校。
遠山 金太郎（とおやま きんたろう）
声 - 杉本ゆう / 演 - 和田正人
身長 151cm→153cm 体重 52kg→53kg 誕生日 4月1日 血液型 B型
学年：1年 利き腕：右 プレイスタイル：オールラウンダー
【スピード-4/パワー-5/スタミナ-5/メンタル-4/テクニック-4】
通称「金ちゃん」。「西のスーパールーキー」と称される、四天宝寺の一年生レギュラー。豹柄のタンクトップがトレードマーク。明るくやんちゃな野生児で、バイクを頭上まで持ち上げる、大人数の不良をなぎ倒す、新幹線の降車駅を間違えて新富士から東京の会場まで走って来るなど、小柄な体躯ながら超人的な体力と身体能力を誇る。リョーマの事は「コシマエ」と呼ぶ。
白石曰く「四天宝寺の中で一番強い」選手で、野性的なプレイスタイルでデタラメとも言える動きを見せる。
テニスを始めたきっかけは、四天宝寺に入る数か月前にダブルスでウィンブルドン優勝経験もあるスギ婆さん（本名は屋久杉麗華）と出会い打ち負かされた事で、対戦していく内にスギ婆さんとの仲も深まりテニスの楽しさも覚えていったことから。スギ婆さんが亡くなった後も彼女から譲り受けた木製の古いラケットを「宝物」として大切に扱っており、また「やられたらやり返せ」の精神もスギ婆さんから受け継いでいるなど今現在も特別な存在である。
近畿大会では牧ノ藤のエース・萩を倒し、全国大会では伊武の腕を一球で破壊し、棄権させた実力者。準決勝では出番が回らなかったが、懇願の末リョーマと一球勝負を敢行。無我状態のリョーマと同格の実力を見せるも、最後にはテニスボールが半分に割れたことで引き分けとなった。決勝ではリョーマが来るまでの時間稼ぎとして幸村に一球勝負を挑んだが、肩にジャージを羽織ったままの幸村に敗北した。全国大会後、単身で立海大に乗り込み幸村と勝負を行い、100試合目にして勝利を手にし（本来は引き分けだが幸村が負けを認めた）、真田からは「ポテンシャルなら越前リョーマを超える」と評された。
『新-』では鬼と草試合を行い、2本ガットではない通常のラケットでのブラックジャックナイフを余裕で返してみせるも敗北。なお、脱落タイブレークマッチでは千歳と対戦予定だったが、試合の場に現れなかったため不戦敗となった。合宿復帰後は、袴田に立ち向かい、「消失」に苦戦するも勝利し、No.14のバッジを取得。一軍入れ替え戦で鬼と対戦し、本来の力を取り戻した鬼の前に一方的に追い込まれ敗れるも、天衣無縫の極みにたどり着くなど、さらなる発展の可能性を見せた。W杯中学生日本代表に選ばれる。
W杯予選では「チーム竹」に選出され、オーストラリア戦S3でJ・J・ドルギアスと対戦。「天衣無縫の極み」で序盤は互角の勝負をするも、徐々に圧倒。ドルギアスの棄権によって勝利。
決勝出場メンバーを決めるトーナメントではリョーマと同じS2に出るつもりであったが、白石の言葉によって大曲とペアを組んでD2に出場。幸村・柳ペア、種ヶ島・白石ペアに勝利。試合の中でダブルスの楽しさを知りダブルスの才能を開花させ、決勝出場を決める。
決勝ではD2で大曲とダブルスを組み、マルス・デ・コロン＆セダペアと対戦をし、宝物のウッドラケットが壊れるも、白がら四天宝寺のメンバーが金太郎の為にと新たに用意したラケットを使い、試合の中で「天衣無縫の極み」を更に進化させるなど活躍するも、敗北する。
当初の作品設定（仮タイトル「きんテニ」）では彼が主人公で、リョーマがライバルの予定であった。
名前の由来は、『遠山の金さん 』。
理由は不明だが、ゼウス同様、セダの精神操作を無効化する能力がある。

白石 蔵ノ介（しらいし くらのすけ）
声 - 細谷佳正 / 演 - 鷲尾昇
身長 178cm 体重 66kg→64kg 誕生日 4月14日 血液型 B型
学年：3年（部長） 利き腕：左 プレイスタイル：オールラウンダー
【スピード-4/パワー-4/スタミナ-4/メンタル-4/テクニック-4】
努力に裏付けされた試合巧者であり、恐るべき冷静さと集中力、部長としての責任感と勝利への執念を内に秘める。2年生の夏大会時には既にS1で部長だった実力の持ち主。包帯を巻いた左腕を「毒手」と称して我侭でやんちゃな金太郎を諌めているが、実際は中学1年の時に渡邊から授けられた純金製のガントレットが仕込まれている。口癖は「んんーっ、絶頂（エクスタシー）!」。
プレイスタイルは基本に忠実な「パーフェクトテニス」で、通称は「聖書」。チームの勝利の為に完璧を求めるため一切の私情を切り捨てている。その代償として自分らしく楽しむ試合が出来ない事を憂いているが、表に出す事は無い。
全国大会準決勝ではS3で不二と対戦。序盤は「第4の返し球」までを軽々と破り、また基礎技術の差で圧倒した。マッチポイントまで追い込んだ後、「進化した三種の返し球」と土壇場で編み出した「百腕巨人の門番」に苦戦を強いられタイブレークまで持ち込まれるが、最後には完全攻略し勝利。
『新-』での脱落タイブレークマッチでは謙也に勝利。5番コート所属時、3番コートとの総入れ替え戦D2では、序盤は松平の「フラワー」に圧倒され、さらに切原の悪魔化による内側からの崩壊を狙われるが、柳に悪魔化を止めるように約束されていたため体を張って阻止。その後、ガントレットを外すことで本領を発揮した。W杯中学生日本代表に選ばれる。
W杯予選では「チーム松」に選出され、ギリシャ戦S3に出場すると思われたが、ゼウスのオーラに圧倒され種ヶ島に出番を譲る。以後型にはまらない種ヶ島のテニスを目指している。
決勝トーナメントでは準々決勝で君島とD2に出場。トリスタン・ティモテペアと対戦。敗れはしたものの試合の中で「星の聖書」という自身の新しいスタイルを作り上げる。
決勝出場メンバーを決めるトーナメントでは、当初は遠山と組もうとしていたが、種ヶ島からペアに誘われたことで、遠山を大曲に託し、自身は種ヶ島とD2に出場。丸井・木手ペアに勝利した後、大曲・遠山ペアに敗れる。
四天宝寺のメンバーの事は呼び捨てにするが、他校生に対しては名字にクン付けで呼んでいる。立海の切原の事は普段は「切原クン」と呼んでいるが、ダブルスを組んだ時に一度だけ「赤也クン」と呼んだ事がある。

千歳 千里（ちとせ せんり）
声 - 大須賀純
身長 194cm→195cm 体重 81kg 誕生日 12月31日 血液型 A型
学年：3年 利き腕：左 プレイスタイル：オールラウンダー
【スピード-3/パワー-4/スタミナ-3/メンタル-4/テクニック-5】
前年までは獅子楽に所属しており、橘と共に「九州二翼」と呼ばれていたが、3年の4月に四天宝寺に転校。熊本弁を話す。性格は良くも悪くも自由人。長身で天然パーマ、左耳にピアスを付け、片方6kgの鉄下駄を履いている。獅子楽在学時、練習中に橘の返球が右目に直撃したのが原因で視力が低下しており、まだ完治していない。
「無我の境地」を自由に使え、積極的に使用している。さらに、無我の奥の三つの扉の一つ「才気煥発の極み」を使う。無我に強い興味を抱いており、大学病院で脳波を調べてまで研究するほど。
全国大会準々決勝では、S2で橘との嘗ての九州二翼対決が実現する。橘が目の怪我を気遣い、自身の死角に打たなかったことに気付いたことで「あばれ球」を返し勝利。その後、準決勝を前に退部届を渡したが、渡邊の気遣いにより準決勝D1で手塚と戦うために復帰する。試合は手塚も「才気煥発の極み」を使用し、自身の予言を全て上回られたために全く敵わず、敗北した。
『新-』での脱落タイブレークマッチでは金太郎が現れず不戦勝。5番コート所属時、3番コートとの総入れ替え戦D1では橘と「猛獣のような同調」を見せた。
神隠し
強烈な縦回転により打球が急激にホップするため視界から消えたかのように見えるショット。
石田 銀（いしだ ぎん）
声 - 高塚正也
身長 189cm 体重 82kg→84kg 誕生日 1月25日 血液型 O型
学年：3年 利き腕：左 プレイスタイル：アグレッシブ・ベースライナー
【スピード-1/パワー-6/スタミナ-2/メンタル-5/テクニック-2】
試合の前後に合掌する修行僧のような仕草から「師範」と呼ばれるスキンヘッドの巨漢。四天宝寺にはテニスの特待生として在籍している。
弟は石田鉄で、彼に「波動球」を教えた張本人。彼の放つ波動球には壱式から百八式までレベルが存在する。また、相手の波動球を無効化する術も身につけている。
全国大会準々決勝では謙也と組んで弟の鉄と対戦し、パワーで圧倒して途中棄権勝ち。準決勝ではS2で河村と対戦。驚異的な破壊力を持つ波動球を、河村が満身創痍になろうとも情け容赦なく打ち込み続けた。それは全力で立ち向かってくる相手に情けを掛けるのはかえって不敬であると考えたためである。その結果、自分の腕に負担がかかり骨折、棄権負けとなる。本来は冷静かつ礼儀正しい性格で、準決勝終了後は河村を見舞うため、彼の運ばれた病院を問う姿が見られた。
『新-』での脱落タイブレークマッチでは小春に勝利。一軍入れ替え戦ではデュークと対戦。百八式が通じず、デュークホームランで吹き飛ばされて、棄権負けを喫す。W杯中学生日本代表に選ばれる。W杯予選では「チーム梅」に選出され、スイス戦D1でデュークと組みアルバート・ランディペアと対戦。パワー勝負を繰り広げる中で、「裏波動球」を決めるが、これが相手ペアの本気を引き出してしまい敗北する。この試合で怪我をしており、そのまま代表を抜け、医療班に合流している。

波動球の威力は、壱式で河村の「ダッシュ波動球」と同程度で、参式では河村を空中に吹き飛ばし、弐拾壱式以降になると観客席の上部にまで吹き飛ばす程の威力がある。東京に帰郷した際に、足で鐘を突く南次郎を見かけて、打つたびに強くなる鐘音が波動球を開発するヒントになったという秘話がある。
裏（壱式〜百八式）波動球
『新-』で登場。合宿で習得した、従来の押す表の波動球とは逆の引く波動球。表と裏を合わせて216式になった。
忍足 謙也（おしたり けんや）
声 - 福山潤
身長 177cm→178cm 体重 63kg 誕生日 3月17日 血液型 B型
学年：3年 利き腕：右 プレイスタイル：カウンターパンチャー
【スピード-5/パワー-3/スタミナ-3/メンタル-3/テクニック-4】
忍足侑士の従弟。神尾をも凌ぐスピードでボールに追いつく事ができるほどの俊足が武器で、通称「浪速のスピードスター」。語尾に「っちゅー話や」を付けるのが口癖。
侑士とはよく電話で情報交換をしており、全国大会直前では互いに金太郎とリョーマを自慢しあった。全国大会準々決勝D2で石田銀と組み、神尾・石田鉄ペアと対戦。パワーアンクルを付けながらも神尾に優るスピードで圧倒する。神尾らが「猛獣のオーラ」を解放した後はパワーアンクルを外して本気を見せ、棄権に追いやった。準決勝ではD1に出場予定だったが、千歳に譲ったため出場していない。他校生では珍しく、リョーマから「ケンヤさん」と下の名前で呼ばれている。
『新-』での脱落タイブレークマッチでは白石に敗北。特訓で苦手なバランスを克服し、合宿復帰後、四天宝寺OBの平・原ペアに桃城と共に挑む。序盤は押されていたが、桃城の「ブラックジャックナイフ」で流れを引き戻し勝利。No.18のバッジを取得。
「海パンの王子様」にて、作者自身が表紙を描いた青い文学シリーズ『走れメロス』のメロスのモデルが彼であることをネタにしている。

金色 小春（こんじき こはる）
声 - 内藤玲
身長 170cm 体重 60kg→59kg 誕生日 11月9日 血液型 B型
学年：3年 利き腕：右 プレイスタイル：カウンターパンチャー
【スピード-3/パワー-1/スタミナ-3/メンタル-4/テクニック-4】
坊主頭に眼鏡をかけた老け顔。オネエ口調で話し、試合中はダブルスパートナーの一氏と肩を組みキスをしようとするなどの過剰なスキンシップを取ったり、他の男子選手にちょっかいを出して彼を怒らせたりしているが、全て演技である。しかし、一方で試合後や私生活においても男性に気があるような言動を繰り返すことがあり、とらえどころのない人物。海堂、神尾、真田を気に入っているらしい。
IQ200の天才で、対戦相手のデータは全て頭の中に刻み込まれており、乾以上のデータ量を誇るが、全国大会準決勝は海堂・桃城ペアに敗れた。
『新-』での脱落タイブレークマッチでは石田銀の「七式波動球」で吹き飛ばされユウジに激突し敗北。
お笑いテニス
一氏とのダブルスで見せる視覚的アプローチで相手を笑わせミスを誘い、隙を作らせて点を取るプレイスタイル。

一氏 ユウジ（ひとうじ ゆうじ）
声 - 熊渕卓
身長 168cm 体重 59kg→58kg 誕生日 9月11日 血液型 B型
学年：3年 利き腕：左 プレイスタイル：カウンターパンチャー
【スピード-3/パワー-2/スタミナ-3/メンタル-2/テクニック-3】
頭に鉢巻きのようにバンダナを巻いている。特技はモノマネ。小春に深い執着心を示し、彼が他の選手を気にかけると「浮気か?」「死なすど」と声を荒らげる。桃城から小春と友人以上の間柄ではないかと疑惑の目を向けられた際に特に否定せず、小春の肩を抱きながら彼と一瞬たりとも離れたことはないと回答したため、小春と合わせて「モーホー軍団」と呼ばれた。また、試合後も小春の尻を触ろうとしたり、好みのタイプに彼の名前を挙げるなどしている。同性愛者であり、小春に本気で惚れている。
『新-』では小春を心配し、財前を連れて合宿所を訪れるが、流れで脱落組に参加することになる。
モノマネテニス
得意のモノマネで対戦相手のプレイスタイル、技、仕草、さらには声まで真似をするプレイスタイル。嘘の掛け声でミスを誘うこともある。なお、相手が右利きでも真似した技は左のまま発動する。
財前 光（ざいぜん ひかる）
声 - 荒木宏文
身長 167cm→168cm 体重 57kg 誕生日 7月20日 血液型 A型
学年：2年 利き腕：左 プレイスタイル：オールラウンダー
【スピード-3/パワー-2/スタミナ-3/メンタル-4/テクニック-3】
渡邊曰く「天才」。左右の耳にオリンピックカラーの計5個のピアスをしている。先輩である小春と一氏に向かって何の躊躇いもなく「キモい」と言い放ったり、河村を「青学のお荷物」呼ばわりするなど毒舌家。「〜っすわ」と語尾に付けることが多い。
全国大会準決勝D1では千歳と組むが、手塚と千歳による変則シングルスとなり、試合開始直後に先取点を取ろうと二人の攻防に割って入ろうとするも全くついていけず、以降はコート外におり試合には参加しなかった。
OVAでは1年生の時に小石川とペアを組み、白石・謙也ペアと対戦。テニス経験1、2回にも関わらずほぼ一人で二人を押していたことが「天才」と呼ばれるきっかけとなった。
『新-』のU-17選抜には選ばれていたが、面倒くさいとの理由で辞退。しかし付き合いで一氏に同行した際、流れで脱落組に参加することになった。
3年生引退後は白石の後を継ぎ、部長に就任する。尚、四天宝寺の新副部長は不明である。

小石川 健二郎（こいしかわ けんじろう）
声 - 日野聡
身長 179cm 体重 70kg 誕生日 2月3日 血液型 O型
学年：3年（副部長） 利き腕：右
前髪を立たせ、サイドは刈り込んだ髪型が特徴。
冷静な判断力で部長の白石をサポートする。また、選手としてコートに立つことよりも、専らベンチでチームのために試合の状況や空気を読んで仲間に良きアドバイスをしている。
渡邊 オサム（わたなべ おさむ）
声 - 遊佐浩二
身長 177cm 体重 63kg 誕生日 3月6日 血液型 O型
年齢：27歳 利き腕：右
四天宝寺中テニス部監督。通称「オサムちゃん」。ノリが良く、部のスローガン「勝ったモン勝ちや!」を提唱したのが彼である。白石を部長に任命しガントレットを授けた他、小春と一氏にダブルスなら常に一緒にいるように命じるなど、彼らを変えた。無精髭に薔薇柄のチューリップハット、くわえ煙草など、一見中学校教師かつ運動部顧問とは思えない独特のセンスの持ち主。
名前の由来は劇場版の主題歌を担当したSCRIPTの佐々木收と渡邊崇尉から。

#### 比嘉中学校
沖縄県にある学校で、沖縄武術や海に潜って耐久力と忍耐力を付けるなど、沖縄ならではの練習方法を取り入れている。部員全員が沖縄武術の達人で「縮地法」という引力を利用して初動を見せずに瞬時に相手との距離を詰める移動法を使いこなす。個々の実力は高いが、勝利の為には非情で卑劣な行為を平気で行う面もある。九州大会で強豪・獅子楽を破って優勝したことで、全国大会ではダークホースとして一部で注目される。1回戦で六角と対戦し、「縮地法」で圧倒してストレートで破るが、2回戦の青学には逆にストレートで敗北した。オジイを攻撃した事で六角のメンバーからは敵視され、現在も和解していない（新23･5巻、231ページ参照）。
『新-』で催されているU-17日本代表選抜の合宿には木手・甲斐・田仁志・平古場・知念の5名が参加している。
日本代表には木手が選出された。
全員沖縄弁で話すため、訛りが激しい台詞は、横に共通語がカッコ書きされていた。
木手 永四郎（きて えいしろう）
声 - 新垣樽助 / 演 - 土屋裕一
身長 179cm 体重 72kg→70kg 誕生日 11月9日 血液型 A型
学年：3年（部長） 利き腕：左 プレイスタイル：オールラウンダー
【スピード-4/パワー-3/スタミナ-4/メンタル-4/テクニック-5】
沖縄武術の天才児を集め、今の比嘉中テニス部を作った張本人。リーゼントとアンダーフレームのメガネが特徴のクールな風貌をしている。甲斐とは幼馴染。
片足でも両足と変わらない生活が出来るほどの卓越したバランス感覚を持ち、「全方向への縮地法」が可能（通常は前後方向にしか動けない）。勝利の為には手段を選ばない非情なプレイスタイルで、「殺し屋」の異名を持つ。その一方で、早乙女監督による厳しい特訓を共に耐えてきた事もあって部員達からの信頼は厚く、部員達が使う技のほとんどは彼が伝授したものである。
全国大会2回戦のS1で手塚と対戦。序盤は「全方向への縮地法」で押していたが、手塚が「百錬自得の極み」を解放した後は全く敵わず、逆転負けを喫した。
『新-』での脱落タイブレークマッチでは甲斐を威圧し、不戦勝となる。一軍入れ替え戦では、君島の交渉術により一軍側に寝返るが、丸井の成長から勝機を見出し交渉を決裂する。その後丸井とも和解し、彼を庇い遠野の処刑法を受け続けた。W杯中学生日本代表に選ばれる。W杯予選では「チーム梅」に選出され、スイス戦D2で大曲と組みペーター・アンリペアと対戦。自身の縮地法と大曲の二刀流で試合を有利に進めるが、攻略法を見抜かれ試合に敗北する。
決勝戦のスペイン戦のメンバーを決めるトーナメントでは丸井と再びペアを組みD2に出場。初戦にて種ヶ島・白石ペアと対戦するも敗北した。

名前の由来はキテレツ大百科の主人公「木手英一」と沖縄民謡の「工工四」。
甲斐 裕次郎（かい ゆうじろう）
声 - 中村太亮
身長 175cm 体重 63kg→61kg 誕生日 8月27日 血液型 B型
学年：3年（副部長） 利き腕：左 プレイスタイル：カウンターパンチャー
【スピード-3/パワー-2/スタミナ-3/メンタル-3/テクニック-4】
帽子とネックレスを着用している。性格は気分屋でノリに流されやすいが、本気（マジ）モードになると手が付けられなくなる。木手とは幼馴染。通常は右手でプレイをするが、本気モードになると本来のスタイルである「サウスポー&裏手」を解放し、異色のプレイで相手を翻弄する。
全国大会1回戦ではS1で佐伯と対戦。「縮地法」に気づいたオジイに独断でボールをぶつけ（ペアプリVol.8、37ページ参照。原作では木手がオジイの助言に気付くシーンはあるが、木手や早乙女が甲斐にオジイにボールをぶつけるように指示する描写は無い）、六角や青学メンバーからの反感を買った。その後、佐伯による「縮地法」対策を打たれるも、6-4で勝利する。2回戦ではS2で菊丸と対戦し、裏手を解放するも惜敗。
『新-』での脱落タイブレークマッチでは木手に威圧され不戦敗となる。
海賊の角笛（バイキングホーン）
木手から教わった、裏手から繰り出される予測不能の高速ショット。裏手という持ち方を活かしてボールをギリギリまで引きつけてから打つことができる。
田仁志 慧（たにし けい）
声 - 上田燿司
身長 193cm 体重 106kg→114kg→116kg 誕生日 10月23日 血液型 A型
学年：3年 利き腕：右 プレイスタイル：サーブ&ボレーヤー
【スピード-3/パワー-5/スタミナ-1/メンタル-2/テクニック-3】
本作品には珍しい「デブキャラ」ながら、その巨体からは想像がつかない身軽な動きを見せる。また、「焼肉の王子様」では「トング食い」で大食いを披露、さらには全ての乾汁を飲み干すなど、テニスだけでなくフードファイトにおいても圧倒的な実力を誇る。
全国大会2回戦ではS3でリョーマと対戦。サービスゲームを「ビッグバン」でキープしていたが、その威力が衰えたところでエースを奪われ、最後は「COOLドライブ」を打ち返したものの、ラケットに当てた事で軌道が変わり顔面にテニスボールが当たってしまい、気絶して敗れた。
『新-』での脱落タイブレークマッチでは知念に敗北。脱落組の特訓によって別人のように痩せた姿を見せたが、合宿復帰後にリバウンドしてしまった。

平古場 凛（ひらこば りん）
声 - 吉野裕行
身長 172cm 体重 54kg→53kg 誕生日 3月3日 血液型 AB型
学年：3年 利き腕：右 プレイスタイル：アグレッシブ・ベースライナー
【スピード-4/パワー-3/スタミナ-3/メンタル-3/テクニック-4】
お調子者で自由奔放な性格だが、最後まで勝ち方にこだわる。肩までの金髪の長髪が特徴。
全国大会1回戦はS2で木更津亮に勝利。2回戦ではD2で知念と組み、不二・河村ペアと対戦。試合序盤に早乙女の指示で、スミレに故意にボールを当てようとしたが、河村に阻止される。中盤で再び早乙女に指示された時は、今までにない試合での面白さを感じるようになっていたため、命令を聞かずに試合を優先した。「飯匙倩」で翻弄し、マッチポイントで「大飯匙倩」を放ったが、それを不二に「蜻蛉包み」で返されてしまう。その後は「大飯匙倩」を使ったことで「飯匙倩」の威力が衰えてしまい、それまで空振りしていた河村にも返されるようになってしまった。試合も敗北。
『新-』での脱落タイブレークマッチでは東方に勝利するも、誰と試合したか認識していなかった。

知念 寛（ちねん ひろし）
声 - 末吉司弥 / 演 - 林伊織
身長 193cm→195cm 体重 60kg 誕生日 6月29日 血液型 A型
学年：3年 利き腕：右 プレイスタイル：サーブ&ボレーヤー
【スピード-4/パワー-4/スタミナ-3/メンタル-3/テクニック-2】
長身痩躯で頬がこけており、前髪の一部が白髪。どこか不気味な雰囲気を漂わせている。
全国大会1回戦の六角戦ではS3で登場。対戦相手の葵に「小さすぎて見えなかった」と言い放ち、「コードボール」を「縮地法」で難なく対応し、完勝。2回戦の青学戦ではD2で平古場と組んで不二・河村ペアと対戦。河村のロブの連発にしびれを切らして攻めに入るなど、せっかちな面が見られた。結果的に5-7で敗北。
『新-』での脱落タイブレークマッチでは田仁志に勝利。

不知火 知弥（しらぬい ともや）
声 - 井上優
身長 179cm→181cm 体重 75kg→77kg 誕生日 1月15日 血液型 A型
学年：3年 利き腕：右
比嘉の中でもダントツの肺活量と忍耐力を持っているが、乾・海堂戦では海堂の粘りの前に敗北する。1回戦では樹・首藤ペアに勝利している。
新垣 浩一（あらがき こういち）
声 - 加古臨王
身長 169cm 体重 54kg→55kg 誕生日 5月21日 血液型 O型
学年：2年 利き腕：左
不知火のダブルスパートナー。全国大会2回戦では乾・海堂ペアに敗北。
OVAでは原作と顔が異なっており、海堂の粘り強さに敵わず、スタミナ切れ及び熱射病と脱水症状により、棄権負けという形で敗北。
3年生引退後は木手の後を継ぎ、部長に就任する。尚、新副部長は不明である。
早乙女 晴美（さおとめ はるみ）
声 - 岩崎征実
身長 173cm 体重 70kg→73kg 誕生日 9月14日 血液型B型
年齢：41歳 利き腕：右
比嘉中テニス部監督。スキンヘッドで人相が悪い。教師とは思えない悪辣な言動が多く、部員達へ相手校の監督にボールをぶつける指示を出すこともある。全国大会2回戦ではS1を前に、1勝もできないレギュラー達に暴言を吐き顧問を降りようとしたが、激怒した木手にボールを打ち込まれた。
他校の顧問に対して迷惑を省みない行動を取っているが、スミレ達がスッポンを食べに行った際に彼も同行している。

### 上記以外の学校
『新-』で催されているU-17日本代表選抜の合宿には蔵兎座、門脇、リチャードの三人が参加している。
布川 公義（ふかわ きみよし）
声 - 木内秀信
学校：玉林中（東京都） 学年：3年 利き腕：右
泉 智也（いずみ ともや）
声 - 内藤玲
学校：玉林中（東京都） 学年：3年 利き腕：右
橘杏らとよくストリートテニスをしている玉林中のペア。リョーマ・桃城ペアに野試合では勝利したが、地区予選では「阿吽戦法」に敗北する。
九鬼 貴一（くき きいち）
声 - 竹本英史
学校：柿ノ木中（東京都） 学年：3年（部長） 利き腕：左
予選ブロックで青学に次ぐ2番手校・柿ノ木中のエース。手塚の左腕を強引につかみ「手塚負傷説」を広めた。立海（アニメでは地元高校）と何度も練習試合を組める実力者だが、地区予選準決勝で不動峰の伊武に負け、同時にチームとしても敗退。
決め台詞は「お前は決して弱くない。俺が強かっただけの話だ」。
福士 ミチル（ふくし みちる）
声 - 岸尾だいすけ
身長 170cm 体重 57kg 誕生日 6月15日 血液型 A型
学校：銀華中（東京都） 学年：3年（部長） 利き腕：右
洞察力に長け、狡猾に策を弄するのを好む策士。銀華のテニスコートで部員達と共に桜乃をいじめるが、同行していたリョーマ1人に部員全員が完敗。後に、心を入れ替えたと称して都大会に張り切って挑むが、青学とのあまりの実力差に怖じ気づき、都大会準決勝を仮病で棄権。関東大会では初戦で立海と対戦することになっていたが、青学の強さの秘密と勘違いをして盗んだ乾汁と、彼の作った銀華汁を混ぜて試合前に飲み、全員揃って腹を壊してしまい、棄権。
何事も気合と根性で乗り切ろうとする点は往年の「スポ魂モノ」の面影が見て取れるが、それが全て空回りし、失敗してしまう憎めないやられ役。
季楽 靖幸（きらく やすゆき）
声 - 下崎紘史
身長 165cm→166cm 体重 54kg→55kg 誕生日 11月21日 血液型 A型
学校：緑山中（埼玉県） 学年：2年（部長） 利き腕：右 プレイスタイル：オールラウンダー
通称「オキラクちゃん」。元プロ選手で現在緑山中テニス部のコーチを務める泰造の息子で、リョーマ同様「2世選手」。しかし勝負に対して非常に淡白で、試合中に「汗かくのあんまり好きじゃないんだ」と零す等、テニスに対してあまり情熱を持っていない。
関東大会2回戦で青学と対戦し、自身はS3でリョーマに完敗。これを契機に部員全員がテニスへの情熱に目覚め、来年は自分が勝つと宣言。その後、敗者復活戦で6位となり、全国大会出場を決めた。全国大会は初戦で敗退したが、自身はS1で勝利している。リョーマが記憶喪失となった際、堀尾達の招集に応じ、彼の記憶を取り戻すためコートに姿を現した。
アニメでは初戦で城成湘南に敗れているという設定で登場しないため、声優はゲーム『Smash Hit!』に準拠。
リリアデント・クラウザー（蔵兎座）
声 - 柿原徹也
身長 186cm→187cm 体重 73kg→74kg 誕生日 2月7日 血液型 AB型
学校：名古屋星徳中（愛知県） 学年：1年 利き腕：右 プレイスタイル：オールラウンダー
【スピード-3/パワー-5/スタミナ-2/メンタル-2/テクニック-3】
全国大会のために集められた7人の外国人留学生の内の1人で、強豪校を相手にすると一軍である彼らが登場する。金髪のロングヘアーで他のキャラクターにはない睫毛が特徴。
打球を地面すれすれから相手の直前ホップさせ、ボールを身体にぶつけるラフプレーを得意とするパワープレイヤー。その冷徹非道なプレイスタイルから「アイスマン」の異名を持つ。
チームは全国大会2回戦で山吹に勝利し、準々決勝も突破。そして準決勝の立海戦から一軍である留学生が登場し、S3・D2は圧勝する。自身はS2で切原と対戦。赤目モードとなった切原を寄せ付けなかったが、悪魔化した後は全く手が出せず、逆にコート上に捻じ伏せられて逆転負け。続くD1に敗れた後に、S3・D2の勝利は仁王を中心とした立海メンバーによる切原覚醒のためのペテンだということが発覚。S1も完敗し、ベスト4に終わった。
『新-』では、リリアデント蔵兎座（くらうざ）の名で日本に帰化し、日本代表候補の合宿に参加。脱落タイブレークマッチではリチャードを磔にし完勝。5番コート所属時、3番コートとの総入れ替え戦S3で中河内と対戦。「サザンクロス」で何度も磔にするもスタミナ切れで敗北。
サザンクロス
あらかじめ打球で相手側のバックフェンスを十字架の形に凹ませて「墓標」を作っておき、十字架状に分裂するショットで墓標に運んで磔にする技。
牛田 鉄夫（うしだ てつお）
声 - 髙木俊
誕生日 5月15日 血液型 A型
学校：六里ヶ丘中（愛知県） 学年：3年（部長） 利き腕：右
東海大会優勝校(OVAでは3位の扱い)・六里ヶ丘の選手。ヘアバンドをし、顔に傷のある見た目通りのパワープレイヤー。他校の悪口を笑いながら話すなど、性格は悪い。いざこざから草試合をする事になった海堂・柳生ペアと対戦。敗北はしたものの、データが取れたため満足していたが、後に入れ替わり作戦による偽のデータだった事が発覚。全国大会では2回戦で立海と対戦。宮瀬とD1で出場するも、切原・柳生ペアに惨敗。
宮瀬 智則（みやせ とものり）
声 - 吉野裕行
学校：六里ヶ丘中（愛知県） 学年：3年（副部長） 利き腕：右
牛田の相棒で、ギャハハと下品に笑う短髪の男。入院中の幸村に関して「悪化すればいい」と言い放つなど、牛田同様に性格が悪く、相手への挑発もお手のもの。全国的に知られるほどの情報収集力を誇る取材班を率いる、計算高い六里ヶ丘の参謀役。
大丸 大吉（だいまる だいきち）
声 - 藤原満
誕生日 7月30日 血液型 O型
学校：獅子楽中（熊本県） 学年：3年（部長） 利き腕：右
前年度全国大会ベスト4・獅子楽の選手。草試合でイップス状態の手塚に完勝するも、イップス克服後は手も足も出ず敗北。九州大会では比嘉に敗れている。全国大会では2回戦で氷帝と対戦し、自身はS1で跡部に惨敗。
門脇 悟（かどわき さとる）
身長 203cm 体重 95kg→93kg 誕生日 3月25日 血液型 B型
学校：牧ノ藤学院中（兵庫県） 学年：3年（部長） 利き腕：右 プレイスタイル：アグレッシブ・ベースライナー
前年度全国大会準優勝・牧ノ藤学院の選手。広島弁のような喋り方をする。中学生の中で一番背が高い。全国大会では2回戦で不動峰と対戦。「スーパーテニス」を披露するが、伊武にアッサリ敗れる。
『新-』での脱落タイブレークマッチでは橘に新たなスーパーテニスを披露するも一蹴され、「あばれ球」を顔面に喰らい棄権負け。
スーパーテニス
門脇独自のプレイスタイルだが、伊武からは「普通」、橘からは「茶番」と評されている。
萩 栄ノ進 (はぎ えいのしん)
学校：牧ノ藤学院中（兵庫県） 学年：3年
牧ノ藤学院のエース。近畿大会では金太郎に敗戦。全国大会2回戦は試合前に相手が「九州二翼」で元獅子楽中の橘であることに気づき、動揺していた。試合も完敗。
リチャード・坂田（りちゃーど・さかた）
声 - 津田英佑
身長 168cm→169cm 体重 51kg→53kg 誕生日 1月28日 血液型 AB型
学校：聖イカロス中（山形県） 学年：3年（部長） 利き腕：右 プレイスタイル：カウンターパンチャー
日系イギリス人。交換留学生だったが今年から正式に聖イカロスへ入学した。ローマ字表記の笑い声を発し、ドレッドヘアーに褐色の肌という外見からは想像できない山形弁で喋る。
全国大会の抽選会場で手塚に足を掛けようとした。本戦の1回戦では山吹と対戦。「みちのくの流れ星（シューティングスター）」の異名の如く俊足の走りを披露したが、動体視力をアップした千石には敵わず、敗北。
『新-』での脱落タイブレークマッチでは蔵兎座に足を掛け挑発するもそれが怒りを買い、フェンスに磔にされ完敗。
北園 寿葉（きたぞの ことは）
声 - 金井真理子
身長 158cm 体重 ヒミツ 誕生日 11月8日 血液型 AB型
学校：椿川学園中（北海道） 学年：2年
椿川学園中テニス部の女子マネージャー。北海道弁で喋る。全国大会直前に、リョーマの弱点を調べるためファンを装って青学に潜入。他のレギュラーは騙せたものの、肝心のリョーマには正体を見破られてしまった。全国大会でも1回戦の相手である氷帝にファンを装って近付くが、またも跡部や忍足に正体を見破られた。チームとしてもその氷帝にストレート負けした。ファンを装う際に手作りのクッキーや弁当を用意するなど、料理が得意なようである。
OVAでは標準語で話し、名前のない跡部ファンの女子中学生として登場する。

### 越前家
南次郎が住職をしている寺内の家に住んでいる。テニスコートがあるほど庭は広く、また家ではカルピン（声 - 中川玲）というヒマラヤンの猫（3月生まれの2歳♂）を飼っている。
越前 南次郎（えちぜん なんじろう）
声 - 松山タカシ、植木誠（中学生時） / 演 - 岸谷五朗
利き腕：右
リョーマの父親。性格は陽気で子供っぽく、スケベ。寺の縁台や鐘楼でグラビア雑誌を読むのが日課である。喫煙者。カルピンをよくからかうが、逆に噛まれたり引っ掻かれたりしている。口癖は「まだまだだな」であり、リョーマの口癖である「まだまだだね」の元となっている。現役からは退いたのちも依然として筋肉質の引き締まった肉体を保っている。
青学テニス部OBで、リョーマと同じくスミレに師事していた。アメリカ留学中に倫子と出会い結婚し、リョーマを授かった。
現役時代は「サムライ南次郎」と呼ばれ、世界を相手に37戦全勝（グランドスラムはケガがもとで逃している）した元プロ選手。世界ランク1位を目前にプロ転向後1年半で引退し、現在は臨時で寺の住職をしている。彼が引退を決めたのはリョーマが世界の強豪以上に手強いライバルとなり得ると予見したからである。現役を退いて十数年経過した今でも腕は衰えておらず、リョーマを毎回試合で叩きのめしながらも、同時に彼が自身を超え、いつか自身を倒せる選手に成長する事を望んでいる（所謂「でっけえ夢」)。テニス界では引退した今でも知名度は高い。リョーマの試合並びにテニスは今や積極的に観戦しないが､自身の過去の因縁（例=対山吹中にて山吹中の監督が伴爺だった等）を伝え聞いた際には勇み足で駆けつけここでも不審人物として扱われている。
両目を瞑っていても試合をする事が可能。「サムライゾーン」を始め、リョーマの「ツイストサーブ」や一本足での「スプリット・ステップ」は自身のコピー。また、リョーマと同様に、二刀流の使い手であり、アニメではフォアに比べてあまりにも鈍いバックハンドストロークをカバーするためにし始めたことが描写されている。28年前に「天衣無縫の極み」を開いた人物だが、「「天衣無縫の極み」は誰でも開ける可能性がある」と話している。
原作に比べ、アニメでは頻繁に登場している。リョーマの父親で有名な元プロである事自体は早い段階で明かされているが、身分を明かしていないため青学の選手からは「不審人物」として扱われており、リョーマの父親としては認識されていない。
「新」では､日本代表に戻ったリョーマとアメリカ代表を離脱したリョーガが対決するのを止めるべく開催地であるオーストラリアに急行する。その際、リョーガから出迎えを受け「サムライ南次郎の底が知りたい」と言われる。
またスペイン代表の監督でもある。決勝ではスペイン代表監督として試合を観戦してたが、S2のリョーマvsリョーガ戦の途中で脳動脈瘤によって突如倒れてしまい、病院に緊急搬送され治療によって一命は取り留めた。
越前 倫子（えちぜん りんこ）
声 - 中尾友紀、皆川純子（竹内倫子、129話以降母親役も兼任）
リョーマの母親で南次郎の妻。旧姓、竹内（たけうち）。若い頃は勝気で行動的な性格だった。
弁護士を目指しアメリカに留学していた時南次郎と出会い、とある事件をきっかけに次第に惹かれあい、結婚した。当時はテニスをしており、リョーマ同様FILAのブランドを愛用していた。
原作・アニメ共にリョーマが中学1年の現在の顔は一度も描写がなく、後ろ姿のみ。
劇場版3作目、『リョーマ!』では髪型は三つ編みであり、どこか桜乃と似ている容姿である。
菜々子（ななこ）
声 - 水野理紗
リョーマの従姉であるロングヘア美人の女子大生。学校が自宅から遠いため、越前家に下宿している。

### その他の登場人物
井上 守（いのうえ まもる）
声 - 郷田ほづみ
利き腕：右
「月刊プロテニス」の記者。30歳。学生テニスの取材に力を入れている。会社のテニス部所属であり、南次郎曰く「なかなかの剛球を打つ」。南次郎の大ファン。
原作では青学の試合にはあまり登場しないが、アニメでは毎試合のようにその場で取材しており、一緒になって勝利を祝っている。
芝 砂織（しば さおり）
声 - 並木のり子
井上の後輩。方向オンチでミーハーな女性の新人記者。22歳。緑山に冷淡にあしらわれて不快感をあらわにしたり、アニメでは海堂の写真に誤ってリョーマの名を冠したまま発行したりとドジで大人気ない部分もあったが、徐々に成長していく。
不二 由美子（ふじ ゆみこ）
声 - 甲斐田ゆき
不二兄弟の姉。24歳。占い師で千石が持ち歩いている占いの本の著者。微笑みが絶えない美人で、周助曰く化粧に1時間はかかる。裕太の好物であるラズベリーパイを焼くのが得意。
河村の父
声 - 木内秀信 / 演 - 渡辺哲
河村隆の父親。江戸っ子気質で、豪快な性格。「かわむらすし」店主で、寿司屋の手ぬぐいは彼がデザインしている。全国大会準決勝では息子の試合に駆けつけた。
堀尾 純平（ほりお じゅんぺい）
声 - 山崎樹範
堀尾聡史の兄（OVAでは従兄）。21歳。お人好しで優しい。自称サイクリング歴2年で、自転車で日本一周するのが夢。
静岡で不良に脅されていた所を金太郎に助けられる。金太郎とは東京で別れるが、全国大会準決勝の会場で再会し、リョーマとの一球勝負をするきっかけを作った。
亜久津 優紀（あくつ ゆうき）
声 - 寺田はるひ
亜久津仁の母親。33歳だが、見た目は実年齢以上に若い。そのため、青学のメンバーからは河村の彼女と間違われた。職業は喫茶店のウエイトレス。シングルマザー。たいへんな親バカで、息子を可愛がっている。河村に自らを「優紀ちゃん」と呼ばせている（河村曰く「そう呼ばないと怒る」らしい）。
季楽 泰造（きらく たいぞう）
全日本選手権を4連覇した元プロ選手で、現在は緑山中の特別コーチ長を務めている。高瀬曰く、関東大会当時の乾の超高速サーブよりも速いサーブを打てる。
南次郎を「南次郎先輩」と呼ぶ。テニスの楽しさを分かち合いたい一心で息子の靖幸に2歳からテニスを教えていたが、徐々に彼のテニスへの情熱が薄れていくことに危機感を持ち、同時に自分が良かれと思ってした教育は息子のためにはならなかったのではないかと苦悩していた。南次郎の放った一言がきっかけとなり、苦悩から開放される。英才教育の面でも、南次郎には頭が上がらない様子。
千歳 ミユキ（ちとせ みゆき）
声 - 佐藤利奈
身長 138cm 体重 32kg 誕生日 7月25日 血液型 B型
利き腕：左
千里の妹。小学4年生（OVAでは小学6年生）。兄の服と同じ柄のキャップを愛用し、棒つきのキャンディをよく舐めている。口癖は「〜だっちゃ」。
宮崎で療養中の手塚に出会う。手塚を「ドロボウの兄ちゃん」と呼ぶ。強気な性格で根性と度胸もあり、腕前も大会に出場できるほどだが、一時期イップスに悩まされていた。イップス状態の手塚にリンチまがいの試合を仕掛けた獅子楽中テニス部員に怒り、立ち向かったことでイップスを克服。同時に手塚のイップス克服の契機を作った。
佐々部（ささべ）一家
声 - 松本吉朗（長男、三男）、小村哲生（父）、板倉光隆（次男/順一） / 演 - 篠田光亮（長男）
身長 186cm 体重 81kg 誕生日 11月16日 血液型 B型（順一）
利き腕：右（順一以外全員）、左（順一）
長男は、当時小学六年生のリョーマに電車内での振る舞いとラケットの握り方について指摘された高校生。北高テニス部部長。試合会場で再会し、因縁をつけて試合に持ち込むが、右手でのリョーマに敗れた。原作での出番は一度限りだが、アニメでは後述の父が登場したテニスクラブの回でも登場している。
父は、テニスクラブの常連。コーチであるカチローの父を見下す身勝手な人物。バカにしていた「青学1年生レギュラー」のリョーマに惨敗し、肉離れを起こした。アニメでは元インターハイ準優勝の実績があり、プレースタイルはどんなショットにも追いついていける絶対的な自信があり、その事から「目黒のゴールデンレトリバー」の異名を持つベースライナー。リョーマとの試合内容も描かれ、1ゲームを先取したものの、試合中に戦力分析しながら徐々に体を温めてたリョーマに弱点を見抜かれ敗北。
三男は、柿ノ木坂東中テニス部部長。シューズをうっかり踏んだ桜乃からクリーニング代を強請り取ろうとし、それを窘めた橘杏に平手を喰らわせるが、通りかかった桃城にラリアットをかけられ退散する。
次男は『新-』に登場する佐々部順一。リョーマや真田達中学生になにかと因縁をつけていたが、最終的には負け組中学生を援護する形となった。
一家そろって典型的なヒール。

## 新テニスの王子様

### 日本代表
全国大会終了から数ヶ月後、高校日本代表候補（U-17選抜）の合宿に中学生50名が招集される。なお、昨年までに中学生を代表合宿に招集した事例はない。
招集されたのは、青学から9名、立海から8名、氷帝から8名、四天宝寺から6名、比嘉から5名、山吹から4名、不動峰から3名、六角から2名、聖ルドルフから2名、名古屋星徳から1名、牧ノ藤から1名、聖イカロスから1名。
ユニフォームは全員統一されているが、ジャージの色がランクに応じて3種類に分かれている。「赤」は一軍の証で、さらに1〜20までのランクナンバーの書かれたバッジが付与される。「白」は二軍メンバー。「黒」は正規の合宿から脱落するも三船の特訓により這い上がってきた革命軍。なお、W杯本戦では高校生代表が赤ジャージ、中学生代表が白ジャージ、医療班は白と水色のジャージ（アニメでは赤）を着用する。
日本代表は世界ランキング23位。W杯予選ではスイス、ギリシャ、オーストラリアと同じグループに属し、スイスにのみ敗れる。決勝トーナメントでは初戦でアラメノマに不戦勝。準々決勝でフランス、準決勝でドイツに勝利。決勝ではスペインと対戦。

#### 一軍

##### 上位メンバー（Genius10）
平等院 鳳凰（びょうどういん ほうおう）
声 - 安元洋貴
身長 189cm 体重 74kg 誕生日 7月4日 血液型 A型
学校：牧ノ藤学院高等学校（兵庫県）出身中学校：牧ノ藤学院中学校（兵庫県）
学年：高3（部長） 利き腕：右 プレイスタイル：オールラウンダー
No.1。一軍のリーダー格。癖のある金髪と無精髭が特徴。尊大な性格であり、高校生離れした風格と貫禄を持つ。額には鬼との試合でついた古傷があり、普段はヘアバンドで隠している。中学時代から世界各国で武者修行してきたため、国をイメージした技を多く持つ。自身を慕う者からは「お頭」と呼ばれる。
2年前に鬼と対戦を行い、互角の勝負を行うが鬼神となった鬼に敗北。崖の上送りとなり、打倒鬼を掲げ血の滲むような訓練を積んだ結果、異次元のような強さを手に入れた。その後のフランス大会では、地元フランス代表のデュークの妹のクロエを落ちてくる屋根から身を挺して守り、大きな傷を負った状態でデュークと対戦し敗北（背中の傷は鬼でも知らなかった模様）。日本はフランス代表を2勝2敗で追い込むも敗れ、グループリーグ敗退になり全責任を追うが、この男気がデュークが日本代表になるきっかけになった。しかし「義で世界は獲れない」ことも悟り、同じ代表メンバーであっても全力で潰しにかかるなど日本を強くするためには手段を選ばないようになる。フランス大会後は三船の指示で、デュークと共に自身の心を折る程の強敵を世界中で探し出して試合をしていった。
革命軍団の番狂わせで調子づいた中学生の姿に刺激され、日本代表総入れ替え戦を実行。「光る球」で、試すように徳川とリョーマの練習後を襲った後、一軍入れ替え戦で徳川と対戦。ほぼ互角の試合展開を見せるが、最終的に徳川は意識を失い棄権となり勝者となった。W杯予選では「チーム梅」で主将を務め、スイスのアマデウスを相手にオーダー変更をしてS3に出場しようとしたが、当初の予定通りに亜久津を出場させたため出番なし。
準決勝のドイツ戦では、S1でボルクと対決。第1セットを落とし精神的にも追い詰められ心が折れかけ敗北寸前にまでなるが、勝つために自身のテニスを破壊して進化させるために精神レベルを意図的に弱くしており、精神力の強さで乗り換えて蘇ったことで「海賊」を進化させ、ボルクと互角に渡り合い第2セットを取り「阿羅耶識」を発動させ、死闘の末に勝利を果たし、日本の決勝進出を決めた。試合のダメージから数日は絶対安静を言い渡されるが、決勝スペイン戦メンバー決定トーナメントにD1で正体バレバレのマスクマンH､マスクマンJとして鬼と出場、新技「ワープ」を披露した越知・毛利ペアに敗北。

種ヶ島 修二（たねがしま しゅうじ）
声 - 上山竜治
身長 184cm 体重 71kg 誕生日 5月29日 血液型 A型
学年：高3（副部長） 利き腕：右 プレイスタイル：オールラウンダー
学校：舞子坂高校（京都）　出身中学校：舞子坂中学校（京都）
【スピード - 5 /パワー - 5 /スタミナ - 5 / メンタル - 7 /テクニック - 6】
No.2。色黒の肌と銀色の巻き毛が特徴。関西弁を話し、飄々とした雰囲気で相手を自分のペースに巻き込む曲者。飛行機が嫌いという理由で唯一一軍の海外遠征に参加せず、その間は1番コートに所属し白ジャージを着ていた。中学時代は京都の強豪である舞子坂中学校に所属しており、入江とは中学時代の同級生であり、同じ高校。白石を「ノスケ」、赤也を「赤福」、鬼を「ジュウ」、リョーマを「リョマ吉」と呼ぶなど独特の呼称を使う。
一軍入れ替え戦では大曲と組み、真田・亜久津ペアに勝利。その後はオーストラリアへ船で向かったためプレW杯には参加せず、後に合流した。
W杯予選では「チーム松」の主将に選出され、ゼウスに怯える白石に代わってギリシャ戦S3に出場。ゼウスの試合を支配する力に圧倒されるも、ペットボトルのキャップを掌に忍ばせる手法でゼウスの意表をつき、勝利を収めた。
決勝トーナメントでは準決勝のドイツ戦で切原とペアを組み、ジークフリート・ビスマルクペアと対戦。「未生無」「不会無」を披露し、さらに試合終盤で「更互無」を完成させ、勝利した。
決勝の出場メンバーを決めるトーナメント戦では高校生の出場枠のことを考えて、白石とダブルスを組んでD2に出場。1回戦では木手・丸井ペアを退け、続く2回戦では大曲・遠山ペアと対戦。「無」の対策をしていた大曲と遠山に「不会無」を破られ敗北し、決勝への出場はならなかった。だが平等院によると、もし勝ったら自身と自身が育てた白石が出られて、負けても自身の相棒である大曲の晴れ姿を見られることから、どっちの結果だったとしても種ヶ島の勝ちであったとのこと。

デューク 渡邊（でゅーく わたなべ）
声 - 檜山修之
身長 192cm 体重 88kg 誕生日 2月1日 血液型 O型
学年：高3（副部長） 利き腕：右 プレイスタイル：アグレッシブ・ベースライナー
学校：牧ノ藤学院高等学校（兵庫県）　出身中学校：ソルボンヌ・ヴィエネッタ（フランス）
【スピード-5/パワー-7/スタミナ-5/メンタル-5/テクニック-5】
No.3。常に絶やさない笑みと、モヒカン頭と髭が特徴。フランス人とのハーフ。屈強な体格をしており、日本代表No.1のパワーの持ち主。口癖は「ですなぁ」。平等院とは同じ高校。
2年前のフランス大会時には、フランス代表メンバーで、「破壊王（デストロイヤー）」と言う異名でフランスのエースとして恐れられていた。自身の対戦相手であった平等院が試合直前にケガをしてまでも妹のクロエを救ってくれたことに恩義を感じ、共に戦いたいと日本代表になる。
一軍入れ替え戦で石田銀と対戦し、「デュークホームラン」で吹き飛ばし、棄権に追い込んだ。プレW杯ドイツ戦では第1試合で不二周助と組み、ビスマルク・ジークフリートペアと対戦。「デュークホームラン」でジークフリートを戦闘不能にした。その後本気を出し本来の優しいテニスで流れを作り接戦の末に貴重な勝ち星を手に入れた。W杯グループ予選ではスイス戦の「チーム梅」に選出され、D1に石田銀と出場し、石田をサポートするも敗れた。
決勝リーグ・フランス戦ではメンバーに選出される。S1に出場する予定であったが、S2で決着がついたため出番は無かった。準決勝のドイツ戦ではD2に仁王と共に出場。ダンクマール・ベルティペアと対戦する。序盤は仁王のイリュージョンもあり、優位に進めるも終盤に窮地に立たされた時に、「共鳴」が発動。最後は仁王を「デュークホームラン」で飛ばして勝利を果たした。
スペイン戦のメンバーを決めるトーナメントではS1で出場し、1回戦で仁王と対戦。イリュージョンを使わない仁王相手に完封する実力を見せ勝利する。決勝では徳川と対戦し、自分にとって学生最後の世界大会の大一番でもあったことから、勝ってS1で出場する為に全力で徳川と戦い、封印していた「破壊の魔神」を召喚し徳川の「阿修羅」を破壊するも最後まで「義」を貫き通した徳川に一歩及ばず敗北した。

プレイボール
能力共鳴（ハウリング）
破壊（デストロイ）
創造（シェフウング）
破壊の魔神
平等院の「海賊」や鬼の「鬼神」、徳川の「阿修羅」同様、別次元のテニスを展開するときに使用する。ブラックホールすら効かないほどのパワーを持つ。
霧谷ハイジ（きりたに はいじ）
元No.4。マカオでリョーガと対戦したが能力を奪われ敗北したためリョーガと入れ替わる形となった。
加治 風多（かじ かぜな）
身長 175cm 体重 60kg 誕生日 2月5日 血液型 B型
学年：高3 利き腕:右 プレイスタイル：サーブ&ボレーヤー
【スピード - 7 /パワー - 5 /スタミナ - 5 / メンタル - 4 /テクニック - 5】
No.5。左目の下の泣きボクロが特徴。本来のNo.5である鬼が二軍の底上げで外れたため、後釜として入った。日本代表入れ替え戦直前、鬼に敗北しバッジを奪われる。その後、W杯予選で負傷した遠野の代わりに決勝トーナメントで日本代表のNo.8に選ばれる。

大曲 竜次（おおまがり りゅうじ）
声 - 相原嵩明
身長 180cm 体重 72kg 誕生日 10月27日 血液型 A型
学年：高3（部長） 利き腕：両方 プレイスタイル：アグレッシブ・ベースライナー
学校：小口北商業高校（群馬）　出身中学校：大口南中学校（群馬県）
【スピード - 5 /パワー - 5 /スタミナ - 7 / メンタル - 3 /テクニック - 6】
No.6。ヒッピー風の顔つきにダボダボのジャージが特徴。日本代表No.1のスタミナの持ち主。語尾に「〜し」を付けて話す。気だるそうな雰囲気とは裏腹に、図書室で所定の位置に本を戻さなかった亜久津と悶着を起こすなど几帳面。合宿に招集された中学生たちを快く思っていない。
一軍入れ替え戦では種ヶ島と第5試合に出場、「二刀流」を披露し亜久津・木手ペアに勝利した。W杯予選では「チーム梅」に選出され、スイス戦D2に木手と出場。ペーター・アンリペアに敗れた。
決勝出場メンバーを決めるトーナメントには、白石から遠山のことを頼まれたことで遠山とD2で出場。幸村・柳ペアを退け、種ヶ島・白石ペアと対戦。2年前に種ヶ島に負けてから行っていた「無」を攻略する為の特訓と遠山が試合の中で徐々にダブルスに慣れていき、ダブルスの才能が開花したことによって勝利。試合後に平等院から相棒の種ヶ島の考えを聞くと涙を流していた。
決勝では金太郎とダブルスを組み、D2でマルス＆セダペアと対戦するが、敗北する。
二刀流
パートナーのラケットを借りて二本のラケットで戦うプレイスタイル。
荒仕虎
相手がどちらに動くかを瞬時に判断し、2本のラケットを使用してどちらを使用するか読ませない戦術。
三寸鬼瓦
空気の振動で打球の位置を把握する技。「已滅無」対策の技。
双竜掻き落とし
ラケットを2本使用して滞空時間の長い打球に対してスマッシュを打てるようにする技。「未生無」対策の技。
君島 育斗（きみじま いくと）
声 - 細貝圭
身長 179cm 体重 63kg 誕生日 3月7日 血液型 AB型
学年：高3 利き腕：右 プレイスタイル：オールラウンダー
学校：イーストビバリーヒルズハワイ校（ハワイ）　出身中学校：慶修院中等部
【スピード-5/パワー-4/スタミナ-4/メンタル-7/テクニック-5】
No.7。メガネをかけた知的な雰囲気の持ち主。芸能活動も並行しており、テレビCMにも出演している。相手を錯乱させるなど話術に長け、「コート上の交渉人」の異名を持つ。
一軍入れ替え戦では遠野と組み、木手・丸井ペアと対戦。暴力的なテニスをする遠野とのペアを解消したがっていた君島は、木手を味方につけて遠野の選手生命を奪おうと画策。木手には試合最中に裏切られるも、その裏で君島は丸井とも交渉しており、彼を使い遠野の膝を負傷させることに成功。試合にも勝利した。
しかし他の者とペア組む中で、遠野のテニスへの執念が自身を補い高めていた事に気づき、以後関係を修復しようと試みている。
W杯決勝トーナメントの準々決勝フランス戦にはD2で出場。種ヶ島からの頼みもあって、世界との壁の差と自身のプレイスタイルの限界を感じていたパートナーの白石を「君島抒情詩」を使いフォローし、巧みなゲームメイクを見せるも敗れた。
決勝出場メンバーを決めるトーナメントには、本来出場権のない遠野とD1で出場。越知・毛利ペアに敗北。
君島抒情詩（リリック）
「一つ…水面のように」や「一つ…蜘蛛の巣のように」、「一つ…城壁のように」など「一つ…○○」に因んだ技術を披露する技。13の抒情詩がある。
遠野 篤京（とおの あつきょう）
声 - 片山裕介
身長 184cm 体重 70kg 誕生日 4月27日 血液型 AB型
学年：高3（部長） 利き腕：右 プレイスタイル：アグレッシブ・ベースライナー
学校：聖シャルル学園高等部（青森）　出身中学校：聖シャルル学園中等部（青森）
【スピード-5/パワー-5/スタミナ-4/メンタル-4/テクニック-7】
No.8。長髪でヘッドバンドを付けている。プレイヤーにボールを当てる行為を平然と行うなど気性が荒く、「コート上の処刑人」の異名を持つ。好きな処刑人はヨハン＝シャルル＝ステファノプロス。得意技は、体の各急所に打球を当てる13の「処刑法」で、全てを喰らった相手は全身が麻痺し指1本すら動かせなくなる。
一軍入れ替え戦では、木手を処刑するも丸井に古傷の左膝を狙われ再起不能となる。過酷なリハビリを経て後に復帰している。
W杯予選では「チーム松」に選出され、ギリシャ戦D1に切原と出場。ステファノプロス兄弟相手に「処刑」を順調に進めていたが、「願いの皿割り」を受け、再び膝を故障。試合には勝利したが、決勝リーグでは試合を行えない状況となり医療班メンバーとなる。一軍入れ替え戦の負傷は君島が仕掛けたものと知っていたが、関係を修復したがる君島の気持ちに理解を示している。
決勝戦出場メンバーを決めるトーナメントには本来出場権がないが、No.8として日本代表の実力底上げのために監督に直訴して君島とD1で出場。越知・毛利ペアに6－7で敗北する。

越知 月光（おち つきみつ）
声 - 川上貴史
身長 226cm 体重 103kg 誕生日 8月15日 血液型 A型
学年：氷帝学園高等部3年（部長） 利き腕：右 プレイスタイル：カウンターパンチャー
学校：氷帝学園高等部（東京）　出身中学校：氷帝学園中等部（東京）
【スピード-6/パワー-4/スタミナ-4/メンタル-7/テクニック4】
No.9。氷帝学園中元部長で、中3当時、氷帝の名を全国に名を知らしめた張本人。前髪で両目が隠れており、銀に青のメッシュが入った髪色をしている。冷静な判断力を持ち、眼光で油断した相手の精神を容赦なく破壊することから「精神の暗殺者（メンタルのアサシン）」と呼ばれる。一軍で最長身を誇る。元々はNo.4だった。本作で最も身長が高い。
一軍入れ替え戦で毛利と組み、跡部・仁王ペアと対戦。リードされても動じない佇まいからのひと睨みで、跡部のプレイを狂わせ、最終セットまで持ち込むが、跡部と仁王が同調を発動したことで敗北。自身と毛利のバッジを二人に託した。試合では敗れたが毛利と共にW杯日本代表に選ばれている。
W杯予選では「チーム松」に選出。大石と共にギリシャ戦D2に出場し、ヘラクレス・エヴァゲロスペアと対戦。6割制限を外した本気の「マッハ」を使用し、大石の目を瞑らせた上でエヴァゲロスの精神を破壊、そして大石のダブルスの才能が開花したことによって勝利を収めた。
決勝出場メンバーを決めるトーナメントには毛利と組んでD1に出場。君島・遠野ペアを下し、マスクマンＨ・マスクマンJペアと対戦。ダブルスパートナーの素質を最大限に引き出す天性の才能で毛利と「能力共鳴」を起こし、最後は「ワープ」で勝利。決勝出場を決めた。
W杯決勝戦ではD1で毛利とダブルスを組み、フリオ・バンビエーリペアと対戦。
マッハ
長身を生かした、反応することすら困難なほどの速さを誇るサーブ。プロ選手を凌ぐと言われ、誰もセカンドサーブを打ったところを見たことがないほどの正確無比さを誇る。グランドスマッシュでも放つことも可能。
ワープ
「マッハ」を超える速さを誇るサーブ。「マッハ」にシンカー回転を加える事で、「マッハ」とは別の軌道になる。
同調（シンクロ）
能力共鳴（ハウリング）
静寂（シュティレ）
夢想月夜（トロイメライトゥナハト）
4種の能力共鳴（『空』の共鳴・『天空支配』、『雲』の共鳴・『雲散幻想』、『星』の共鳴・『流星連鎖』、『月』の共鳴・『万寿風月』）
明晰夢双（クラールトラオムコントロレ）
毛利 寿三郎（もうり じゅさぶろう）
声 - 野島健児
身長 191・63cm 体重 83・02kg 誕生日 1月3日 血液型 B型
学年：立海大附属高校1年 利き腕：右 プレイスタイル：オールラウンダー
学校：立海大附属高等部（神奈川）　出身中学校：四天宝寺中学校（大阪）→立海大附属中学校（神奈川）
【スピード-5/パワー-4/スタミナ-4/メンタル-6/テクニック5】
No.10。立海大附属中OBで、その前は四天宝寺中に在籍していた。父子家庭。兵庫県出身であり、播磨弁で喋る。サボリ癖が多いが天性の才能を持つ実力者で、前年の全国大会で謙也を全く寄せつけずに勝利している。高校進学後も才能に胡坐をかきサボリ癖は治らなかったが、関東大会での越知との試合で完敗を喫し、怪我も負ってしまう。大した怪我ではなかったもののテニスを辞めるつもりでいたが、病院で受診した際、自分とは対照的にテニスをするために必死にリハビリに取り組む幸村の姿に感化され、以後は今までのことを反省して努力を重ね、秋の関東大会個人戦で1セットも落とさず優勝し、日本代表の招待状が届くまでになった。幸村のことも気がかりだったようで、中学の全国大会も観戦に訪れていた。日本代表選抜後は、サボリ癖の過去から越知とペアを組まされ、「超高校級ダブルス」と呼ばれるまでになる。平等院や鬼からは次代の日本代表を担う逸材といわれている。
一軍入れ替え戦では関節を外し、「跡部王国」を攻略した。W杯決勝リーグ・フランス戦ではメンバーに選出されD1に柳と出場。前述のこともあり柳とはギスギスしていたが誤解が解け、本来の柳の相手を使ったダブルスを展開し、自身も本気の「寝る」を駆使してデータを収集する柳を徹底的にサポートした。
W杯決勝戦ではD1で越知とダブルスを組み、フリオ・バンビエーリペアと対戦。
レム
ゾーンに似たようなもので睡眠状態のため、雑念など皆無で自然体で極限の集中力をみせる。数秒で到達することが出来る。
睡眠テニス
同調（シンクロ）
能力共鳴（ハウリング）
睡眠（シュラーフ）
夢想月夜（トロイメライトゥナハト）
４種の能力共鳴（『空』の共鳴・『天空支配』、『雲』の共鳴・『雲散幻想』、『星』の共鳴・『流星連鎖』、『月』の共鳴・『万寿風月』
夢（トラオム）
明晰夢双（クラールトラオムコントロル）

##### 下位メンバー
不破 鉄人（ふわ てつひと）
声 - 八代拓
身長 178cm 体重 73kg 誕生日 2月8日 血液型 A型
学年：高2 利き腕：左 プレイスタイル：アグレッシブ・ベースライナー
【スピード-5/パワー-3/スタミナ-4/メンタル-6/テクニック5】
No.11。目隠しをしながらプレーすることができる。二軍戦では幸村と対戦。「鏡像の瞳」で五感を奪う現象を跳ね返したつもりだったが、幸村には通用せず敗北。バッジを奪われる。
鏡像の瞳
自身の瞳で相手の目を見ることで自分に起こった現象を相手に跳ね返す技。
伊達 男児（だて だんじ）
声 - 菅野勇城
身長 190cm 体重 84kg 誕生日 8月3日 血液型 O型
学年：高3 利き腕：左 プレイスタイル：アグレッシブ・ベースライナー
【スピード-4/パワー-6/スタミナ-5/メンタル-5/テクニック-3】
No.12。額の十字傷が特徴。二軍戦では伴と組み、中河内・都ペアに勝利したのち、河村・樺地ペアと対戦。二人のパワーを認め、自身と伴のバッジを二人に託す。試合には敗れているがNo.11として日本代表に選ばれている。

伴 力也（ばん りきや）
身長 185cm 体重 82kg 誕生日 7月19日 血液型 O型
学年：高3 利き腕：右 プレイスタイル：カウンターパンチャー
【スピード-3/パワー-6/スタミナ-5/メンタル-4/テクニック-3】
No.13。樺地とたやすく打ち合えるほどのパワープレイヤーであり、対戦相手を徹底的に追い込むプレーを得意とする。河村の「二拾五式波動球」を腹に受けても倒れることなく平然としているなど、圧倒的なタフさを持つ。「佰八式波動球」により落下した照明の下敷きになりかけるが、河村と樺地に救助される。
袴田 伊蔵（はかまだ いぞう）
声 - 金城大和
身長 186cm 体重 76kg 誕生日 8月6日 血液型 O型
学年：高3 利き腕：左 プレイスタイル：カウンターパンチャー
【スピード-4/パワー-6/スタミナ-4/メンタル-4/テクニック-4】
No.14。非常に好戦的な性格。戦意をなくした相手にも容赦なく打ち込む非情さを持つ。広島弁で喋る。口癖は「やれ恐（おっと）ろしい事じゃ」。二軍戦では松平との試合中に乱入してきた金太郎と対戦。「消失」で終始金太郎を苦しめたが敗北。バッジを金太郎に渡す。試合には敗れているがNo.13として日本代表に選ばれている。
消失（バニッシュ）
バウンド時のスピンで土煙を発生させた後、急激に打球が跳ね上がるショット。
陸奥 悠馬（むつ ゆうま）
声 - 池村匡紀
身長 176・67cm 体重 63・4kg 誕生日 6月24日 血液型 O型
学年：高3 利き腕：右 プレイスタイル：オールラウンダー
【スピード-4/パワー-3/スタミナ-4/メンタル-5/テクニック-5】
No.15。悠歩の双子の兄。前髪を右分けにしている。二軍戦では悠歩と組み、鷲尾・鈴木ペアに勝利したのち、大石・仁王ペアと対戦するが仁王のイリュージョンで同調を逆手に取られ敗北。自身と悠歩のバッジを二人に渡す。
名前の由来はUMAから。
陸奥 悠歩（むつ ゆうほ）
声 - 池村匡紀
身長 176・67cm 体重 63・4kg 誕生日 6月25日 血液型 O型
学年：高3 利き腕：左 プレイスタイル：オールラウンダー
【スピード-4/パワー-3/スタミナ-4/メンタル-5/テクニック-5】
No.16。悠馬の双子の弟。前髪を左分けにしている。悠馬と同調ができる。
名前の由来はUFOから。
三津谷 あくと（みつや あくと）
声 - 高坂篤志、桜井春名（幼少期）
身長 184cm 体重 72kg 誕生日 12月1日 血液型 A型
学年：高2 利き腕：右 プレイスタイル：カウンターパンチャー
【スピード-4/パワー-3/スタミナ-3/メンタル-6/テクニック-5】
No.17。柳にデータテニスを教えた人物。乾汁の効能によく似た自身特製のカラフルな握り飯「あくと飯」は乾汁に勝るとも劣らない威力を誇る。二軍戦ではバッジを賭けて柳と対戦。柳が試合続行不能となった後、試合を引き継いだ乾と続けて対戦。経過は不明だが、乾と柳にバッジを渡す。
OVAではデータはインプットだけではなくアウトプットもできると発言、データの奔流を叩きつけ柳の戦意を喪失させた。
平 善之（たいら よしゆき）
声 - 平井善之（アメリカザリガニ）
身長 185cm 体重 76kg 誕生日 7月20日 血液型 B型
学年：高2 利き腕：左 プレイスタイル：アグレッシブ・ベースライナー
出身中学校：四天宝寺中学校（大阪）
【スピード-4/パワー-4/スタミナ-3/メンタル-5/テクニック-4】
No.18。「ヒラゼン」と呼ばれる、四天宝寺中テニス部の伝説の部長の一人。迷彩柄の帽子を被っている。「笑いの狙撃手（ヒットミェ〜ン）」の異名を持つ。二軍戦では原と組み、謙也・桃城ペアと対戦するが、桃城の「ブラックジャックナイフ」に流れを持って行かれそのまま敗北。自身と原のバッジを二人に渡す。
名前のモデルは声優も務めたアメリカザリガニの平井善之。
バキューン
二人のラケットのガットを貫くほどの鋭さを見せるショット。
原 哲也（はら てつや）
声 - 柳原哲也（アメリカザリガニ）
身長 178cm 体重 65kg 誕生日 12月29日 血液型 O型
学年：高1 利き腕：右 プレイスタイル：サーブ&ボレーヤー
出身中学校：四天宝寺中学校（大阪）
【スピード-3/パワー-4/スタミナ-5/メンタル-5/テクニック-3】
No.19。「ハラテツ」と呼ばれる、四天宝寺中テニス部の伝説の部長の一人だが、渡邊の指示で3年に進級する直前に白石に部長の座を譲っている。「突っ込みの自動販売機（ベンディングマシーン）」の異名を持つ。
名前のモデルは声優も務めたアメリカザリガニの柳原哲也。
猛虎飯（もうこはん）
平が勝手に命名したただのスマッシュ。相手のお尻に青アザを作る位の威力はある模様。
秋庭 紅葉（あきば こうよう）
声 - 井上剛
身長 176cm 体重 64kg 誕生日 10月3日 血液型 A型
学年：高3 利き腕：左 プレイスタイル：カウンターパンチャー
【スピード-3/パワー-5/スタミナ-4/メンタル-3/テクニック-4】
No.20。坊主頭で後ろ向きに帽子を被っている。二軍戦では入江と対戦し、世界を知った実力を見せつけるが、「安い芝居」の一言が入江の能力を引き上げてしまい敗北。バッジを奪われる。

#### 二軍
所属コートは初登場時のものを記載する。

##### 1番コート所属
徳川 カズヤ（とくがわ かずや）
声 - 小野大輔
身長 189cm 体重 79kg→71kg 誕生日 7月27日 血液型 AB型
学年：高2 利き腕：左 プレイスタイル：オールラウンダー
学校：慶習院高等部　出身中学校：伊予灘中学校（愛媛県）
【スピード-4・5/パワー-4・5/スタミナ-4・5/メンタル-4・5/テクニック-4・5】
氷のような冷たい目付きと黒髪が特徴。寡黙な性格で、幸村に似た得体の知れない威圧感を持つ。5歳の頃から名門クラブでテニスの英才教育を受け、海外でも連戦連勝を重ねていた天才ジュニア選手だったが、1年前の代表合宿で平等院に惨敗し、三船が指導する脱落組で一時期を過ごしていた。平等院への雪辱を果たすべく不断の努力を重ね、のちに二軍選抜チームのNo.1に上りつめる。
合宿に参加して間もないリョーマの挑戦を退けるが、その力量と意志の強さを認め、自身の練習パートナーに指名するなどリョーマと交流を深めていく。また自らのテニス人生を懸けてまで鍛えてくれた鬼と入江に恩を感じている。
一軍入れ替え戦で平等院と対戦。「阿修羅の神道」に踏み込み、「ブラックホール」で平等院を追い詰めるが、試合前日リョーマを庇って受けた「光る球」の影響で吐血し気絶、直後に乱入したリョーマの試合介入により一命はとりとめるも棄権負けとなった。試合は敗れるもW杯日本代表にリョーガのNo.4の枠に入る。プレW杯ではボルク出場を目の当たりにし平等院を差し置いて出場。一度は優勢に立つがパートナーの幸村がイップスに陥り、平等院に「義で世界を獲れる」ことを証明するために幸村を「ブラックホール」で守りながら戦う。その後、「予感」を駆使して徐々に挽回し「渦巻の洗礼」をラケットを手首に固定する事で返し、最後まで「義」の精神を貫いたが敗北。
W杯予選では「チーム松」に選ばれていたが、出番はなかった。

##### 2番コート所属
リョーマたち革命軍に敗れ、革命軍が2番コート所属となったため、メンバーの多くは合宿所を離れている。
右端 韋太郎（みぎはし いたろう）
声 - 山本匠馬
身長 188cm 体重 77kg 誕生日 8月4日 血液型 B型
学年：高3 利き腕：右 プレイスタイル：ライトラウンダー
2番コートリーダー。革命軍に敗れるが、二軍選抜No.11に選ばれる。
アニメではコートの右側を「神の領域」と称し打球を抜かせない、右側に絶対の自信を持つ実力者として描かれている。また、9球まで同時に打つことが可能。
2番コートを賭けてリョーマと対戦し、右側を抜いたら負けを宣言。1球から9球勝負では右側を抜かせなかったが、10球勝負になった時に10球目が返せず右を抜かれ、負けを認めた。
ライトセイバー
手塚ゾーンに似た打球でコートの右側に打球を集める技。

##### 3番コート所属
3番コートから上位の選手たちは、4番コート以下の選手たちと別格の強さを持つ。入れ替え団体戦で4番コートに大勝した後に鬼と下位コートから勝ち上がってきた中学生たちで構成される5番コートとの団体戦で敗れ、全員が5番コートに降格する。
入江 奏多（いりえ かなた）
声 - 相葉裕樹
身長 165cm 体重 55kg 誕生日 12月7日 血液型 A型
学年：高3（部長） 利き腕：左 プレイスタイル：オールラウンダー
学校：舞子坂高校（京都）　出身中学校：舞子坂中学校（京都）
【スピード-6/パワー-1/スタミナ-2/メンタル-7/テクニック-6】
3番コートリーダー。巻き毛と大きな目、丸眼鏡が特徴。コーチ陣の意向で、各コートの実力の底上げのために配置された選手の1人。中学時代は京都の強豪校である舞子坂中学校に所属しており、日本代表No.2の種ヶ島とは中学時代からの同級生であるが、彼ですら対戦を敬遠するほどの実力を持つ。相手の心理や思考を読む術に長け、その裏をかいた的確なプレーで相手を翻弄する。対戦相手の気持ちを理解できることから、キャッチコピーは「あなたの良き理解者」。鬼と共に徳川の育成に力を注いだ人物。
5番コートとの総入れ替え戦S1で跡部と対戦。跡部に5ゲームを連取され圧倒されたかに見えたが、すべて演技であった。本性を現してからは「氷の世界」ですらも隙の見切れないプレーを展開。追い詰められた跡部が新技「跡部王国」を体得した結果200ポイント近いタイブレークを繰り広げるも、最終的には両者試合続行不可能でノーゲームとなる。しかし実は入江にはまだ余力があり、跡部の成長を見届けるために演技をしたことを明かしている。
後に二軍選抜No.3に選ばれ、秋葉と対戦し勝利。No.20のバッジを得るとともに、さらに演技の幅を広げる。
W杯日本代表にはNo.12として選ばれている。プレW杯では跡部とのペアでQ・P・手塚ペアに完敗するも、ここでも本気を出していなかった。予選では「チーム梅」に選出されるも出番なし。
決勝出場メンバー決定トーナメントではS3に出場。加治に圧勝した後、跡部と対戦。圧倒していたが勝ち切れず、他の試合が終わったことで、高校生の枠が埋まり、時間切れで決勝戦への出場は叶わなかった。

大和 祐大

中河内 外道（なかがうち そとみち）
声 - どうじょう拓人
身長 187cm 体重 78kg 誕生日 7月14日 血液型 O型
学年：高3 利き腕：右 プレイスタイル：アグレッシブ・ベースライナー
【スピード-2・5/パワー-4/スタミナ-5/メンタル-3/テクニック-５】
角刈り頭と眼鏡姿、大柄な体格が特徴。その無骨な風貌と機械のように精密なプレイスタイルから、「極妻（ごくつま）泣かせのテニスロボット」の異名を持つ。中1から付き合っている彼女がいる（遠距離恋愛）。
5番コートとの総入れ替え戦S3で蔵兎座と対戦。彼を「パツキン坊や」呼ばわりし、大技頼みのプレイスタイルを試合中何度も罵倒するが、劣勢になりながらも自分のスタイルを貫く姿に認識を改める。最後は勝利し、コートに倒れ伏した蔵兎座を抱き上げて席まで運び、鬼に「コイツ強くなるな」と賞賛の言葉をかける。二軍選抜No.8に選ばれ、都と組み、伊達・伴ペアと対戦するが敗北。入れ替え戦で敗北しているがNo.14として日本代表に選ばれている。
松平 親彦（まつだいら ちかひこ）
声 - 前田剛
身長 176cm 体重 61kg 誕生日 3月31日 血液型 A型
学年：高3 利き腕：右 プレイスタイル：サーブ&ボレーヤー
【スピード-5/パワー-4/スタミナ-4/メンタル-3/テクニック-3】
元11番コートのマグナムサーブを使う松平親雄の兄。金髪のモヒカンヘアーが特徴で、女性のような言葉遣いで話す。
5番コートとの総入れ替え戦D2の白石・切原戦で、柳に譲ってもらう形で残留した切原を本人の前で揶揄し、どちらが残っても変わらないという都の発言を遠まわしに肯定し、切原を悪魔化させる。黒部の能力表では「精神面が脆く一度崩れると…」といった説明文が見られ、フラワーを破られ動揺する場面がある。パートナーの都に叱咤され落ち着きを取り戻すも敗北する。二軍選抜No.15に選ばれ、袴田に圧倒的に押されていたところを金太郎に助けられる。
フラワー
顔面に向かって跳ね上がるバックハンドサーブ。
都 忍（みやこ しのぶ）
声 - ロア健治
身長 184cm 体重 73kg 誕生日 6月28日 血液型 AB型
学年：高3 利き腕：右 プレイスタイル：アグレッシブ・ベースライナー
【スピード-2/パワー-5/スタミナ-4/メンタル-5/テクニック-4】
チーム内から「若旦那」と呼ばれている。口数が少なく比較的穏やかな印象を与えるが、平然と酷評する一面も持つ。
5番コートとの総入れ替え戦では、ガントレットを外した白石のプレーに驚きはするものの冷静にプレーを続行するという強い精神力を見せた。相手の弱点を見抜く戦術眼も優れ、切原を悪魔化させて彼の精神を消耗させる作戦を試みるが、悪魔化後も平静を保てるようになった切原の前に作戦を頓挫させられる。二軍選抜No.12に選ばれる。
鷲尾 一茶（わしお いっさ）
声 - 秋吉徹
身長 179cm 体重 66kg 誕生日 12月9日 血液型 B型
学年：高3 利き腕：右 プレイスタイル：カウンターパンチャー
【スピード-3/パワー-4/スタミナ-4/メンタル-4/テクニック-4】
獅子楽中OB。青髪が特徴。5番コートとの総入れ替え戦D1で鈴木と組み、獅子楽の後輩である橘・千歳ペアと対戦。鈴木と同調し、勝利。二軍選抜No.13に選ばれ、鈴木と共に陸奥兄弟に挑むが敗北。
鈴木 惷（すずき しゅん）
声 - 荒木健太朗
身長 178cm 体重 66kg 誕生日 1月5日 血液型 O型
学年：高3 利き腕：左 プレイスタイル：サーブ&ボレーヤー
【スピード-4/パワー-4/スタミナ-3/メンタル-4/テクニック4】
獅子楽中OB。鼻の絆創膏が特徴。鷲尾と同調ができる。二軍選抜No.14に選ばれる。

##### 5番コート所属
鬼 十次郎（おに じゅうじろう）
声 - 遠藤大智
身長 187cm 体重 83kg 誕生日 10月26日 血液型 O型
学校：岡山奥高等学校（岡山県）　出身中学校：岡山麓中学校（岡山県）
学年：高3（部長） 利き腕：右 プレイスタイル：オールラウンダー
5番コートリーダー。左頬に傷跡を持つ強面が特徴。母子家庭。高1時はトップの実力者であったため、二軍育成のため本来の一軍No.5から外れ、5番コートに所属している。この役割上、下位コートの選手からの挑戦者をことごとく退け「地獄の番人」と呼ばれるが、兄貴肌で面倒見がよく後進の育成に力を注いでいる。特に徳川には可能性を感じており、入江と共に彼の育成に奮闘した。
児童福祉施設「ぽかぽか横丁」の子供達との交流を持つ。
一人称は初期の頃（1巻）は「ワシ」だったが、3番コートの入れ替え戦の頃からは「俺」に変更されている。
筋骨隆々の肉体から繰り出されるパワーショットは全てが強力無比の威力を誇る。格下との試合ではスイートスポットを捉える練習も兼ね、ガットを縦横1本ずつ十字張りしたラケットを使用する。
入れ替え戦で対戦した桃城を圧倒的な力の差で打ちのめすが、両手首を痛めながらも最後にガットを切った桃城の力を認め、「這い上がって来い」と激励する。急速に頭角を現す中学生達の姿を見て闘争心を刺激され、やがて5番コートが自分以外中学生で占められたタイミングを見計らい、上位の3番コートへの入れ替え団体戦に挑む。結果は2勝2敗1ノーゲームとなり控え選手対決に自ら出場、武井に完勝し総入れ替え成功となった。二軍選抜No.2に選ばれていたが、日本代表入れ替え戦前日に加治に勝利しNo.5のバッジを奪還。一軍に復帰し、入れ替え戦で遠山と対戦。死闘の末、「天衣無縫の極み」を開花させ勝利。
W杯予選では「チーム竹」で主将を務めるも出番なし。
決勝トーナメントでは準決勝でS3に出場し、Q・Pと対戦。自らが放つ「心強さの輝き」によってQ・Pを強化してしまい、パワーを増したQ・Pの打球で右手首を骨折。棄権をしないことで気迫を見せつけるも敗戦した。
決勝戦出場メンバー決定トーナメントでは、正体バレバレのマスクマンJとして平等院のマスクマンHとD1で出場するも敗北。

10球打ち
天衣無縫の極み
ゴールデンジャックナイフ
ブラックジャックナイフをより強化させたジャックナイフ。加治との試合で初披露していたが描写されていなかった。
ブラックトマホーク
アニメで登場。ブラックジャックナイフの強化版。

##### 上記以外のコート所属
天神 耕介（てんじん こうすけ）
声 - 加藤良輔
身長 179cm 体重 70kg 誕生日 8月13日 血液型 B型
学年：高2 利き腕：右 プレイスタイル：アグレッシブ・ベースライナー
16番コート所属（ペアプリでは11番コートまで昇格した）。無精ヒゲを生やしキャップを斜めに被る。中学生たちの中で特に弱そうと判断した青学メンバーに缶倒しゲームを強制していびろうとするが、全員が成功させたのを見て驚愕する。合宿残留を賭けたボール拾いでボールを拾えず脱落しそうになるが、鳳からボールを分けてもらいことなきを得る。そのため鳳に恩を感じ、君付けで呼び慕っている。平理とは同じ高校で、中学も同じだった。富士山の近くの高校出身。
平理 とん平（ひらり とんぺい）
声 - 山岸門人
身長 181cm 体重 74kg 誕生日 4月11日 血液型 A型
学年：高2 利き腕：右 プレイスタイル：カウンターパンチャー
16番コート所属（天神同様、後に11番コートに昇格した）。天神の相棒で、互いを「ブラザー」と呼ぶ。天神同様、自らを合宿脱落の危機から救った鳳に恩を感じている。富士山の近くの高校出身。
円城寺 和輝（えんじょうじ かずき）
声 - 俊藤光利
身長 190cm 体重 104kg 誕生日 4月22日
利き腕：右 プレイスタイル：アグレッシブ・ベースライナー
アニメオリジナルキャラクター（1期のペアプリで、入れ替え戦で鳳が惜敗した高校生がモデルである）。アニメに登場した6番コート所属のパワーが持ち味の高校生。入れ替わり戦の際に鳳の前に2度立ちはだかる。1戦目はパワーショットの蓄積により鳳の握力が低下し入れ替わりを阻止したが、2戦目ではパワーアップした鳳の前に最後まで持たず敗戦、12番コートに降格する。
パトリオットショット
パワーを生かした強力なリターンショット。

#### 代表合宿のコーチ
黒部 由起夫（くろべ ゆきお）
声 - 曽世海司
身長 183cm 体重 72kg 誕生日 3月16日 血液型 A型
年齢：37歳 利き腕：左
戦略コーチ。長髪を結ばずに肩へ流し、白いスーツに柄物のシャツをボタンを一つ外して着ている。
U-17に集められた中高生をふるいに掛けた結果参加者の半数近くが脱落し、しかもその全てが高校生であったことに動じず脱落者を帰宅させるなど、非常に冷静沈着な性格。
齋藤 至（さいとう いたる）
声 - 宮本充
身長 216cm 体重 80kg 誕生日 9月4日 血液型 O型
年齢：43歳 利き腕：右
精神（メンタル）コーチ。かなりの長身の持ち主で、部屋に出入りするたびにドアの上部や壁に額をぶつけている。
精神面を鍛えるため中学生達に自主的にペアを組ませ、その2人で合宿残留の権利を賭けたタイブレークマッチを指示する。その後、森の中で停車したバスから降ろされた脱落者たちの前に現れ、崖登りを勧め三船に託す。
柘植 竜二（つげ りゅうじ）
声 - 松田健一郎
身長 189cm 体重 106kg 誕生日 8月7日 血液型 AB型
年齢：44歳 利き腕：右
サーキットコーチ。筋骨隆々とした体格で、髪をオールバックに撫で付けている。残留した中学生たちに対し、6時間で40セットを優に超えるサーキットトレーニングを課する。
三船 入道（みふね にゅうどう）
声 - 宮内敦士
身長 200cm 体重 120kg 誕生日 7月17日
利き腕：右
裏コーチ。脱落した代表候補の選手たちの指導を任されている。酒豪。乾汁が効かない。倒れた選手に水をかけ、顔を踏みつけるなど、かなりのスパルタ。
黒部らエリート気取りの正規コーチ陣を快く思っておらず、脱落した中学生たちを鍛え上げ「革命軍」の証として黒ジャージを与え、代表候補に勝負を挑ませる。
その正体はU-17合宿の監督でW杯の采配をサイコロで決めている。

### ビッグ4
近年のU-17世界ランキング上位4カ国、ドイツ、スイス、フランス、スペインの総称。近年この序列は崩れていない。

#### ドイツ代表
世界ランキング1位。現在W杯9連覇中の王者で、主将のボルクを含め3人のプロが在籍しているほか、日本から渡独した手塚を擁する。プレW杯で日本と対戦。予選から準決勝に至るまですべての試合に6-0で勝利していたが、準決勝で日本に敗北し、ベスト4で決勝トーナメント敗退。
ユルゲン・バリーサヴィチ・ボルク (Jürgen Borisovich Volk)
声 - 利根健太朗
身長 184cm 体重 75kg 誕生日 8月10日 血液型 A型
年齢：18歳（プロ） 利き腕：右 プレイスタイル：オールラウンダー
ドイツ代表の主将。ジークムント・プープケが会長を務めるジークムント製薬会社とプロ契約を結んでいる。手塚の才能を認め、自身のトレーニングパートナーとしている。「勝利への哲学者」の異名を持ち、昨年プロに転向して以来無敗。プレW杯では第3試合に出場し、徳川・幸村ペアと対戦。「能力共鳴」に対して「渦巻きの洗礼」を披露し勝利した。準決勝ではS1に出場するも、平等院とのフルセットの激闘の末敗れる。
渦巻きの洗礼（ヴィルベルのタオフェ）
手首が構造上耐えれない縦回転を起こしてラケットを弾くショット。
無限の竜巻
自身の「渦巻きの洗礼」と手塚の「手塚ゾーン」の能力が共鳴した技で一人で能力共鳴を起こしている。
Q・P（キュー・ピー）
声 - 斎賀みつき
身長 177cm 体重 63kg 誕生日 3月4日 血液型 AB型
学年：高2 利き腕：左 プレイスタイル：オールラウンダー
ドイツ代表の参謀、No.2。本名、出身地は共に不明。「Quality of Perfect（完璧な品質）」と呼ばれるほどの優秀さからQ･Pという登録名を使用している。天涯孤独で、出生直後から育成を受けていたドイツ・テニス・アカデミー（GTA）で退学の危機にあったが、レンドールと出会い、同アカデミーの最高傑作と言われるまでに成長した。プレW杯第2試合では、手塚と共に入江・跡部ペアと対戦。圧倒的な力の差を見せつけて勝利した。準決勝では初戦であるS3に出場。鬼と対戦することで、3種の「天衣無縫の極み」との対戦を果たし、覚醒。「テニスの神」となることを宣言し、「究極の品質」となって勝利を収める。
究極の品質
「天衣無縫の極み」の中の3つの輝き、「愛しさの輝き」、「切なさの輝き」、そして鬼の「心強さの輝き」を体感、吸収したことによって発動。スピード、パワー、技術が飛躍的に向上し、その能力は「天衣無縫の極み」を遥かに上回る。
手塚 国光

ミハエル・ビスマルク (Michael Bismarck)
声 - 阿座上洋平
身長 189cm 体重 77kg 誕生日 7月28日 血液型 O型
学年：高3 利き腕：右 プレイスタイル：アグレッシブ・ベースライナー
ドイツ代表の副将で、Q・Pと並ぶNo.2。W杯終了後にプロ転向を明言している。通称「Mr.タイブレーク」でタイブレークの勝率は100％。プレW杯第1試合でジークフリートをパートナーとし、デューク・不二ペアと対戦。ジークフリートがコートから退いた後も二人相手に堂々と一人で渡り合い、「無回転のゆれボール」で「デュークホームラン」を封じたが敗北。準決勝では再びジークフリートと共にD1に出場し、種ヶ島・切原ペアと対戦。「能力共鳴」と「同調」を同時に発動させ「究極のダブルス」を実現するが、惜しくも敗北。
アストリット・ターナー（声 ‐ 金本寿子）という彼女がいる。
無回転のゆれボール
樹のシンカーと赤澤のブレ球を合わせたようなショット。
存在境界（ザイングレンツェ）
疑似気配で相手ペアは分断され、1人でダブルスをせざるを得ない状況を創る。能力が共鳴したわけではなく、「同調」が生み出した「能力共鳴」。
エルマー・ジークフリート (Elmar Siegfried)
声 - 沢城千春
身長 170cm 体重 59kg 誕生日 12月2日 血液型 B型
学年：中3 利き腕：右 プレイスタイル：サーブ＆ボレーヤー
一見攻撃的だが、当初敵対視していた手塚とは後に良いライバル関係を築く。才能をもてはやされるも常に2位に甘んじてきたことをコンプレックスに感じていたが、ビスマルクの助言に救われる。自身がチームの弱点であることを自覚しており、自分より強い仲間の存在を素直に認めている。プレW杯では序盤に「デュークホームラン」を浴びて一時試合を退いた。「天衣無縫の極み」を会得した後、準決勝では一時自信を喪失しながらも冷静さを発揮。手塚やビスマルクからは守備力を評価されている。
A・フランケンシュタイナー (A.Frankensteiner)
声 - 綿貫竜之介
身長 194cm 体重 86kg 誕生日 3月19日 血液型 O型
学年：中3 利き腕：右 プレイスタイル：カウンターパンチャー
ドイツ期待の新星またの名を「テニスサイボーグ」。「ブラックホール」の隙間を抜く抜群のコントロールを持っている。プレW杯では一度は五感を奪われるが復活後は優勢に立ち、勝利。ジークフリートが「天衣無縫の極み」に到達したことを監督に報告し、準決勝では出場機会を譲った。
ダンクマール・シュナイダー (Dankmar Schneider)
声 - 落合福嗣
身長 223cm 体重 130kg 誕生日 9月22日 血液型 O型
年齢：17歳（プロ） 利き腕：右 プレイスタイル：オールラウンダー
決勝リーグより代表に合流したプロの一人。大柄な体格をしている。ベルティとのダブルスは今大会No.1と言われている。準決勝ではベルティと共にD2に出場し、仁王・デュークペアと対戦。戦略に屈し、敗北。
衛星視点（サテリートゥパスペクティーヴ）
ダンクマールの「巨像」とベルティの「AI」の「能力共鳴」でダンクマールの視点からボールを把握し、ベルティに伝え返球させる。しかしコート内だけなので高いロブを撃たれると解除されてしまう。

ベルティ・B・ボルク (Berti B Volk)
声 - 井藤智哉
身長 182cm 体重 75kg 誕生日 12月30日 血液型 A型
年齢：15歳（プロ） 利き腕：右 プレイスタイル：オールラウンダー
決勝リーグより代表に合流したプロの一人で、ユルゲンの弟。通称「テニスAI」と言われ、15歳にしてダブルス専門のプロ選手になった。13歳でドイツの名門大学を卒業した秀才で兄のユルゲン曰く、「世界一対戦したくない選手」。

ケン・レンドール
声 - 小林親弘
年齢：36歳
若くしてU-17代表監督を務める、ドイツ堅城鉄壁の立役者。元はGTAのコーチだったがQ・Pの素質を見抜けずにいた当時のオーナーに解雇される。以後は清掃係として密かにQ・Pと練習を重ね、「Quark Puppe（どうでもいい人形）」から「Quality of Perfect」へと育てた。

#### スイス代表
世界ランキング2位。予選では日本と同グループに所属。準々決勝でアメリカに敗北し、ベスト8で決勝トーナメント敗退。
アレキサンダー・アマデウス (Alexander Amadeus)
声 - 興津和幸
身長 185cm 体重 77kg 誕生日 5月25日 血液型 A型
年齢：18歳（プロ） 利き腕：左 プレイスタイル：アグレッシブ・ベースライナー
「スイスのカリスマ」の異名を持つスイス代表の主将でプロ。紛争地帯の貧しい家庭で育ったが、スイスでの大会観戦時、あるプロにかけられた言葉を心の支えにしている。プロ意識が非常に高い。W杯予選では平等院との決着をつけるために日本戦に回ったが、S3で亜久津と対戦。亜久津の「光る打球」を物ともせず「闇」で追い詰めるが、「無没識」に押され始める。「バジェーナ」で亜久津の「無没識」で酷使し過ぎた脚を狙うが、1ゲーム落としたところで亜久津が棄権し、勝利。準々決勝ではS1に出場しラルフと対決。最終セットまでもつれ込む激闘を演じるも僅差で敗北した。

ペーター・ランビエール (Peter Lambiel)
声 - 柴田あいばん
身長 178cm 体重 66kg 誕生日 4月3日 血液型 O型
学年：高3 利き腕：左 プレイスタイル：オールラウンダー
「才能の塊」と称されるメガネを掛けた選手。相手の攻略法を見つけて追い詰める戦術を得意とする。W杯グループ予選・日本戦ではD2でアンリと組み大曲・木手ペアと対戦。序盤は相手ペアのトリッキーな動きに意表を突かれるが、アンリと共に攻略法を見つけていき試合に勝利した。準々決勝のアメリカ戦ではS2に出場しホプキンスと対戦。無意識のうちに古傷である左腕と左足を酷使してしまい、痙攣をおこし試合続行不可能寸前まで追い込まれるも、スイス代表のアマデウスを倒さないとスイスに勝った意味がないという意思によりホプキンスが棄権し勝利となった。
アンリ・ノーベル3世 (Henri Novel III)
声 - 石橋陽彩
身長 172cm 体重 62kg 誕生日 10月21日 血液型 B型
学年：中3 利き腕：右 プレイスタイル：カウンターパンチャー
「スイスの若き天才貴公子」と呼ばれる左目下の∵の黒子が特徴の選手。ペーターとのペアは「スイステニス界の至宝のダブルス」と呼ばれている。日本戦で1ゲーム目で縮地法の弱点を見抜くなど鋭い洞察力を見せた。準々決勝のアメリカ戦ではS3に出場しキコと対戦。終始圧倒され敗北した。
アルバート・フェデラー (Albert Federer)
身長 195cm 体重 89kg 誕生日 6月7日 血液型 O型
学年：高3 利き腕：右 プレイスタイル：オールラウンダー
頬毛が特徴の選手。W杯予選・日本戦ではD1でランディと組みデューク・石田銀ペアと対戦。パワーテニスを得意とする相手ペアに対抗して本領を発揮し、圧倒的なパワーを見せつけ勝利した。準々決勝のアメリカ戦でもランディとD1に出場し、唯一実力で試合に勝って白星を手にした。
ランディ・プグ (Randy Pug)
身長 190cm 体重 90kg 誕生日 9月7日 血液型 A型
学年：高3 利き腕：右 プレイスタイル：アグレッシブ・ベースライナー
帽子を被った選手。アルバートとのペアで本領を発揮する場合は、「バルク」と叫んで上ジャージを破り逞しい筋肉を露にする。
名前の由来は、アンディ・フグのもじり。
クララガ・タツタ
アマデウスに勝るとも劣らない実力をもつ。
名前の由来は、アルプスの少女ハイジの名シーン「クララが立った」から。
ジン・オノジイハ
年齢：82歳
スイス代表の監督。
名前の由来は、「ハイジのおんじ」を逆から読んだもの。

#### フランス代表
世界ランキング3位。決勝トーナメント初戦でイングランドに勝利。準々決勝で日本に敗北し、ベスト8で決勝トーナメント敗退。
レオポルド・カミュ・ド・シャルパンティエ
声 - 緑川光
身長 181cm 体重 66kg 誕生日 6月19日 血液型 B型
学年：高3 利き腕：右 プレイスタイル：オールラウンダー
フランス代表の主将。ラケットを妻と称し、ガットと自身の薬指に結婚指輪を付けている。テニスを愛し過ぎるが故にテニスの声が聞こえるという「テニス界の革命児」で、彼により今後のテニスが変わると言われている。決勝トーナメント初戦でその独創的なプレイスタイルを披露するも、準々決勝ではS1に登録されながら出番はなかった。
トリスタン・バルドー
声 - 佐藤拓也
身長 192cm 体重 76kg 誕生日 8月24日 血液型 O型
学年：高3 利き腕：両方 プレイスタイル：サーブ＆ボレーヤー
通称「イケメン」。テニス選手としての魅力に満ち溢れた男。試合中に観客を魅了しすぎて、テニス界を追放されかけたが、君島に助けられた過去を持つ。準々決勝ではティモテとD2に出場、君島・白石ペアと対戦。終盤には「ポージング対決」を忘れる激闘の末に勝利。
ティモテ・モロー
声 - 金子誠
身長 189cm 体重 68kg 誕生日 7月1日 血液型 AB型
学年：高2 利き腕：両方 プレイスタイル：サーブ＆ボレーヤー
通称「パリコレ」。ランウェイに立つモデルのように己の肉体を武器としており、言葉を発する代わりにポーズを取るのが特徴。画家である父を尊敬しており、母・妹は別居中。準々決勝では父が観戦する前でがむしゃらなプレイを見せた。
エドガー・ドラクロワ
声 - 前田一世
身長 195cm 体重 82kg 誕生日 4月29日 血液型 O型
学年：高2 利き腕：右 プレイスタイル：オールラウンダー
フランス一のずば抜けた長身と、奇抜なヘアスタイルが目を惹く選手。「コート上の芸術家（アーティスト）」と呼ばれており、テニスの技巧に加えて、芸術にも秀でている。準々決勝ではジョナタンとD1に出場、毛利・柳ペアと対戦。芸術テニスやジョナタンへのペイントを駆使し相手を追い詰めるが、柳のデータにより敗北を喫した。

ジョナタン・サン・ジョルジュ
声 - 小林ゆう
身長 149cm 体重 43kg 誕生日 2月24日 血液型 A型
学年：中2 利き腕：右 プレイスタイル：カウンターパンチャー
まるでお人形のように切り揃えられたボブヘアーが特徴の小柄な中学生。データテニスを得意とするほか、信頼するエドガーにペイントを施されることで、自在に人格やプレイスタイルを変化させる。
オジュワール・ドロン
身長 176cm 体重 62kg 誕生日 9月1日 血液型 B型
学年：中3 利き腕：左 プレイスタイル：カウンターパンチャー
通称「おじゃ〜〜る」。日本が好きで、忍者のような頭巾を被り刀を背負っている。準々決勝ではS2に出場し真田と対戦。試合開始前から「五車の術」を順番にすべてかけるも「陰」によりかかったふりをした真田に追い詰められる。最後は「里の婆ちゃん」に禁じられている九字を唱えながら禁術を使おうとするも、カミュに制止され棄権負けした。

プランス・ルドヴィック・シャルダール
声 - 花江夏樹
身長 163cm 体重 54kg 誕生日 6月13日 血液型 A型
学年：中1 利き腕：右 プレイスタイル：オールラウンダー
高貴な血筋に生まれた正真正銘の「王子様」。性格は誇り高く尊大。幼少期から「馬上テニス」で上半身や体幹を培い、どんな体勢からでも全て1球で決めることが出来ることから「エースの王子様」と呼ばれる。一目惚れした桜乃を「セリシール」と呼び、桜乃が憧れを抱いているリョーマに対して敵意を向ける。公式戦前にリョーマと野試合で対戦。愛馬・ブランシュネージュに乗り、馬上テニスで対決するも引き分ける。準々決勝S3では再びリョーマと対戦。序盤はすべてのポイントを1球で決め優勢に立つも、やがてリョーマの「光る球」に苦戦。リョーマの怪我で試合を一時中断した後は接戦するも、惜敗。

#### スペイン代表
世界ランキング4位。決勝トーナメント準決勝でアメリカに勝利。日本と優勝を争う。
アントニオ・ダ・メダノレ
声 - 三木眞一郎
身長：186cm
年齢：不明（プロ）
スペイン代表で主将。数年前の怪我さえなければボルクをも凌ぐ逸材。昨年の大手術を終え、今年ようやくベールを脱ぐ。「天才異端児」の異名を持つ。
日記をつけており、謎が多い人物だが、双子を指導していた時期があり、その双子曰く「メダノレは二重人格ではなく2人いる」。その正体は双子の兄弟。彼らを産んで母親がすぐに亡くなり、父親がテニス界に復讐する為に彼らに戸籍を一人分しか与えず、試合での入れ替わりを強制させられていた。
徳川とは因縁があり、以前彼らの秘密が彼にバレた事で、メダノレの父が徳川を射殺しようとしたが、メダノレが彼を庇い撃たれてしまう。メダノレの兄弟が徳川に警察を呼ばないで欲しいと懇願し、南次郎に連絡し、メダノレは治療を受け一命を取り止め、この事件はただの銃暴発事件として処理された。メダノレの兄弟は、メダノレが徳川を庇って父に撃たれ、テニスが満足に出来なくなってしまった事を徳川のせいだと彼を恨んでいる。
S1で徳川と対戦。技は「時間泥棒」を使用する。
越前 リョーガ（えちぜん リョーガ）
声 - 宮野真守、村中知（幼少期）
身長 180cm 体重 67kg 誕生日 12月23日 血液型 O型
学年：中3 利き腕：右 プレイスタイル：オールラウンダー
本作のキーパーソン。「リョーマの兄」を自称する謎の少年。元々は映画オリジナルキャラクターだったが、『新-』で登場する（デザイン、設定は原作者が考えていて、当初から原作に登場させる考えがあった為、完全なオリジナルキャラクターではない）。
越前家の血縁者であるが、詳しい経歴などは出生がスペインであること以外一切不明。幼い頃、南次郎に連れられアメリカでリョーマと家族同然の生活を送っていた。その後叔母に引き取られたが、テニスでお互い強くなり続けたら必ず再会できることを信じていた。
日本代表の海外遠征中だった平等院の目に止まり、マカオでNo.4の霧谷ハイジと入れ替わる形で日本代表の一軍入りした。帰国後の合宿にて平等院から助ける形でリョーマと再会、「スーパースイートスポット」のコツを教えた。
合宿退去を命じられたリョーマをアメリカ代表に誘い、エキシビションと予選は自身もアメリカ代表として参戦する。本線からはアメリカ代表から去り、スペイン代表に合流した。準決勝のアメリカ戦ではS2でラルフと対戦、能力を奪い勝利する。
自分の意思とは関係なくラリーが成立した相手の能力を永続的に奪う能力を持つ。南次郎はその能力に気付き「リョーマがプロになるまでは、真剣勝負はするな」とリョーガに頼んでいる。その為リョーマとの勝負を何度もはぐらかして避けていたが、メダノレから「ドイツ戦の後に戦ってやれ」と言われる。
W杯決勝戦ではS2で出場し、リョーマと一時的に試合し、リョーマの「天衣無縫の極み」を奪ってしまう（リョーマは意図的に奪わせた）。しかし、試合中に監督の南次郎が意識を失い救急搬送された為、S2が中断。両チームの合意もあり、S2より先にD1、S1を行う事になった。
OVA「ナニワの王子様 前編」では渡米したリョーマがリョーガらしき人物の練習姿を発見しており、『新-』のOVA第1話では合宿招集前のリョーマの窮地を、リョーガらしき人物が救出した。
映画第1弾での越前リョーガについては#越前リョーガ（映画版）を参照。
ロミオ・フェルナンデス
学年：中3
身長：179cm　利き腕：左
自分で自分を鎖で拘束し幽閉し、自ら脱獄した。心理学の本を読んでおり、ボールを使用したマインドコントロールが得意であり、脱獄した時も看守をコントロールして脱獄している。
ヨガの体力回復法であるパーダハスターサナを応用し、長年の人体の研究とヨガを極めた事で体力を無限にリセットできる。
W杯決勝ではS3に出場、跡部に敗北する。
マルス・デ・コロン
学年：高3
身長：191cm　利き腕：右
クロスドレッサーのテニス狙撃手(スナイパー)。リョーガを40m先から狙撃しようとしたロドリーゴを200m先から狙撃して阻止した。
W杯決勝ではセダと組んでD2に出場し、金太郎・大曲ペアに勝利する。
ロドリゴ・ロカ・ロドリーゴ
学年：高3
40m先からでも獲物を狙える自称テニス狙撃手。アメリカ代表を裏切って、いきなりスペイン代表になったリョーガの事を快く思っていなく、誘き寄せて40ｍ先から狙撃する計画を立てるも、チームメイトのマルスから200ｍ先から狙撃され計画を阻止される。
シルバ・セラ・バンビエーリ
学年：高3　
身長：182cm　利き腕：左
自由時間(マイタイム)に厳しい自由人。建物から建物に飛び移るほどのパルクールを得意とする。フリオと共にメダノレについての真相を探っており、メダノレが指導した双子に頻繁に会いに行っている。
W杯決勝ではS2の試合中に監督の南次郎が救急搬送されS2が中断、先にD1を実施することになりフリオと組んで越知・毛利ペアと対戦。
フリオ・ロマン
学年：高3　
身長：181cm　利き腕：右
スペイン代表で副主将。相手の微妙な表情から考えている事が全て分かる「感情認識力」の持ち主。皆仲良くLove ＆ Peaceの考え方。バンビエーリと共にメダノレの真相を探っており、深夜のテニスコートで情報を共有している。バンビエーリとは幼馴染で、あだ名は「フリオロメン」。
W杯決勝ではバンビエーリと組んでD1に出場し、越知・毛利ペアと対戦。
セダ/ハデス
学年：中1
身長：149cm　利き腕：左
仮面をつけており、ロミオのマインドコントロールに興味を示し、アラメノマを使って人体実験をしていたところ桃城と忍足が敵情視察に来ており、桃城の精神を破壊した張本人。後に金太郎とリョーマがリベンジに来た際はリョーマにはマインドコントロールに成功したものの金太郎には通用せずに興味を持つ。アラメノマにはそのまま棄権して帰国するように命令した。
元はギリシャ出身であり、本名は「ハデス」。4年前のスペインの小学校の合宿でゼウスと出会い、彼とは面識がある（当時セダは小3、ゼウスは小6）。その際、彼の強さを僻んだ上級生達に可愛がっていたリスを殺されてしまい、上級生達に復讐した後ギリシャから去り、スペインへ移籍した。尚、「セダ」という偽名は、本名の「ハデス」のアルファベット表記の「HADES」の逆読みである（SEDAH→セダ）。
W杯決勝ではマルスと組んでD2に出場し、金太郎・大曲ペアに勝利する。

### ビッグ4以外の国

#### アメリカ代表
世界ランキング5位。プレW杯でツベ共和国に勝利。準々決勝でスイスに勝利、準決勝でスペインに敗北し、ベスト4で決勝トーナメント敗退。
ラルフ・ラインハート
声 - 高橋広樹
身長 185cm 体重 77kg 誕生日 2月22日 血液型 A型
学年：高3 利き腕：左 プレイスタイル：カウンターパンチャー
アメリカ代表で主将。卓越した精神の持ち主。主将の座に就くと同時に、優れた統率力で組織を改革。個の力に頼りがちだったアメリカチームを絆でまとめあげ、世界5位の地位を盤石のものとした立役者。準々決勝のスイス戦ではS1に出場しアマデウスと対戦。自分の弱点を修正し、克服する能力によりアマデウスを接戦を演じて勝利。アメリカを準決勝に導いた。準決勝のスペイン戦ではS2に出場しリョーガと対戦したが、リョーガに能力を奪われ敗北した。
越前 リョーガ
詳細は「#越前リョーガ」を参照。
ドゥドゥ・オバンドゥー
声 - 津田健次郎
身長 190cm 体重 82kg 誕生日 1月23日 血液型 A型
学年：高3 利き腕：右 プレイスタイル：オールラウンダー
長身なアメリカ代表の一員。「鳥人」と呼ばれるほどの、圧倒的な跳躍力を持つ。恵まれた強靭なバネを活かし、アメリカ代表のトップ集団に登りつめた。リョーマがアメリカ代表候補との試合を終えた後タイブレーク形式で対戦。「光る球」のことを知っていた。準々決勝のスイス戦ではD2に出場し勝利を手にしている。付き合っている彼女がいる。
キコ・バレンティン
声 - 近藤孝行
身長 172cm 体重 64kg 誕生日 7月2日 血液型 O型
学年：高1 利き腕：右 プレイスタイル：カウンターパンチャー
アメリカ選手の中では小柄な方だが、州大会で優勝を果たして代表に選ばれた俊才。テニスに懸ける情熱と愛情が、その活き活きとした言動から滲み出る。リョーマのことを気にかけている。リョーマ曰く「変幻自在の曲者」で気づくと絶対に4-6で負けているという。準々決勝のスイス戦ではS3に出場しアンリと対戦し、勝利している。
アラン・ホプキンス
声 - 川本成
身長 188cm 体重 81kg 誕生日 11月8日 血液型 A型
学年：高3 利き腕：左 プレイスタイル：カウンターパンチャー
穏やかで礼儀正しく、紳士然とした佇まい。副将としてラインハートを陰ながら支える。準々決勝のスイス戦ではS2に出場しペーターと対戦。「テニス医者」の異名通り、ペーターの古傷を無意識のうちに酷使させ、試合続行不可能まで追い込むがS1でアマデウスを倒さないとスイスに勝つ意味がないという意思の下で棄権している。
ドン・パチーノ
身長 196cm 体重 90kg 誕生日 4月25日 血液型 B型
学年：高3 利き腕：右 プレイスタイル：サーブ＆ボレーヤー
リョーマを弟のように思う無頼漢。ダウンタウンで育った荒くれ者だが、テニスで更生し、アメリカンドリームを目指し努力を重ねる。
ガイゼル・ジャクソン
身長 201cm 体重 99kg 誕生日 12月11日 血液型 A型
学年：高3 利き腕：右 プレイスタイル：アグレッシブ・ベースライナー
コーンドッグと音楽をこよなく愛するアメリカチームのムードメーカー。バイブスを感じた仲間との絆を大事にしている。
クライヴ・ミラー
身長 184cm 体重 72kg 誕生日 4月16日 血液型 B型
学年：高2 利き腕：右 プレイスタイル：オールラウンダー
彼がクールに闘志を燃やすとき、会場はホットに燃え上がる。口は悪いが、仲間想い。
ロッキー・メレディス
声 - 小野坂昌也
身長 181cm 体重 74kg 誕生日 7月6日 血液型 O型
学年：高2 利き腕：左 プレイスタイル：カウンターパンチャー
ペンシルバニア州出身。ラルフからも注目させるほどの実力を持つ。アメリカ代表候補としてリョーマと戦い敗れたが、その後アメリカ代表に選ばれた様子である。
オリバー・フィリップス
身長 172cm 体重 55kg 誕生日 4月9日 血液型 A型
学年：高3 利き腕：右 プレイスタイル：サーブ＆ボレーヤー
アメリカ代表を目指していたプレW杯の運営スタッフ。プレW杯初戦の相手ツベ共和国の罠でアメリカ代表がシャワー室に閉じ込められた際に、リョーマから第1試合でリョーマとペアを組む予定だった「リョーガ」として出場することを提案され、押される形でアメリカ代表として戦う。5ゲームまで劣勢だったがリョーマのサムライゾーンのフォローもあり自らポイントを決めるようになり結果は勝利した。

#### オーストラリア代表
世界ランキング18位。U-17W杯の開催国。予選で日本と同グループに所属するも、敗退。
ジャン・フィッツジェラルド
声 - 北田理道
身長 183cm 体重 83kg 誕生日 9月3日 血液型 O型
学年：高3 利き腕：右 プレイスタイル：カウンターパンチャー
オーストラリア代表の主将。ドルギアスの助言を頼りにしている。自国を優勝させるためなら個人の自尊心を抑え込む決意をしている。W杯予選・日本戦D2でホップマンと組み幸村・真田ペアと対戦。黒龍二重の斬をクリスと二人でいとも簡単に攻略し、「鉄壁の守備」を巧みに使い、一時はマッチポイントを握るが最強の盾に対して最強の盾をぶつけてきた日本に太刀打ちできず敗北した。
鉄壁の守備（アイアンウォール）
クリスとのダブルスで、オーストラリアンフォーメーションを守備に用いて行う鉄壁のコートカバーリング。
J・J・ドルギアス（ジェイソン・ジョセフ・ドルギアス）
声 - 木村昴
身長 191cm 体重 80kg 誕生日 7月29日 血液型 A型
学年：高3 利き腕：右 プレイスタイル：アグレッシブ・ベースライナー
ソフトモヒカンのような髪型をしており側面は星型に刈り上げている部分がある。海辺の公共の場で犬を散歩しているところ跡部とイングランド代表に会う。レオンを海に投げ飛ばし跡部を蹴飛ばして海に放り込んだ。
失明しテニスを諦めた弟・ノアの助言を受け、オーストラリアを勝利へ導く。オーストラリアのテニスアカデミーにはノアのおこぼれで入学するもノアが失明でアカデミーを追放され、自身が残った怒りをマウスピースに秘めている。W杯予選・日本戦ではS3に出場し、遠山と対戦。「天衣無縫」状態の遠山と序盤は互角の勝負をするが徐々に攻め込まれ、激昂するが豪州代表への復讐よりも弟との豪州代表を世界一にする夢を選択し、最後は自身が打ち返した球が直撃したリトル・パイド・コーモラントを動物病院へ搬送すべく棄権した。
アニメの公式サイトにてフルネームは"JASON JOSEPH DORGIAS"(ジェイソン・ジョセフ・ドルギアス）ということが判明した。
ノア・J・ドルギアス
声 - 奥山敬人
身長 174cm 体重 57kg 誕生日 2月13日 血液型 A型
学年：中3 利き腕：右 プレイスタイル：オールラウンダー
外部サポーターとしてオーストラリアの選手（ほとんどの選手が面識が無い）のサポートを行う戦術面での参謀。J・J・ドルギアスの弟。元は天才テニスプレイヤーだったが、アカデミー在籍中に失明し、手術を受けるも復帰まで3年かかるためにアカデミーを追放された過去を持つ。戦術はチェスを使って行い、オーストラリアの快進撃は自身の戦術と兄のJのプレーがあってのものといわれている。日本戦の際も戦術をオーストラリアの選手に授けていたが、参謀の存在に気付いた跡部により、ダブルスの試合を落とされ、オーストラリアが劣勢に立たされる中、自身も愛犬コアラと共に会場を訪れる。試合後、跡部から何年かかってもいいから戦おうと言われ、「ありがとう」と返した。髪の色は青。
クリス・ホップマン
声 - 武内駿輔
身長 184cm 体重 73kg 誕生日 12月28日 血液型 A型
学年：高3 利き腕：右 プレイスタイル：カウンターパンチャー
オーストラリア代表の副将。チームや主将に迷惑をかけるドルギアスを快く思っていない。たぐいまれなる反射神経と防御力でジャンをサポートしており、黒龍二重の斬を攻略するも跡部の挑発に乗ってしまい、それより幸村のイップスにかかってしまい、最後は触覚を奪われてしまった。
ミルキー・ミルマン
声 - 宮崎遊
身長 157cm 体重 49kg 誕生日 6月20日 血液型 A型
学年：中2 利き腕：左 プレイスタイル：サーブ＆ボレーヤー
オーストラリア代表の一員。かなりお茶らけた言動が目立つ。W杯予選・日本戦D1でマックと組み不二・跡部ペアと対戦。「タキオン」を巧みに使い追い詰めるも、奥の手として放った「ニュートリノ」を跡部に返されタイブレークに突入。長期戦にもつれ込む展開となるが「タキオン」を不二の「光風」でサービスをブレイクされ、跡部の「氷の皇帝」を返球できず敗北。

マック・マグレガー
声 - 大河元気
身長 177cm 体重 67kg 誕生日 10月12日 血液型 O型
学年：中3 利き腕：右 プレイスタイル：サーブ＆ボレーヤー
オーストラリア代表の一員。長髪で後ろ髪を括っている。ミルマンとのダブルスは超攻撃型なテニスをする。
ラモン・クロフォード
身長 175cm 体重 68kg 誕生日 10月29日 血液型 A型
学年：高3 利き腕：左 プレイスタイル：オールラウンダー
オーストラリア代表の一員。日本戦では出番がなかった。次代を牽引する存在として豪州テニス界から期待を寄せられている。堅実なネットプレイ、強烈なフォアと展開力を有する。
ビル・ヒューイット
身長 183cm 体重 69kg 誕生日 9月6日 血液型 O型
学年：中3 利き腕：右 プレイスタイル：サーブ＆ボレーヤー
オーストラリア代表の一員。日本戦では出番がなかった。陽気さとチャレンジ魂を信条としている。若くしてリターン時の奇襲を最も得意としている。

#### ギリシャ代表
世界ランキング10位。予選で日本と同グループに所属するも、予選敗退。
ゼウス・イリオポウロス
声 - 関智一
身長 155cm 体重 50kg 誕生日 4月12日 血液型 O型（Rh null）
学年：高1 利き腕：右 プレイスタイル：オール・オブ・ザ・ワールド
高校1年生ながらギリシャの主将を務めている。「全知全能の神」。そのサーブは雷撃のごとき威力を持つが、破壊的なテニスを嫌い純粋な技量比べを好んでいるのであえて使わない。古風な言葉使いが特徴で、また年上のヘラクレスやヘルメスなどから敬語で話されており、「ゼウス様」と呼ばれている。W杯予選・日本戦にはS3に出場し、種ヶ島と対戦。手塚が「手塚ゾーン」にてボールを操るのと同様に、試合そのものを支配し、一時は種ヶ島をマッチゲームまで追い込むが、キャップを手に忍ばせ、打球を打っていた種ヶ島の打球を見抜けず逆転負けを喫した。
金太郎同様、セダの精神操作を無効化する能力を持っている。
タラッタ・ヘラクレス
声 - 関智一
身長 208cm 体重 118kg 誕生日 8月9日 血液型 O型
学年：高3 利き腕：右 プレイスタイル：オールラウンダー
ヘラクレス像を生き移したような外見が特徴。「戦闘の神」。W杯予選・日本戦D2でエヴァゲロスと組み、越知・大石ペアと対戦。「無邪気なしっぽ」で完全にペースをつかみ大石を翻弄。越知の「マッハ」で大石が冷静を取り戻してからも、「蜃気楼は語る」でまたもや優勢に立つ。その後、接戦で興奮してきたところで「オリンポス白銀の矢」を発動し、今までとはけた違いの打球を放ち越知と接戦を披露するがエヴァゲロスの精神が破壊されたことにより、勝つために慈悲の涙を流しながらも目を瞑っている大石に打球を直撃させた。その後、元来の優しさと大石の精神的重圧により迷いが生じ、試合にも敗れた。

パパドプーロス・エヴァゲロス
声 - 関智一
身長 169cm 体重 57kg 誕生日 12月3日 血液型 B型
学年：中3 利き腕：右 プレイスタイル：オールラウンダー
「バリヤバ」などの今風の言葉使いが特徴。並外れた跳躍力を持ち一時は優勢に立つが、越知とヘラクレスの本気のラリーを見てしまい精神が破壊される。
アポロン・ステファノプロス
声 - 関智一
身長 186cm 体重 74kg 誕生日 2月16日 血液型 A型
学年：中3 利き腕：右 プレイスタイル：オールラウンダー
オリオン・ステファノプロス
声 - 関智一
身長 184cm 体重 72kg 誕生日 5月14日 血液型 A型
学年：中2 利き腕：左 プレイスタイル：オールラウンダー
死刑執行人の一族であるステファノ一族の末裔の兄弟。遠野とは異なる「ギリシャ式処刑法」を使用する。W杯予選・日本戦D1で兄弟で組み、遠野・切原ペアと対戦。遠野に「願いの皿割り」を喰らわせほぼ戦闘不能にしたが、アポロンは遠野の13の処刑法を全て喰らい、介錯後に首がもげるイメージと共に全身が麻痺して動けなくなり、オリオンは髪のおかげで遠野の介錯は免れたものの、「悪魔化」した切原に止めを刺され、試合に敗北した。

ヘルメス・クネリス
声 - 関智一
身長 178cm 体重 66kg 誕生日 1月31日 血液型 A型
学年：高3 利き腕：左 プレイスタイル：オールラウンダー
ゼウスの横を陣取る代表の二人のうちの一人。常にゼウスの傍らにいる参謀役。「情報の神」であり、対戦相手を称賛する心の広さを持ち、またテニスで傷つけあうのが嫌いなのか、ステファノプロス兄弟のことを「猟奇的な若者」や「ギリシャの品位を損ねる」などといった厳しい発言をする。日本戦で試合はなかった。
バルカン・ラエルティオス
声 - 関智一
身長 187cm 体重 75kg 誕生日 8月25日 血液型 B型
学年：高3 利き腕：右 プレイスタイル：オールラウンダー
ゼウスの横を陣取る代表の二人のうちの一人。「火の神」であり、ヘルメスとは対照的な考え方をしている。日本選手の自由思想とパラダイム的な転換に興味を持っている。日本戦で試合はなかった。

#### イングランド代表
世界ランキング7位。フランスに破れ、決勝トーナメント初戦敗退。
レオン・ウェイクフィールド
身長 177cm 体重 65kg 誕生日 1月18日 血液型 A型
学年：中3 利き腕：左 プレイスタイル：サーブ＆ボレーヤー
跡部の旧友。
チャーリー・パーマー
身長 183cm 体重 70kg 誕生日 7月15日 血液型 O型
学年：中3 利き腕：左 プレイスタイル：オールラウンダー
エリック・パディントン
身長 179cm 体重 72kg 誕生日 10月13日 血液型 A型
学年：中3 利き腕：左 プレイスタイル：カウンターパンチャー

#### 南アフリカ代表
世界ランキング15位。ドイツに敗北し、決勝トーナメント初戦敗退。
シヤボンガ・ンゴエペ
学年：高3 利き腕：右
南アフリカ代表の主将。W杯予選でドイツの手塚と対戦し、トリッキーな攻撃で攻めるも敗北。以後、手塚を危険視している。
サンシャイン・ダイヤモンド
何でも砕くという光るショット。

#### ツベ共和国代表
世界ランキング32位。TUBEの30周年を記念して登場した本作オリジナルの国。パ行を用いた独特な言語を使用する。プレW杯で対戦国のアメリカを敗退させるために卑怯な手を用いた。予選敗退。
M・ノブテール
身長 179cm 体重 92kg 誕生日 4月23日 血液型 A型
学年：高3 利き腕：右 プレイスタイル：オールラウンダー
プレW杯にハルハータとともに出場、リョーマ・(リョーガのふりをした)オリバーのペアと対戦。反則を交えながら5ゲーム先取で優位に立っていると思われたが、リョーマが時間稼ぎをしていただけであり、敗北した。
モデルはTUBEのボーカルの前田亘輝。
M・ハルハータ
身長 174cm 体重 55kg 誕生日 11月5日 血液型 A型
学年：中3 利き腕：右 プレイスタイル：アグレッシブ・ベースライナー
モデルはTUBEのギタリストの春畑道哉。

#### アラメノマ代表
本作オリジナルの国で、宗教国家。作者によるとモデルは「宇宙人」との事。セダに利用されており、怪しげな歌を歌う事で桃城の精神を破壊するが、リョーマと金太郎に敵討ちとして報復され、黒幕のセダに命令された事で全員帰国する。
当初はリョーマ達日本代表や他の国とは相容れない不気味な敵というイメージで描かれていたが、その後、他国代表と一緒に焼肉大会に参加した際はコミカルな姿を見せていた。
良俗の為、アニメ版には登場しない原作のみのキャラクターである。
イプシロン・ア・ラメ
『焼肉の王子様』で、乾汁を飲み卒倒した選手。

## 読み切り版キャラクター

### テニスの王子様（1998年41号掲載）
越前 リョーマ（読み切り版）
主人公。12歳のテニス少年で、本編同様左利きだが右手で「ツイストサーブ」が打てる。
2年前までバスケットボールの選手だったが、試合で上級生に執拗なファールを受け、抵抗して暴力沙汰を起こしそのままバスケを辞める。そのためか卑怯な真似を嫌い、「テニスがネットを挟むスポーツでよかった」と語る。
上述の設定のため、テニス経験は浅いにもかかわらず、「佐々部の足首めがけてボールを打ち抜く」、「利き手ではない右手でツイストサーブを打てる」など、本編と変わらないテニスセンスを持っている。
竜崎 奈々子（りゅうざき ななこ）
青春大学テニスサークル所属の女子大生。ボレーが苦手で偶然知り合ったリョーマに指導を仰ぐ。コーチを餌に先輩の佐々部から交際を迫られているが、固辞している。容姿は菜々子、性格は桜乃を髣髴とさせる。
佐々部（読み切り版）
大学生。奈々子のテニスサークルの先輩。コート内で喫煙する、奈々子やテニスサークルを貶める発言をする等、マナーが良いとは言えない人物。｢ラインぎりぎりの球をセルフジャッジの権限でOUTにしてリョーマを追い詰める｣､｢右手でラケットを持ったリョーマと戦って破れる｣などは本編の佐々部兄と共通の設定だが、｢リョーマをラケットで直接殴る｣という粗暴さが増している点が異なる。
徳川（とくがわ）
プロ選手。佐々部とリョーマの試合をたまたま見に来る。ジュニア大会6連覇のリョーマが有名であることもあり、知り合い。リョーマがテニスを始めた理由を説明する。本編1話でのスミレの役割に当たる。

### Genius0 サムライの詩
スミス
声 - 石井康嗣
世界ランク86位だった元プロの老人。南次郎が渡米した頃にはテニスコーチをし、子供を相手にテニスを教えているが、コーチ職を軽視している。眼鏡を探そうとコートにしゃがんだ子供に向かって球を打ち込み、かばった倫子に怪我を負わせた卑劣漢。日本人であるという理由で南次郎をバカにしていたが、両目を瞑った彼に完膚なきまでに敗北する。
アニメには登場しないため、声優はゲーム『2005 CRYSTAL DRIVE』のものに準拠。
マイケル
クラブでプロを目指す青年。意中のアリッサと懇意にする南次郎に一方的に嫉妬し、彼にテニスで挑むも惨敗。スミスにクビを言い渡される。倫子が負傷した理由を南次郎に教え、スミスを叩きのめした南次郎に陰ながらエールを送った。
ブンドル
南次郎とスミスの試合を見に来たプロ選手。世界ランク1位だったが、ノーシードで勝ち上がった南次郎に決勝戦で敗れる。南次郎を「サムライボーイ」と呼び、実力を認めている。
アリッサ
声 - 長浜満里子
南次郎の女友達の1人。マイケルに好意を持たれている。スミスとの果し合いに向かう南次郎から、大会に棄権の連絡を入れるよう頼まれる。

## アニメオリジナルキャラクター

### 城成湘南学園中学校
神奈川県にある学校で、練習時に最新のトレーニング理論をとり入れている。関東大会2回戦で青学に敗北する。ジュニア選抜合宿には、監督の華村をはじめ梶本・神城・若人の3名が招集された。学校自体は原作にも登場しており、原作では関東大会初戦の緑山に敗北している。
なお、学校自体は原作にも登場しているためオリジナルなのはキャラクター設定のみ（名前が同じキャラクターも存在する）。
梶本 貴久（かじもと たかひさ）
声 - 小西克幸
身長 178cm 誕生日 12月22日 血液型 A型
学年：3年（部長） 利き腕：右
常に敬語口調でプライドが高い。左耳にピアスをしている。体重と筋肉のコントロールに優れる。
青学戦では自身の試合前に勝敗が決したため、試合に出ていない。ジュニア選抜合宿時にスミレの代理でコーチとなった手塚に対して敵愾心を抱いたが、試合を通じて和解した。合宿最終日には神尾を弄ぶようにして倒した。
原作では季楽にタイブレークの末に敗戦。
エビ反りサーブ
体を思い切り反った後、その反動を生かして放つ195kmを誇る高速サーブ。
神城 玲治（しんじょう れいじ）
声 - 笠原竜司
身長 180cm 誕生日 1月28日 血液型 A型
学年：3年 利き腕：右
華村に最高傑作と評されており、自身もそれを誇りにしている。しかし、華村のことを悪く言われると態度が豹変してしまう程、心酔している。華村に出会うまでは「ディープ・インパルス」を武器としていたが、有望な選手を再起不能に陥らせたため、華村に使用することを禁じられた。
青学戦はS2でリョーマと対戦、序盤は「ミラージュ」で翻弄するも、「ツイストサーブ」でバランスを崩され攻略される。その後、「ディープ・インパルス」を解放してリョーマを負傷させるが、スタッダードステップによるカウンターを受け敗北する。
普段は無表情に近いが、ジュニア選抜合宿で伊武とダブルスを組んだ際、伊武の独り言に動揺していた。

若人 弘（わかと ひろし）
声 - 菊池正美
身長 176cm 誕生日 12月10日 血液型 B型
学年：3年（副部長） 利き腕：右
ルックスの良さから親衛隊がいるほどの人気者。帽子を着用している。努力と研究の末に会得した「プリテンダー戦法」で相手を翻弄する。
青学戦はS3で海堂と対戦。アンドレ・アガシやピート・サンプラスといった様々なトップ選手の模倣をし、最後は海堂の模倣をする意地を見せた。だが、スネイクというバギーホイップショットこそ出来たものの、鍛え上げられた腕の振りと手首の強さが海堂ほどはなく、体を沈ませながら腕を振り上げただけという付け焼刃の「ブーメランスネイク」がアウトになってしまい、田中兄弟らから他の物真似をする助言を無視し、海堂のプレイスタイルを手に入れる意地が仇となり、タイブレークの末敗北する。
ジュニア選抜合宿で樺地と対戦し、プリテンダー戦法をコピーされるも、同時進行していた跡部と真田の試合を見るために試合を中断する。
プリテンダー戦法
実在する様々なトップ選手のプレイスタイルを模倣する若人独自のプレイスタイル。プレイスタイル変更時には「チェンジ・オーバー」と叫ぶ（親衛隊がいる時は、「オーバー」は親衛隊が叫ぶ）。左利きの選手を模倣する際は、左手に持ち替える。
田中 洋平（たなか ようへい）
声 - 樋口智恵子
身長 167cm 誕生日 1月15日 血液型 AB型
学年：3年 利き腕：右
田中 浩平（たなか こうへい）
声 - 三橋加奈子
身長 167cm 誕生日 1月15日 血液型 AB型
学年：3年 利き腕：右
中性的な顔をした双子の兄弟。兄弟でダブルスを組む。周囲には「ユニット」と呼ばせている。赤紫色の髪が兄の洋平で、藍色のポニーテールが弟の浩平。
打球を見なくてもインパクトの音を聞くだけで、ボールが返ってくる位置を会話しながらでも正確に把握出来る特技を持つ。
青学戦はD2で乾・桃城ペアと対戦。特技を活かし桃城の冷静さを失わせ、桃城を狙い撃ちしリードを取るが、堀尾とカツオのケンカし始めたのをきっかけに桃城が冷静さを取り戻し逆転される。その直後、桃城が誤って乾汁を飲み棄権したため勝利となった。
デュオ・ユニゾン
二人でボールを挟むような状態で立ち、二人同時に打つショット。
桐山 大地（きりやま だいち）
声 - 岩間健児
身長 195cm 誕生日 10月19日 血液型 O型
学年：2年 利き腕：右
部内一の身長。若人を軽々と持ち上げられるほどの怪力。身体が大柄なため、ポーチに出た際には2、3歩でボールに追いつくことが出来る。
青学戦はD1で太田と組み、大石・菊丸ペアと対戦。前半はリードしていたが、「Iフォーメーション」に翻弄される。その後、大石の腕の怪我が悪化したため狙い撃ちしたが、最後は「ムーンボレー」に「サンダーボルト」が届かず敗北。
キャノンボレー
スマッシュ並みの威力を誇るボレー。
太田 翔（おおた しょう）
声 - 内藤玲
身長 148cm 誕生日 5月10日 血液型 B型
学年：2年 利き腕：右
サングラスをかけている。ネットダッシュやインパクトの際に特異な声を発する。
リョーマよりも背が低く、大石のトップスピンサーブでの奇襲を受けた際に届かず返球できなかった。
サンダーボルト
桐山の身体を踏み台にして放つ超高角度のスマッシュ。
華村 葵（はなむら あおい）
声 - 山像かおり
城成湘南中テニス部監督。眼鏡を着用し、かなり美人でスタイルもよい。
「コーディネーション理論」を推進する女コーチ。自分が育成してきた選手たちを「作品」と呼ぶ。スミレからは選手のことを「作品」と表現することに苦言を呈されている。しかし、選手達からの信頼は確かなもので、指導内容の説明も筋が通っている。

### アメリカ西海岸ジュニア選抜チーム
全国大会開催前に日米親善ジュニア選抜テニス大会が開催され、関東地区ジュニア選抜と対決する。本来であれば全国からメンバーを選抜し、大会も全国大会終了後に開催予定だったが、アメリカ側の要請により全国大会前の開催となったため関東地区限定でメンバーを選抜する事になった。元々はリチャード・ベイカーのアメリカ西海岸ジュニア選抜チームを日本財界への売込むことが目的であり、日本選抜への勝利はチームを売込む為のステータスに過ぎなかった。チームメイトもそれを理解しておりテニスは自らの出世の為の手段としか捉えてなかった。しかし、ベイカーの思惑通りに対戦が進まず敗退。しかし、選手達の戦う姿に感心したとある企業がメンバー全員にスポンサーにつく申出があり、今後もテニスができる未来があると希望を胸に選手達は帰国した。
ケビン・スミス
声 - 木内レイコ
利き腕：左
南次郎に敗れて以来豹変した父に虐待まがいの厳しいテニス教育を受けていた。そのためリョーマをライバル視し、都内のテニスクラブや中学校に次々乗り込みリョーマを探す。
亜久津との野試合ではマッチポイントまでの試合展開を再現するなど、リョーマをビデオで研究し尽くしており、リョーマの技を全て使えるまで特訓し取得した。しかし、関東大会決勝のデータは取れなかったため「サイクロンスマッシュ」は使えない。
S1で切原と対戦し、「ファントムボール」に苦戦するもライジングで打破する。切原が怪我を負ってからはゲームカウントを引き継いだままリョーマと対戦。タイブレーク時にリョーマに大幅にリードを許し、父と同じように堕落することを危惧し精神的に追い込まれた時、「無我の境地」に到達するが惜敗。後にリョーマが渡米してからはリョーマを応援し、よきライバルとなる。
イリュージョン
自身が特訓の末に編み出した唯一のオリジナルの技で、打球が分裂するフレームショット。なお、同名の仁王の技とはまったくの別技である。
ビリー・キャシディ
声 - 風間勇刀
利き腕：右
元ロデオの天才児。ケビンとともに、他のメンバーより先に来日。都会に引っ越した後、好きになったステファニーの気を引こうとテニスを始める。
D2でマイケルと組み、跡部・真田ペアと対戦。ショットガンボレーで跡部のペースを乱したが、破滅へのタンゴを決められて以降相手のコンビネーションが高まり敗北。試合には敗れたが、懸命に試合に臨んだ姿にステファニーが感動し、彼女にテニスを教える約束を取り付けた。

マイケル・リー
声 - 千葉一伸
利き腕：右
元カンフーの天才児。実家はかなりの資産家。元は中国からの移民で一文無しからアメリカ経済界のトップにのし上がった父親から、弱肉強食の思想を幼少期から叩き込まれる。
得意のスピードテニスは真田をもしのぎ、見えないサーブを返球した上、彼と超高速ボレーのラッシュ戦を繰り広げた。試合中に跡部のテニスが安っぽいと非難していたが、試合後にはその実力を認めていた。
トム・グリフィー
声 - 小嶋一成
利き腕：右
テリー・グリフィー
声 - 伊藤舞子
利き腕：右
ダブルスを組み、ファンクラブがあるほどの美少年兄弟。兄のトムは髪色が緑、弟のテリーは髪色がオレンジで微妙に女顔をしており女性口調。両親を亡くし、冷酷な叔母に怯えながら貧乏生活をしていた時にベイカーに出会い、叔母に売られる。
D1で忍足・菊丸ペアと対戦。前衛のテリーを盾に球筋を見せない攻撃で圧倒したが、途中でベイカーに「負け」を強要される。しかし、負けないければならない意識とは裏腹にテニスに対する気持ちが上回り、タイブレークの末勝利をおさめた。試合後、ベイカーから決別することを選んだ。
ボビー・マックス
声 - 金子はりい
利き腕：右
体重100kgを越える巨体。スポーツ万能だがすぐに暴力沙汰を起こし、居場所を探していた所、ベイカーとテニスに出会う。
S3で千石と対戦。持ち前のパワーを生かしリードしていたが、千石が緩急をつけはじめシーソーゲームとなる。一時マッチポイントまで追い詰めスマッシュを決めるも、タッチネットによりチャンスを逃す。6-6になったところで、お互い体力切れによりノーゲームとなる。
アーノルド・イグニショフ
声 - 松本吉朗
利き腕：右
家も身よりもない孤児だった頃にベイカーとテニスに会う。正確なショットを打つ技術と、相手の打球を冷静に分析する洞察力から「テニスマシン」と呼ばれ、不二と対戦するまでの戦績は無敗であった。
S2で不二と対戦。つばめ返しと羆落としをすぐに分析し、トップスピンとスマッシュを打たず、無回転の打球を打ち続けた。しかし、不二の策で打球がコードボールになったところでつばめ返しを打たれ接戦となる。最後は負けられない気持ちからスマッシュを打ち、羆落としで返され敗北となる。その後ベイカーから戦力外宣告され肩をおとしていたが、チームメイトの助言により立ち直る。
リチャード・ベイカー
声 - 西前忠久
選手には「ボス」と呼ばせる。テニスを「ショー」と考え、勝敗より観客を沸かすことを重視し、自分が考えた筋書き通りに試合をしなかった選手たちを冷遇し、また彼についていけないと思った選手から決別されることもある。記者会見を開く為の資金をテニス協会の資金から不正流用した事が発覚し、テニス界を追放される。
ジョージ・スミス
声 - 松本吉朗
ケビンの父親。南次郎がアメリカに渡っていた当時、彼を甘く見て試合を申し込み惨敗した。以来アルコール依存症になり、息子にも厳しいテニス特訓を受けさせる。妻と息子からは恐れられている。
性格は原作Genius0のスミスコーチで、容姿はマイケル。

## 映画オリジナルキャラクター

### 映画第1弾
越前 リョーガ（映画版）
声 - 山崎裕太
利き腕：右
越前家の血縁者でリョーマの兄を名乗る少年。自称「黒いライトニング」。手にリョーマと思い出深いオレンジを握っている。軽過ぎず重過ぎずな性格だが、女性にも積極的。リョーマより2歳上で、作者曰く外見は2年後のリョーマ、中身は南次郎。
桜吹雪の私設チームのキャプテン。序盤では悪人ぶって、通称八百長試合で儲けを得ていた桜吹雪彦麿に協力していた。「裏の世界」を語る会話から、かなり苦労した人生を送っていた模様。
漫画と違い、こちらのリョーガはリョーマの事をすっかり忘れていたが、彦摩が偵察用に鑑賞していた青学の試合のビデオを観て記憶が蘇った。
リョーマも漫画と違い、彼との記憶を覚えており（時系列が記憶喪失する全国大会よりも前の話ということもあるが）普通の兄弟では無いことにも気づいていて南次郎が成り行きで引き取ったのだと認識している。
リョーマとの直接対決を前にしてもなお八百長に従う様に持ちかけたが、弟と本気で戦いたい想いから心変わりし、彦摩の野望を阻止した。
激闘の末に健闘を称え、最後はリョーマの帽子を奪って水上スキーでどこかに去って行った。
自称「サムライ南次郎直伝の本家ツイストサーブ」が得意で、威力はリョーマ以上。サイクロンスマッシュを短時間で見破るほどの実力者。「全盛期のサムライ南次郎に近いかもしれない」と手塚が評した。
桜吹雪 彦麿（さくらふぶき ひこまろ）
声 - 西岡徳馬
全国大会を制した青学を豪華客船でのエキシビジョンマッチに招待した大富豪。実際は八百長試合で金儲けを企み、八百長に協力しない青学メンバーを船室に監禁する悪人である。終盤ではリョーマから「ツイストサーブ」で顔面にボールを当てられた挙句、跡部が通報した海上保安庁により銃刀法違反（青学メンバー監禁時に拳銃を所持）並びに賭博罪で逮捕された。
アルベルト・シュバイツ
声 - 堤下敦（インパルス）
利き腕：右
桜吹雪の私設チームの1人。短髪のドイツ人。不二と対戦し敗北。
ジャン・ジャック・マルソー
声 - 板倉俊之（インパルス）
利き腕：右
桜吹雪の私設チームの1人。痩せ型でオールバックの顔色が悪いフランス人。手塚と対戦し敗北。

### 映画第2弾
リン・シウ
声 - 大東俊介
利き腕：右
中国人。元クラックの一員であったがキースと反目し敵対している。しかしキースのことは心配もしている。

キース
声 - 早乙女太一
利き腕：左
古城「キング・オブ・キングダム」をアジトとにするストリートテニスグループ「クラック」のリーダー。過去に「気」を使ったプレーを問題視され、テニス界を追放されたことでテニスを憎み、各国代表を襲う。
本来左利きであるが、「ジェミニ」を発動するためには右手で試合をする。
万有引力
ジェミニよりも大型の「気」を作り出して放つジェミニの進化系。
ピーター
声 - 入野自由
利き腕：右
クラックの一員。キースに憧れ、シウを憎んでいる。
練習中のリョーマと桃城をリアルテニスボールで襲う。
三つ子
ジェミニよりも「気」を1つ多く作り出すジェミニの強化版。

### 実写映画版
エガテ・マクラウド・檜垣（エガテ マクラウド ひがき）
演 - RIKIYA
身長 185cm 誕生日 11月11日 血液型 B型
利き腕：右
氷帝が対青学戦のために呼び寄せた切り札で、自称「プロ」。日本人の母親を持つメキシコ系アメリカ人。
元は青学の生徒で手塚ら現3年の先輩であったが暴力事件で退学、その後南米にテニス留学する。血の気が多く暴力的・好戦的な性格の上に礼のない不遜な振る舞いが多く、青学レギュラーからは快く思われておらず、その態度に逆上した海堂に殴り掛かられた事がある。手塚ですら先輩の彼に対して敬語で話しかけずに厄介払いしようとした上、乾に至っては彼を前にしただけで顔を顰めて震え上がる始末。紫音に対しては多少不器用ではあるが、それなりに優しい。
原作の日吉のポジションに在り、関東大会準決勝でリョーマと対戦する。プレイスタイルや思考は亜久津・切原・観月がモデル。
必殺フレームショット
ラケットのフレーム部分にボールを当てて放つ不規則な変化を見せるショット。
檜垣 紫音（ひがき しおん）
演 - 岩田さゆり
身長 148cm 誕生日 9月1日 血液型 O型
実写映画版ヒロインで、エガテ・マクラウド・檜垣の異父妹。リョーマの何かに強く惹かれる。両親を亡くしたショックから声が出なくなり、病院通いをしている。フルートを嗜み、いつも持ち歩いている。優しく内気で大人しい性格だが、芯は強い。年齢と学年・学校等の詳細は不明。

## ゲームオリジナルキャラクター

### SWEAT & TEARSシリーズ
天野 騎一（あまの きいち）
声 - 堀田勝
小鷹 那美（こだか なみ）
声 - 中尾友紀
身長 151cm 体重 45kg 誕生日 3月7日 血液型 AB型
学年：1年（青春学園） 利き腕：右 プレイスタイル：サーブ&ボレーヤー
『1』のプレイヤーキャラクターとなる主人公の男女（リネーム可能）。小学時代には多くの大会を総なめにするテニスプレイヤーだったが、対戦相手に怪我を負わせてしまってからテニスとは疎遠になっていた。しかし、中学校の入学式の前日のリョーマとの出会いを通じて再開することになる。朋香とは幼稚園からの腐れ縁で、よく軽口を叩き合っているが仲は良い。
性格は騎一は真面目で頑張り屋だが周囲に振り回されやすい。那美は明るく前向きだが少々お調子者な面がある。
『2』では小鷹のみ登場。『2』の主人公である赤月巴の親友で憧れの存在。かなりの実力の持ち主で、基本的にミクスドの大将は彼女が務め、氷帝からも「小鷹相手だと分が悪い」と恐れられている。ランキング戦では試合結果のみで終わる仕様となっている。
『2』の続編となる『RUSH & DREAM!』にも小鷹のみ登場。『2』とは異なり対戦可能で、ジュニア選抜決勝戦で当たるキャラクターの一人となっており、「鳶返し」や「鉄人サーブ」などの『1』で習得可能な必殺技を使ってくる。
藤堂 健吾（とうどう けんご）
声 - 森山栄治
早川 楓（はやかわ かえで）
声 - 鈴木真仁
身長 155cm
学年：1年（聖ルドルフ） 利き腕：右
『1』に登場する主人公のライバルとなる男女（同性がライバルとなる）。性格は藤堂は好戦的、早川は高飛車であり、いずれもかなりの努力家という点は共通している。小学時代に主人公と同じテニススクールに通っており、過去5回対戦したことがあるが、いずれも敗北し、さらに6度目の対戦をすっぽかされたことで恨んでいる。関東大会直前に、親の転勤の都合で黒鳳学園中学に転校してしまうため、都大会後の再戦は全国大会となる。なお、ここで主人公がレギュラー落ちをしていると、聖ルドルフに裕太たち同様の「スクール組」として復帰し、聖ルドルフの選手として再戦することとなる。
『2』では早川のみ小鷹の因縁のライバルとして登場する。最初から寮暮らしの「スクール組」となっているため、転校の描写がない。「聖ルドルフの温泉合宿で女子主人公を遊びに誘う」、「越前家に礼儀正しく訪問する」など、前作よりも物腰柔らかく接する人物となっている。なお、プレイヤーの選択次第で聖ルドルフのメンバー共々登場しない。

朝霧 龍太（あさぎり りゅうた）
声 - 木内秀信
学年：3年（黒鳳学園） 利き腕：右
『1』に登場する藤堂（早川）のダブルスパートナー。パートナーがリベンジに燃えている相手として、主人公をマークしている。
超スライス
超回転を有するスライスストローク。
オーナー
声 - 竹本英史
『1』に登場する希望が丘テニスクラブのオーナー。天野（小鷹）の叔父（母方の弟）でもある。テニスと疎遠になっていた甥（姪）がテニスを再開するという話を聞き、協力しようと考えた結果、無料での利用を許可してくれる。『2』でも希望が丘テニスクラブを選択した場合に限り、登場する。
許斐（このみ）
声 - 許斐剛
『1』に登場する希望が丘テニスクラブのテニスコーチ。イケメンでクラブの女性利用客から絶大な人気を誇っており、天野（小鷹）が一人でクラブを利用する際の担当コーチとなる。『2』にも登場し、隼人（巴）のコーチを担当する。自由の森テニススクールを選択した場合は登場しないため、代わりに南次郎が寺のコートで稽古をつけてくれることとなる。
モデルは声優も務めた作者の許斐剛。
赤月 隼人（あかつき はやと）
声 - 内藤玲
赤月 巴（あかつき ともえ）
声 - 鮭延未可
身長 163cm 体重 55kg 誕生日 10月24日 血液型 O型
学年：1年（青春学園） 利き腕：右 プレイスタイル：オールラウンダー
『2』のプレイヤーキャラクターとなる主人公の男女（リネーム可能）。どちらも踵落としを得意とする。
隼人は無鉄砲だが正義感の強い熱血漢。試合に出るために上京し、その際に桜乃とリョーマに出会う。しかし桜乃の方向音痴のせいで道に迷い、失格になってしまう。リョーマや朋香から「山ザル」と呼ばれることもある。
巴は勝気な所もあるが明るく人当たりの良い性格の持ち主。父親の職業でもある、スポーツトレーナーになるべく青学の男子テニス部にマネージャーとして入ろうとするが、いつの間にか女子テニス部の選手になってしまう。山中で育った天然野生少女で、テニス経験はないが抜群の運動能力を持つ。山中での日常生活のために養われた筋肉を度々周りから褒められるが、反面、女子扱いされることが少ないため釈然としないことが多い。
赤月 京四郎（あかつき きょうしろう）
声 - 岩崎征実
利き腕：右
『2』の主人公の父親。スポーツドクター兼トレーナーとして、岐阜の山奥で診療所を開設し、研究を行っている。「自由の森テニススクール」は彼がアドバイザーとして協力した。飄々とした性格。越前南次郎とは中学時代からの悪友で、子供は南次郎の家に居候する形になる。学生時代、対・南次郎戦のために編み出した「南次郎殺し」が原因で右腕を壊し選手生命を絶たれたために医者となった。
スポーツドクターとしての腕は本物で、プレイヤーの選択次第ではとある人物の故障を完治させることとなる。
吉川 美咲（よしかわ みさき）
声 - 並木のり子
身長 160cm 体重 54kg
学年：3年（山吹中） 利き腕：右
『2』に登場。山吹のブレーン的存在で、データテニスを得意とする。生真面目で固い性格故に、不良の亜久津とは仲が悪く、女好きの千石も苦手としている様子。
必殺技はないが、他のデータマンである乾や観月と同様に、「プレイヤーのショットをネットにする特技」を使ってくる。
鳥取 ナヲミ（とっとり ナヲミ）
声 - 齊藤真紀
身長 148cm
学園：2年（氷帝学園） 利き腕：右
『2』に登場。とても小柄だが、その内には無尽蔵のスタミナを秘めている。面倒見が良く姉御肌。氷帝学園にテニスのスポーツ特待生として入学した。樺地の幼馴染で、彼の言葉と表情を理解できる。
スカイ・ハイ・スライス
打球が全く跳ねない超回転スライスロブ。
原 涼香（はら りょうか）
声 - 丸山彩智恵
身長 182cm
学年：2年（立海大） 利き腕：左
『2』に登場。女子としては高い身長と低い声がコンプレックス。そのせいで口数も少ないが、可愛い物が好きだったり女子らしい面もある。テニスに誘ってくれた真田に憧れている。切原の幼馴染で、幼い頃はよくイジメられていた切原を助けたらしい。日舞の家元の娘。
弾丸スマッシュ
長身より繰り出される、ラケットを破壊するほどのパワースマッシュ。

### Aim at The Victory!
高原 キョーコ（たかはら キョーコ）
学年：1年（青春学園）
ヒロイン的キャラクター。アメリカから青学に転入してきた帰国子女で、南次郎に師事（1週間）したこともあるテニス経験者である。テニスを愛するが故にテニス中心となって回りが見えなくなってしまうことを恐れてテニスから離れていたが、テニスに一生懸命取り組む主人公の姿を見て徐々にテニスを再開するようになる。
マイケル・ローグ
主人公のライバル的キャラクター。ハワイの中学校に通うアメリカ人のテニスプレイヤーで、キョーコに惚れている。主人公に対してもフレンドリーに接するが、キョーコを巡って何度も対戦することになる。

### 学園祭の王子様
広瀬 静（ひろせ しずか）
学年：2年
プレイヤーキャラクターとなる主人公（リネーム可能）。選択した学校の生徒となり、「関東地区合同学園祭」の実行委員として学園祭の準備に奔走する。真面目かつ品行方正で、学園祭を成功させようと奮闘する頑張り屋。人に対し気配りを忘れない一方、恋愛に対しては疎く、男性キャラからのアプローチにも気付かないなど重度の天然キャラでもある。特技は料理で、特に彼女の作るお菓子は男性キャラからも高い評価を受けるほど。外見は茶色がかったセミロングヘアで顔についての描写はされていない。

### ドキドキサバイバル
小日向 つぐみ（こひなた つぐみ）
声 - 花村怜美
学年：2年
「山麓」サイドのプレイヤーキャラクターとなる主人公（リネーム可能）。おだやかな性格の持ち主で、校内でトップクラスの成績を誇るインテリ系のキャラクター。旅行会社の手配ミスで親友の辻本と共に、島で合宿を行うリョーマ達の乗る船に急遽同乗する事になった。父親はこの船の船長を務めている。DS版にて外見が変更された。
辻本 彩夏（つじもと あやか）
声 - 稲村優奈
学年：2年
「海辺」サイドのプレイヤーキャラクターとなる主人公（リネーム可能）。サバサバした性格の持ち主で、常に前向きなポジティブさを持つ元気系のキャラクター。DS版にて外見が変更されたが、面影の残る小日向とは異なり、よりアレンジされている。

### ダブルスの王子様
鏡見 梓真（かがみ あずま）
声 - 小林由美子
学年：2年（桜臨中） 利き腕：右
「GIRLS」サイドの主人公（リネーム可能）。天然な部分があるが行動力があり、明るく元気な性格の持ち主。家族構成は両親と兄の武蔵の4人家族で、父親の仕事の関係で転校を繰り返している。
鏡見 武蔵（かがみ むさし）
声 - 内藤玲
学年：3年（桜臨中） 利き腕：右
「BOYS」サイドの主人公（リネーム可能）。クールな印象ながらも負けず嫌いな性格の持ち主で、ツッコミキャラでもある。現在いる桜臨中にはテニス部がないため、妹の梓真と共にテニススクールに通っている。